# 14. Mai
Der 14. Mai ist der 134. Tag des gregorianischen Kalenders (der 135. in Schaltjahren), somit verbleiben 231 Tage bis zum Jahresende.

## Ereignisse

### Politik und Weltgeschehen

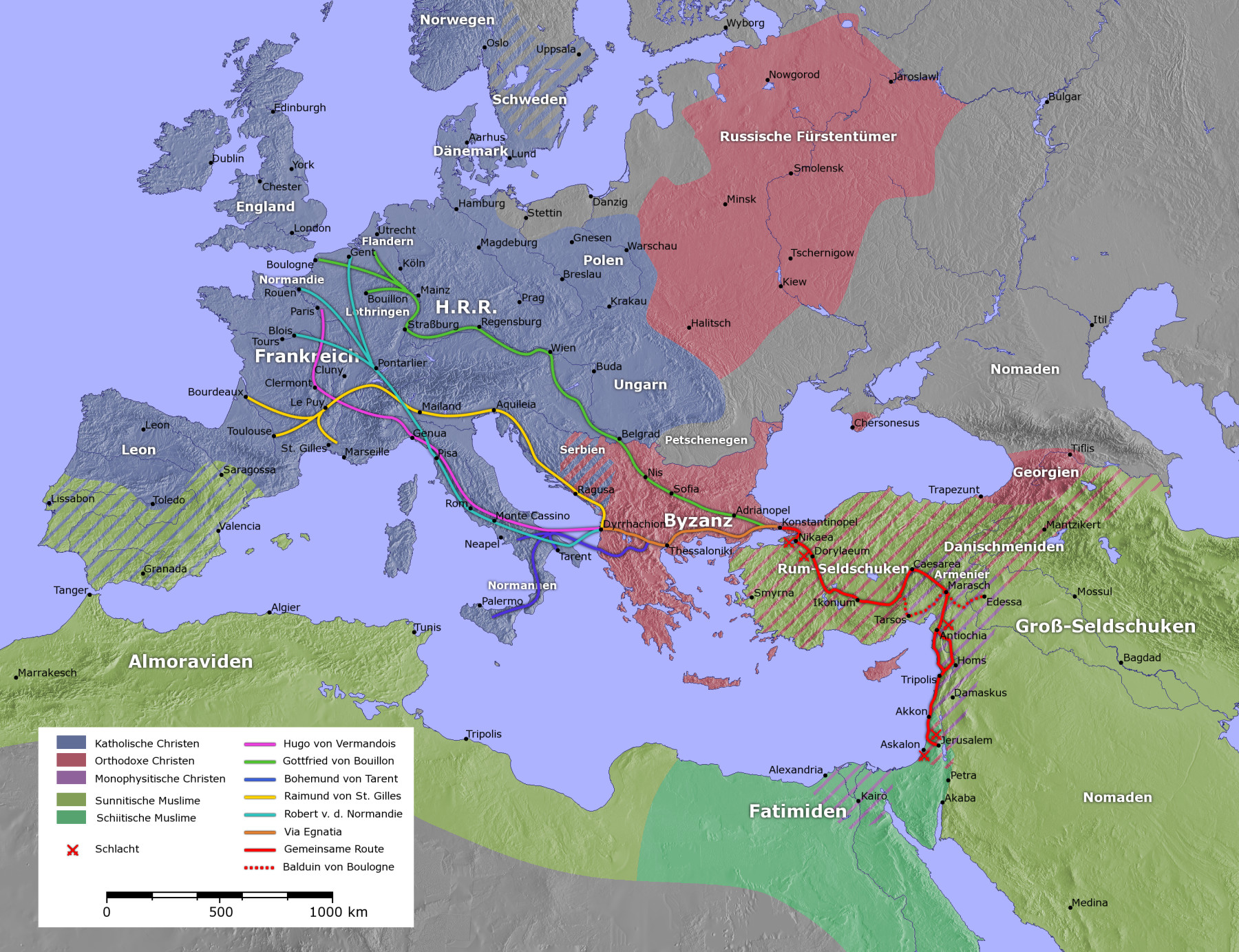
1097: Verlauf des Ersten Kreuzzuges

- 1097: Während des Ersten Kreuzzugs beginnt das Kreuzfahrerheer die Belagerung von Nicäa, seit 1077 Hauptstadt des Sultanats der Rum-Seldschuken. Die Belagerung endet nach über einem Monat mit der Einnahme der Stadt durch die Byzantiner.
- 1264: Durch die Schlacht von Lewes wird Simon V. de Montfort „ungekrönter König“ von England. König Heinrich III. und sein Sohn Eduard geraten in Gefangenschaft.

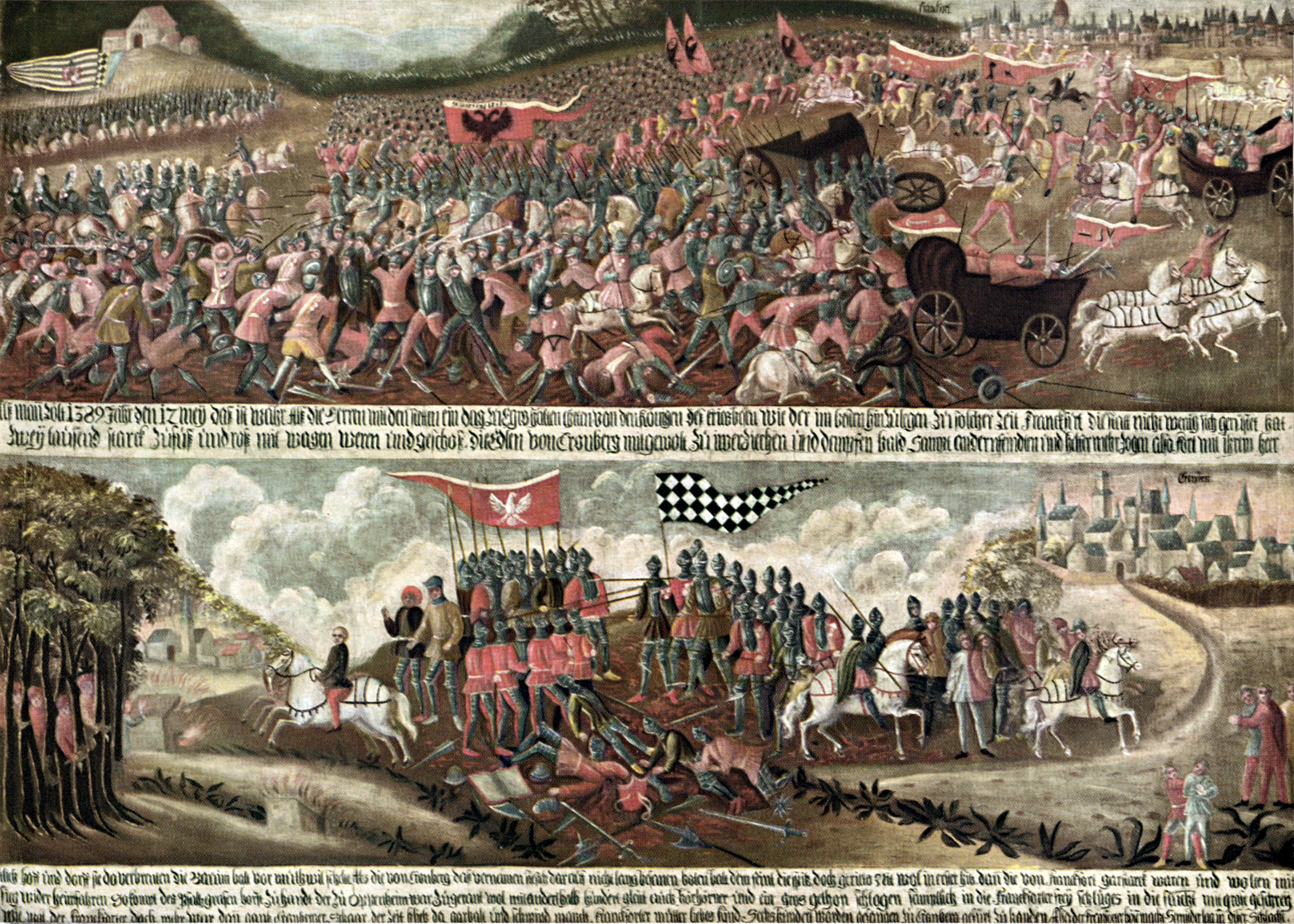
1389: Schlacht bei Eschborn

- 1389: Die freie Reichsstadt Frankfurt am Main erleidet in der Schlacht bei Eschborn während der Kronberger Fehde im Städtekrieg die schwerste Niederlage ihrer Geschichte gegen Ruprecht II. von der Pfalz, Ulrich V. von Hanau sowie die Ritter von Cronberg.
- 1509: In der Schlacht von Agnadello schlagen die Franzosen unter König Ludwig XII. für die Liga von Cambrai die Truppen der Republik Venedig entscheidend.
- 1560: Die fünftägige Seeschlacht von Djerba geht zu Ende. Eine osmanische Flotte unter dem Befehlshaber Piyale Pascha setzt sich gegen die Flotte einer christlichen Allianz unter dem Kommando von Giovanni Andrea Doria durch. Die vernichtende Niederlage mit einem Verlust von 60 Galeeren und etwa 20.000 Mann auf christlicher Seite bewirkt einen Höhepunkt der türkischen Seeherrschaft im Mittelmeer.
- 1607: Auf einer Insel im James River in der Kolonie Virginia gründen 104 britische Siedler Jamestown, die erste dauerhafte Siedlung der Engländer in Amerika.

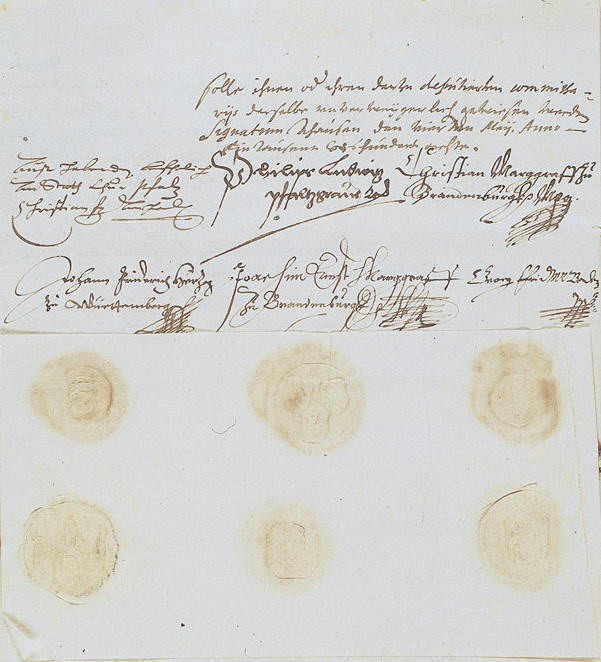
1608: Urkunde zur Gründung der protestantischen Union

- 1608: Mehrere protestantische Fürsten und Städte des Heiligen Römischen Reichs schließen sich im Kloster zu Auhausen im Fürstentum Ansbach zur Protestantischen Union zusammen. Wortführer des ursprünglich als Defensivbündnis konstruierten Vertrags wird Kurfürst Friedrich IV. von der Pfalz.

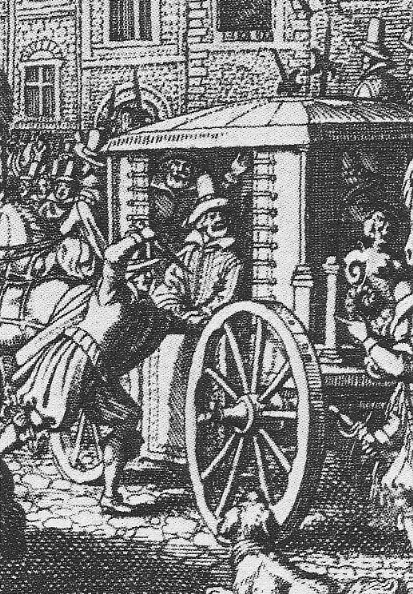
1610: Ermordung Heinrichs IV.

- 1610: François Ravaillac ersticht Heinrich IV., König von Frankreich und Navarra, als dieser gerade einen Krieg gegen das Heilige Römische Reich plant. Damit wird ein europäischer Krieg anlässlich des Jülich-Klevischen Erbfolgestreits abgewendet. Nachfolger wird sein neunjähriger Sohn Ludwig XIII., für den seine Mutter Maria de’ Medici die Regierungsgeschäfte führt.
- 1643: Nach dem Tod seines Vaters Ludwig XIII. kommt mit vier Jahren in Frankreich der spätere Sonnenkönig Ludwig XIV. auf den Königsthron. Die Staatsgeschäfte führt für ihn einstweilen als Regentin seine Mutter Anna von Österreich.
- 1706: Franzosen und Spanier beginnen im Spanischen Erbfolgekrieg die von Piemontesen und Österreichern gehaltene Stadt Turin zu belagern. Erst mit der Schlacht von Turin fällt am 7. September eine Entscheidung gegen die Belagerer.
- 1747: In einer Seeschlacht am Kap Finisterre erleidet ein französischer Konvoi während des Österreichischen Erbfolgekrieges eine Niederlage gegen überlegene britische Seestreitkräfte.
- 1811: Paraguay erlangt die Unabhängigkeit von Spanien durch Loslösung aus dem Vizekönigreich des Río de la Plata.

1858: John McDouall Stuart

- 1858: Der schottische Abenteurer John McDouall Stuart bricht mit zwei Gefährten zur ersten einer Reihe von Expeditionen auf, die ihn bis 1862 quer durch den australischen Kontinent führen werden.

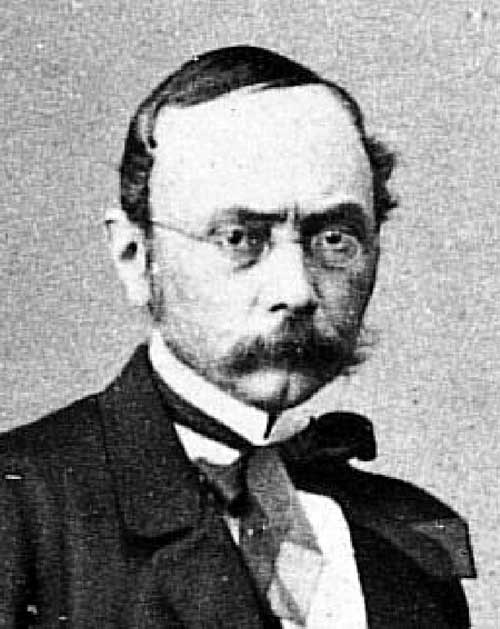
1869: Leopold Hasner von Artha

- 1869: In Österreich-Ungarn wird mit der Verabschiedung des Reichsvolksschulgesetzes unter Minister Leopold Hasner von Artha die achtjährige Bürgerschule eingeführt.
- 1907: Bei der Reichsratswahl in Cisleithanien gilt erstmals das allgemeine Männerwahlrecht. Die christlichsozialen und sozialdemokratischen Massenparteien erzielen dabei einen herausragenden Erfolg.
- 1915: Radikal-demokratische Offiziere putschen in Portugal gegen Militärdiktator Joaquim Pimenta de Castro und bilden vorläufig eine „Verfassungsjunta“. Die „Diktatur der Schwerter“ hat knapp vier Monate gedauert.

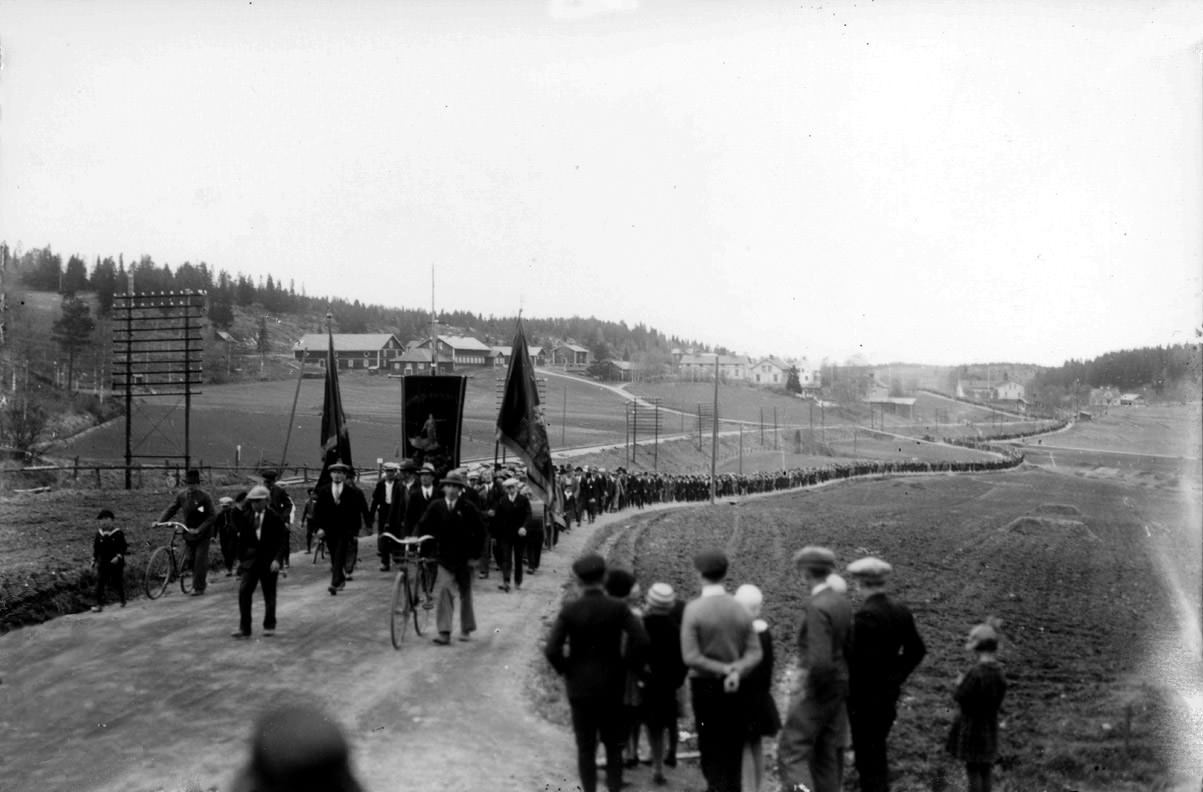
1931: Demonstrationszug in Ådalen

- 1931: Bei einer Demonstration streikender Arbeiter im gleichnamigen nordschwedischen Tal in der Gemeinde Kramfors fallen die Schüsse von Ådalen. Fünf Personen werden vom Militär getötet. Der Vorfall hat zunächst polarisierende Wirkung, spielt letztlich aber eine große Rolle für die friedliche Entwicklung der schwedischen Gesellschaft in den 1930er-Jahren.
- 1935: Im Urteil des Berner Prozesses um die antisemitischen Protokolle der Weisen von Zion werden diese als Fälschung und Plagiat bewertet.
- 1938: Unter der Leitung des Architekten Christoph Miller erfolgt in Schwechat bei Wien der Spatenstich für einen Fliegerhorst der deutschen Luftwaffe, den heutigen Flughafen Wien-Schwechat.
- 1940: Die niederländische Stadt Rotterdam wird im Zweiten Weltkrieg von der deutschen Luftwaffe bombardiert. Am Abend erklärt die niederländische Armee ihre Kapitulation im Mutterland.
- 1943: Ein japanisches U-Boot versenkt das australische Lazarettschiff Centaur vor der Küste von Queensland. 268 Menschen, medizinisches Personal und Zivilisten, werden getötet.

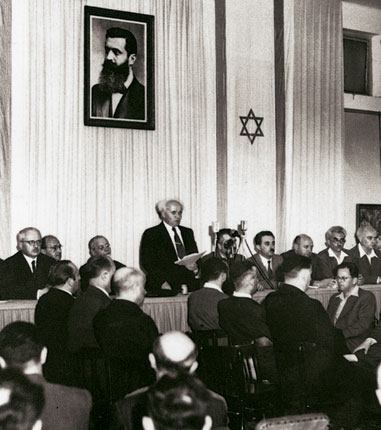
1948: Ausrufung des Staates Israel

- 1948: Israel unter Ministerpräsident David Ben-Gurion erklärt seine Unabhängigkeit, womit das britische Völkerbundsmandat für Palästina endet. Der letzte britische Hochkommissar Alan Cunningham verlässt am gleichen Tag das Land. Noch in derselben Nacht erfolgt die Kriegserklärung der arabischen Nachbarn an den neu gegründeten Staat Israel.
- 1953: Das Zentralkomitee (ZK) der SED beschließt eine Erhöhung der Arbeitsnormen in der Deutschen Demokratischen Republik um zehn Prozent. Der daraus entstehende Unmut in der Arbeiterschaft bildet einen Keim für den Volksaufstand am 17. Juni.

1955: Die NATO und der Warschauer Pakt im Kalten Krieg

- 1955: Acht Staaten des so genannten Ostblocks unterzeichnen während des Kalten Krieges in der polnischen Hauptstadt Warschau den Warschauer Vertrag zur Gründung eines Militärbündnisses als Reaktion auf die Aufnahme der Bundesrepublik Deutschland in die NATO.
- 1955: Am Vortag der Unterzeichnung des österreichischen Staatsvertrags wird die Mitschuld Österreichs am Zweiten Weltkrieg aus der Präambel gestrichen.

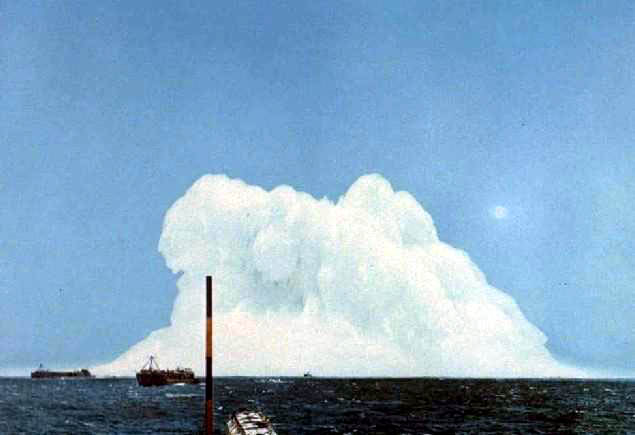
1955: Operation Wigwam

- 1955: Das Verteidigungsministerium der Vereinigten Staaten führt die Operation Wigwam durch, unterseeische Atombombentests im Pazifik rund 900 km südwestlich von San Diego.
- 1961: Ein Bus der Bürgerrechtsbewegung Freedom Riders, welche sich seit dem 4. Mai auf dem Weg von Washington, D.C., nach New Orleans befindet, um gegen die Segregationsgesetze im Süden der USA zu protestieren, wird in Anniston, Alabama, angezündet und die Insassen verprügelt.
- 1970: Während einer von seinem Anwalt Horst Mahler beantragten Ausführung gelingt Andreas Baader mit Hilfe von Ulrike Meinhof, Irene Goergens, Ingrid Schubert unter Einsatz von Schusswaffen die Flucht. Die Baader-Befreiung gilt als Geburtsstunde der linksextremistischen Terrororganisation Rote Armee Fraktion (RAF).
- 1976: Bei einer Zusammenkunft beschließen führende Politiker der Sri-Lanka-Tamilen die sogenannte Vaddukoddai Resolution, in der die vollständige Unabhängigkeit eines Tamilenstaates auf Sri Lanka gefordert wird.
- 1982: Eine britische Kommandoeinheit landet während des Falklandkrieges auf Pebble Island (Isla de Borbón), einer der größeren Falklandinseln und zerstört die dortige Luftwaffenbasis und 11 Flugzeuge.
- 1985: Im Brokdorf-Beschluss beschäftigt sich das deutsche Bundesverfassungsgericht erstmals mit der Versammlungsfreiheit und setzt höhere Hürden für Demonstrationsverbote durch Behörden.

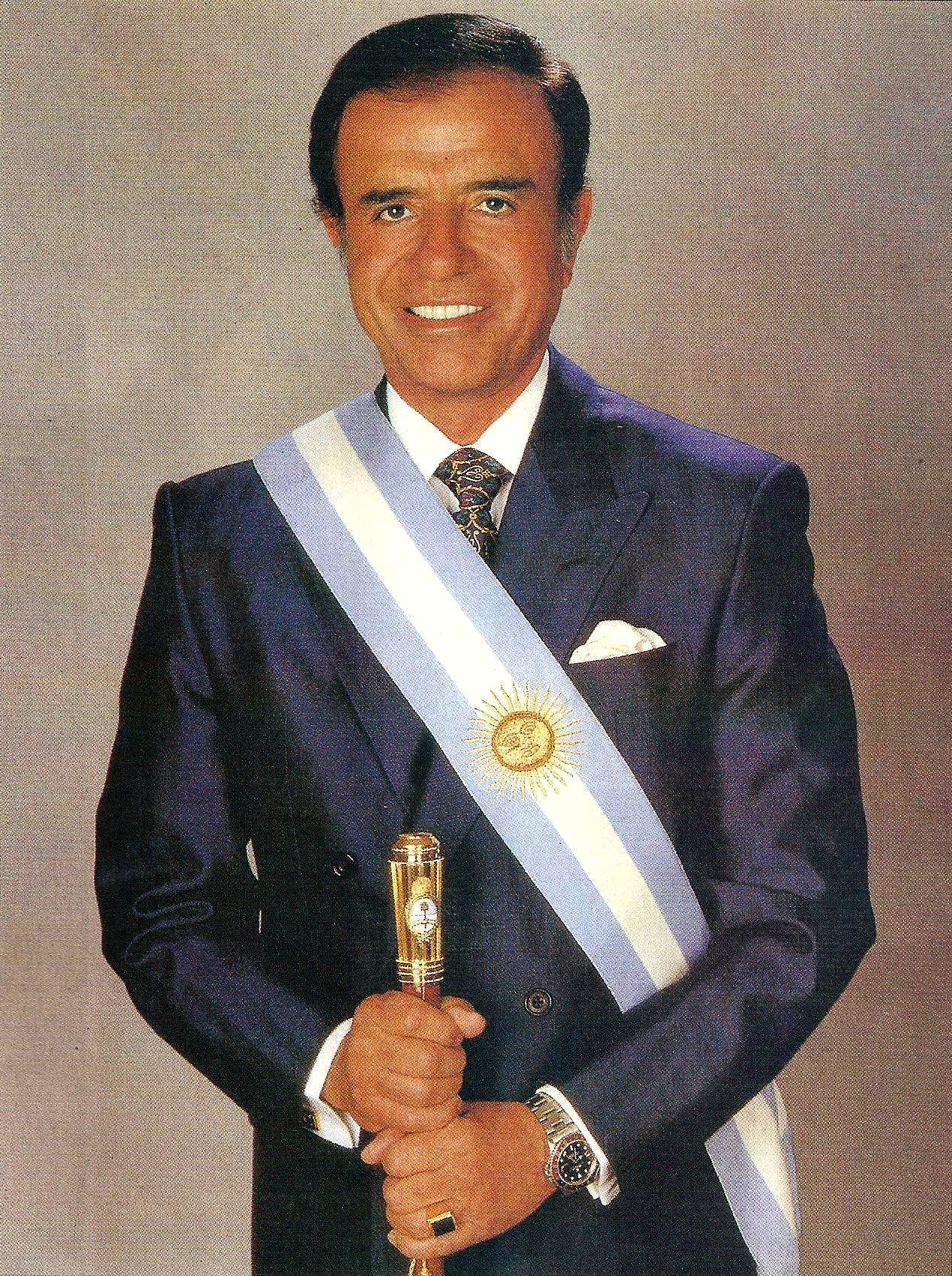
1989: Carlos Menem

- 1989: Der Peronist Carlos Menem wird als Nachfolger Raúl Alfonsíns von der Unión Cívica Radical zum neuen Staatspräsidenten Argentiniens gewählt.
- 1991: Jiang Qing, Witwe Mao Zedongs und während der Kulturrevolution Mitglied der Viererbande, begeht nach ihrer Haftentlassung Selbstmord.

Parteilogo der Grünen von 1993 bis 2008

- 1993: In Leipzig schließen sich Bündnis 90 und Die Grünen durch Assoziationsvertrag zur neuen Partei Bündnis 90/Die Grünen zusammen.
- 1999: Nach sieben Tagen als Staatspräsident von Guinea-Bissau übergibt Rebellenführer Ansumané Mané das Amt an Malam Bacai Sanhá, der das Land auf Wahlen vorbereiten soll.

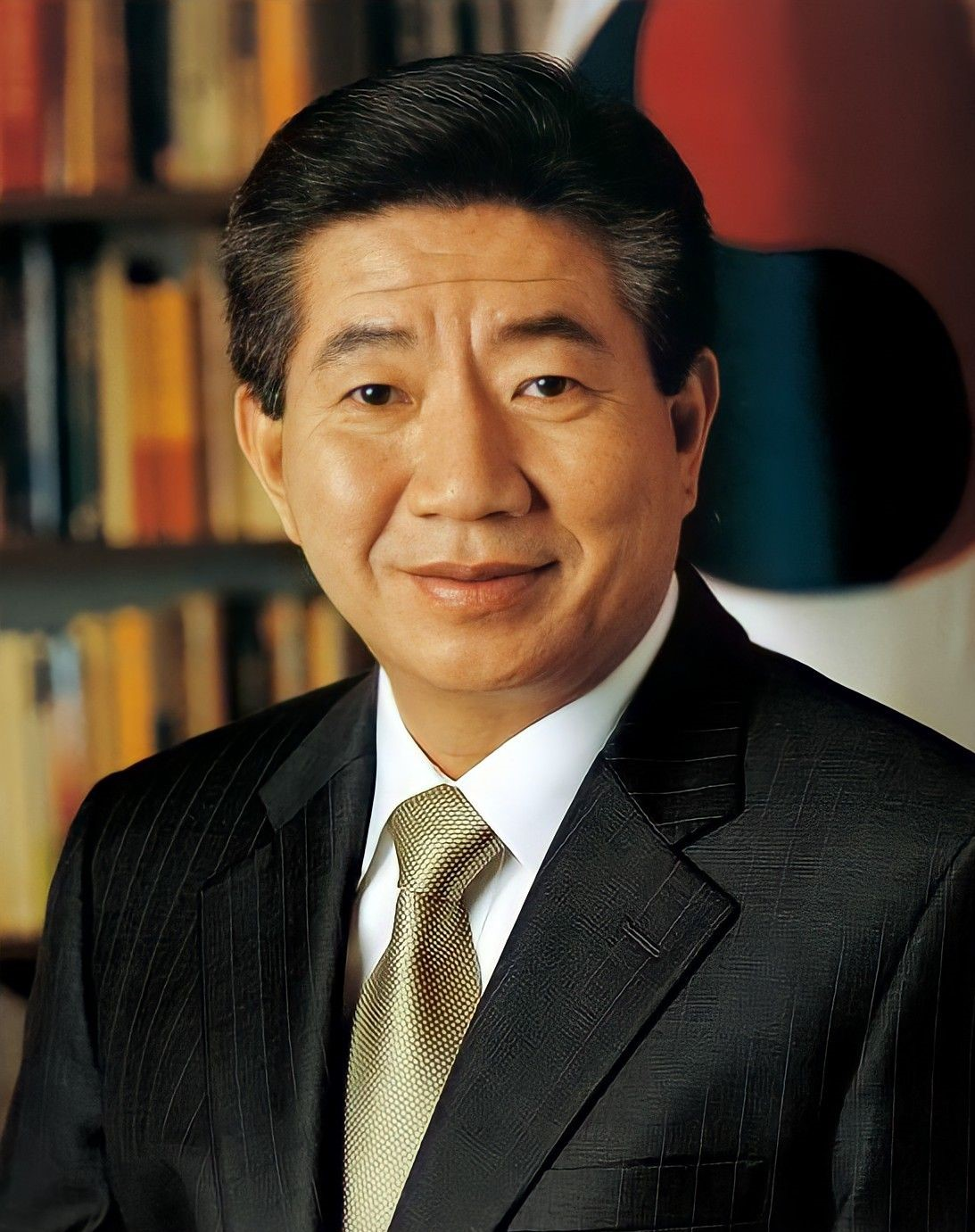
2004: Roh Moo-hyun

- 2004: Die Amtsenthebung des südkoreanischen Präsidenten Roh Moo-hyun wird vom Verfassungsgericht aufgehoben.

### Wirtschaft
- 1878: Die Handelsmarke Vaseline wird für Robert Chesebrough registriert, der seit sechs Jahren das Patent auf die Herstellung der Salbe hält.
- 1909: In Deutschland regelt der Reichstag im Bankgesetz, dass Banknoten gesetzliches Zahlungsmittel neben Münzen sind. Die Reichsbank braucht damit Papiergeld nicht mehr in Gold umzutauschen.

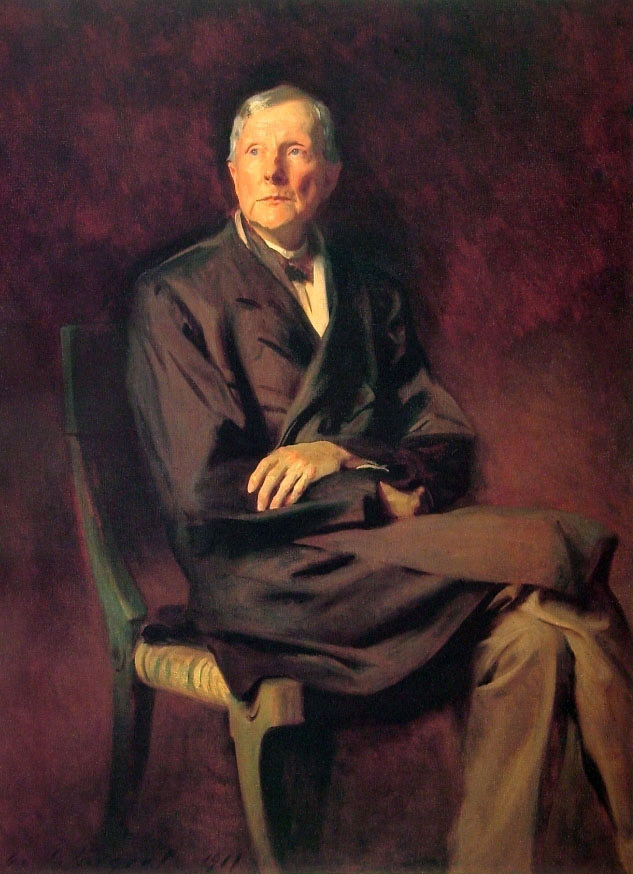
1913: John D. Rockefeller

- 1913: New Yorks Gouverneur William Sulzer genehmigt die Satzung der Rockefeller-Stiftung, welche bald darauf ihre Aktivitäten aufnimmt. Die von John D. Rockefeller gegründete wohltätige Organisation mit Sitz in New York City hat sich zur Aufgabe gemacht, „das Wohl der Menschheit auf der ganzen Welt zu fördern“.
- 1948: Die Denkfabrik Rand Corporation entsteht als Non-Profit-Organisation nach einem Beratungsprojekt für die Streitkräfte der Vereinigten Staaten.
- 1949: Marjorie Child Husted, die mit ihrer Werbefigur Betty Crocker auch die Kriegsanstrengungen der USA unterstützte, wird von US-Präsident Harry S. Truman mit dem Woman’s Press Club Award ausgezeichnet.

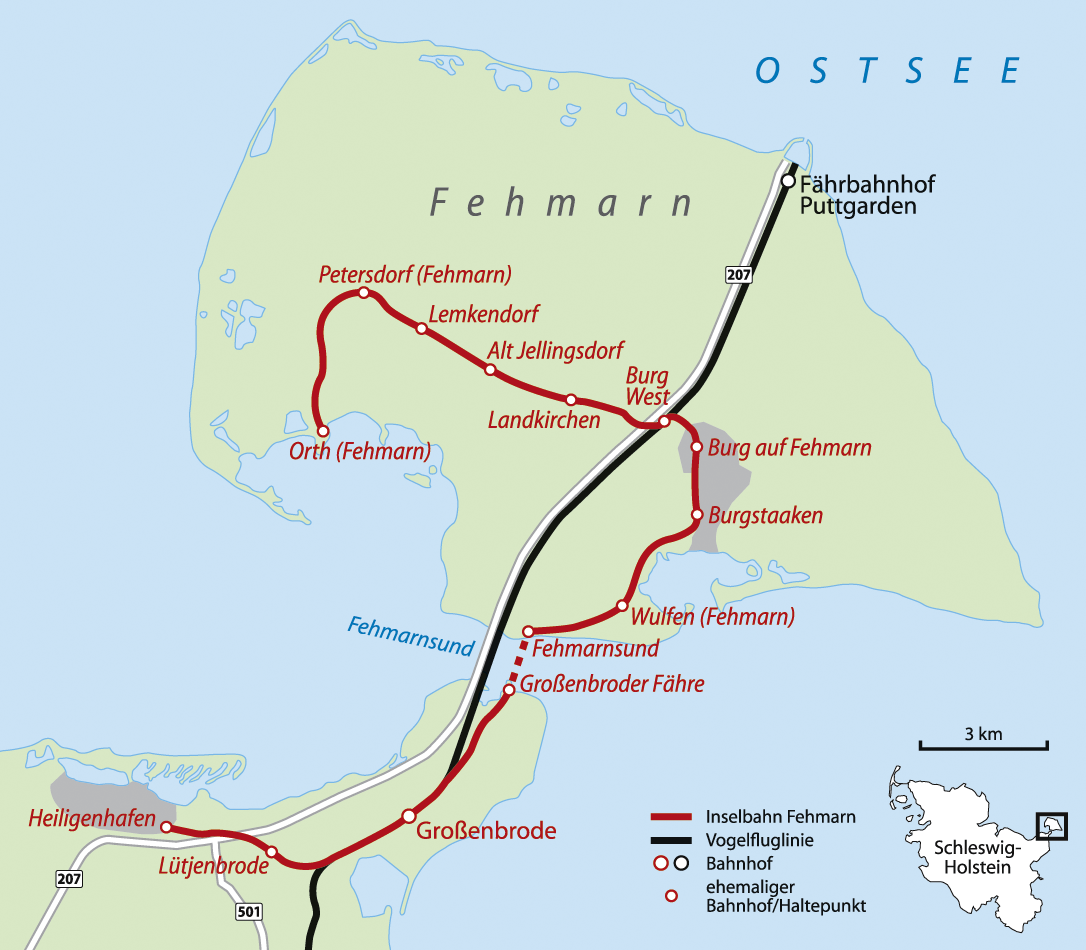
1963: Vogelfluglinie (schwarz)

- 1963: Der deutsche Bundespräsident Heinrich Lübke und König Frederik IX. von Dänemark unterzeichnen den Vertrag über die Vogelfluglinie, eine Schiffsverbindung für den internationalen Straßen- und Eisenbahnverkehr zwischen Deutschland und Dänemark.
- 1975: Das gepa3 Fair Handelshaus, Europas größter Importeur für Produkte aus dem Fairen Handel, wird in Wuppertal gegründet.

1997: Star Alliance

- 1997: Die fünf weltweit agierenden Fluggesellschaften Air Canada, United Airlines, Lufthansa, SAS Scandinavian Airlines und Thai Airways bilden die Star Alliance, um damit eine Effizienzsteigerung in ihrem Geschäftsbetrieb herbeizuführen. Weitere Unternehmen kommen im Laufe der Zeit hinzu, um am Erfolg zu profitieren.

### Wissenschaft und Technik

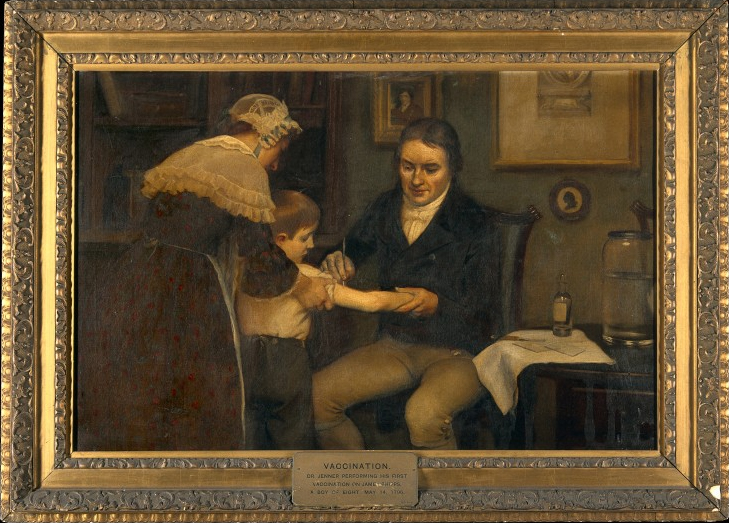
1796: Darstellung der ersten Pockenimpfung

- 1796: Der englische Landarzt Edward Jenner verabreicht dem achtjährigen James Phipps die erste Impfung gegen Pocken aus einem von ihm entwickelten Serum aus Kuhpockenviren.

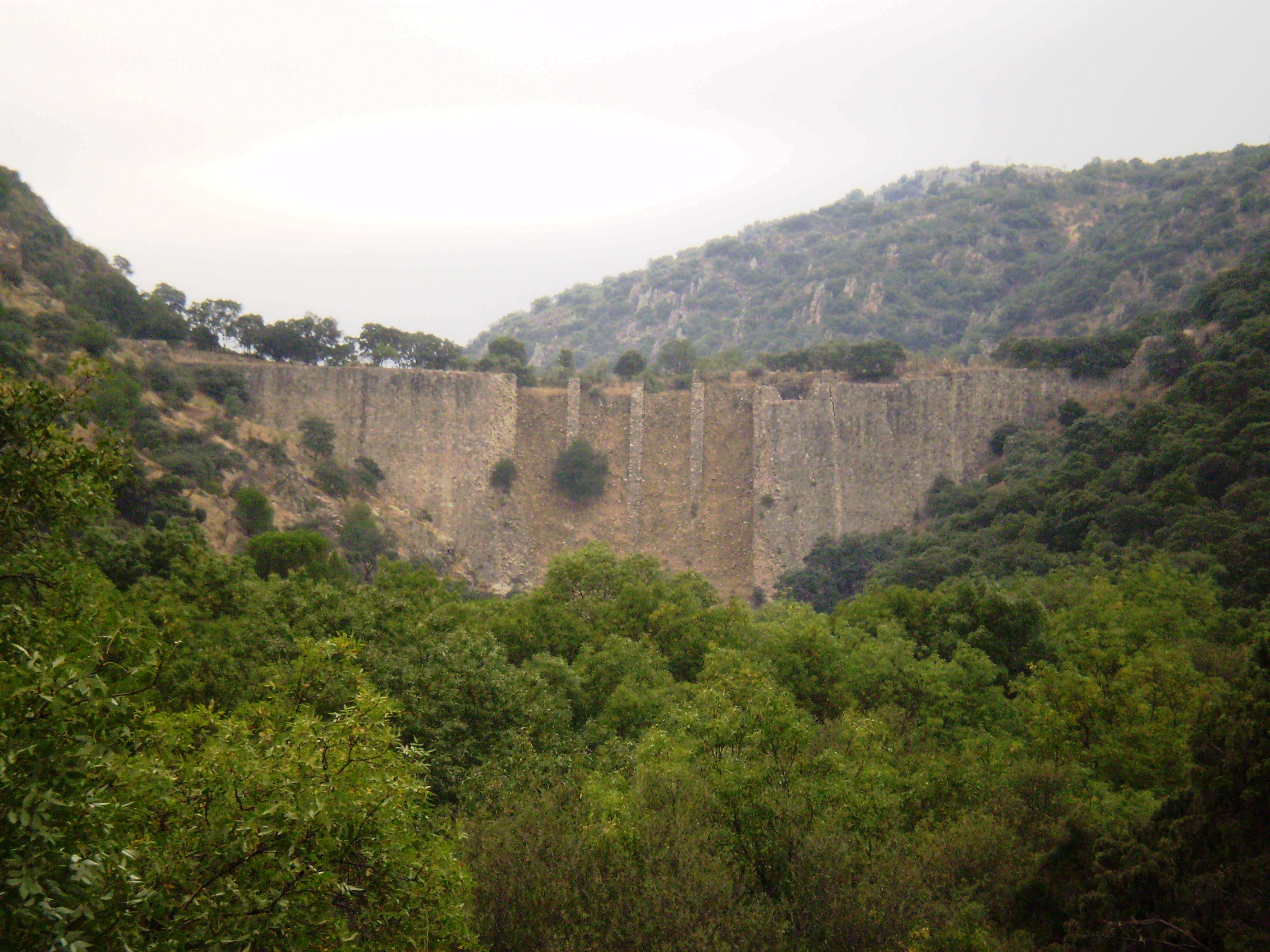
1799: Ruine der Gasco-Staumauer

- 1799: Die in Bau befindliche Gasco-Talsperre am Fluss Guadarrama bei Galapagar nahe Madrid in Spanien bricht. Zum Zeitpunkt des Einsturzes ist die Mauer 53 m hoch, wobei sie insgesamt eine Höhe von 93 m erreichen sollte. Der Stauinhalt wäre 22,5 Mio. m³ gewesen. Der Bau wird danach aufgegeben, die Ruinen sind heute noch vorhanden.

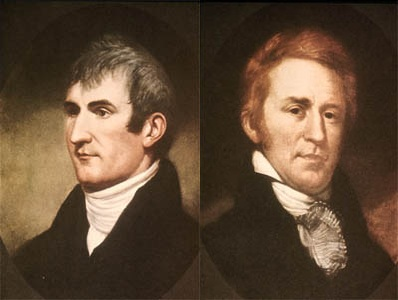
1804: Lewis und Clark

- 1804: Die Lewis-und-Clark-Expedition beginnt im Auftrag von US-Präsident Thomas Jefferson unter der Leitung von Meriwether Lewis und William Clark von Camp Dubois aus mit der erstmaligen Durchquerung des nordamerikanischen Kontinents bis zum Pazifik.
- 1847: Durch offizielle Genehmigung durch Kaiser Ferdinand I. auf Initiative von Staatskanzler Klemens Wenzel Lothar von Metternich wird die Österreichische Akademie der Wissenschaften ins Leben gerufen. Die Vorarbeiten dazu hat der zuvor zum Kurator ernannte Erzherzog Johann geleistet.
- 1847: Das britische Kriegsschiff HMS Driver kehrt nach Erledigung militärischer Aufträge nach mehr als fünf Jahren als erstes Dampfschiff von einer Weltumrundung nach Spithead zurück.

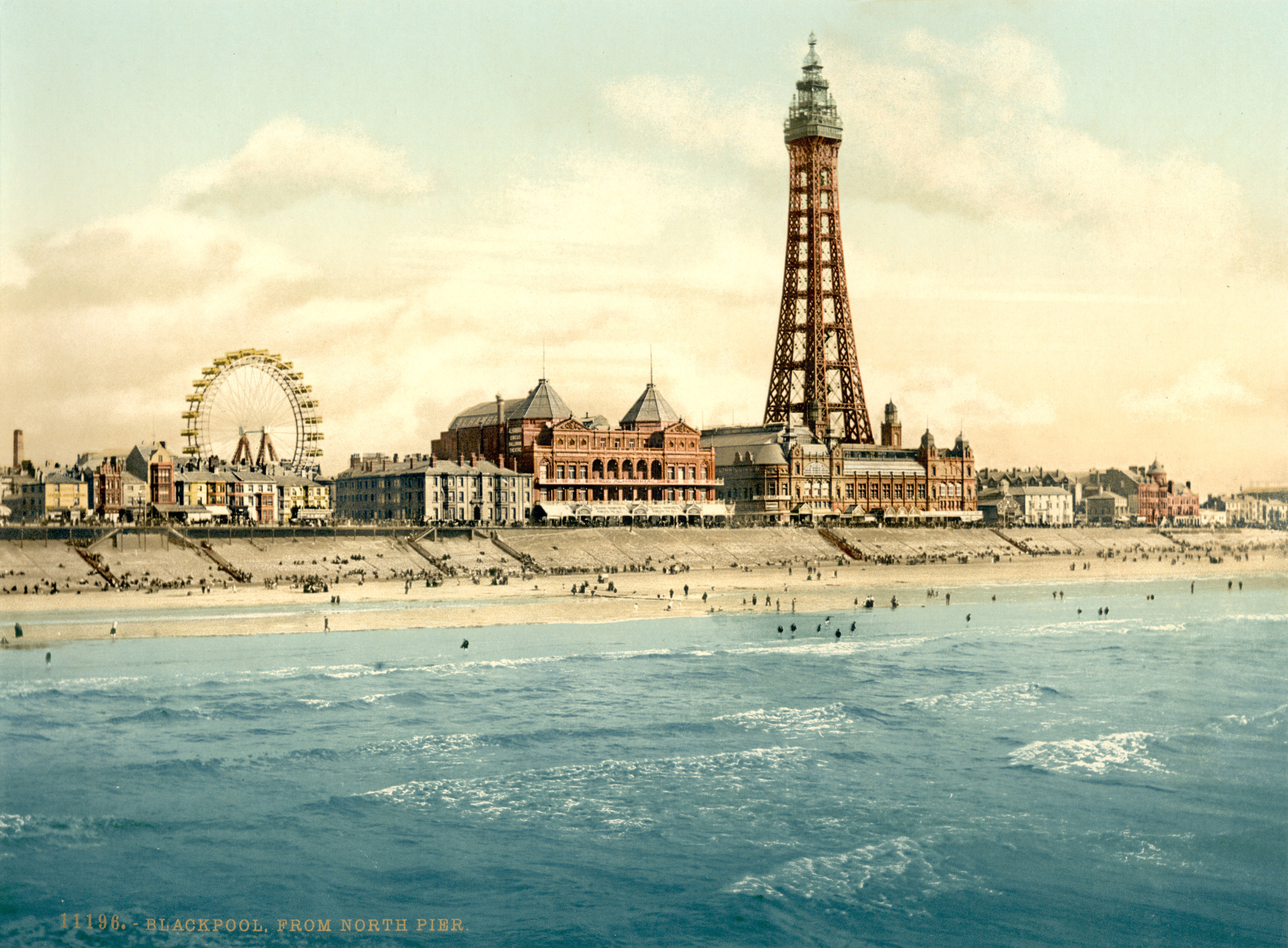
1894: Postkartenansicht des Blackpool Tower

- 1894: Im britischen Seebad Blackpool wird der Blackpool Tower eingeweiht, ein am Vorbild des Pariser Eiffelturms orientierter Stahlfachwerkturm. Er entwickelt sich zu einer Touristenattraktion.

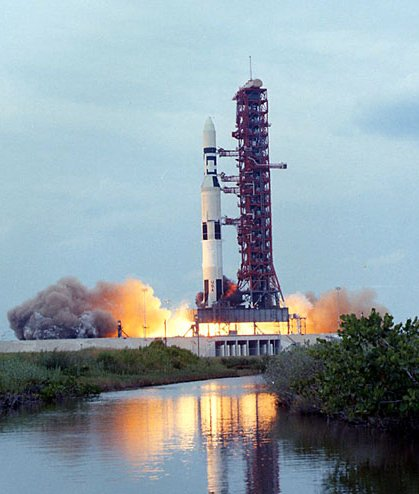
1973: Start von Skylab

- 1973: Beim Start der US-amerikanischen Raumstation Skylab vom Startkomplex 39-A in Cape Canaveral aus kommt es zu gravierenden Problemen, was unter anderem zu einer Verschiebung des Starts von Skylab 2 führt, das bereits am Folgetag eine Besatzung zum Raumlabor hätte bringen sollen.
- 1981: Mit der sowjetischen Mission Sojus 40 startet der letzte Flug zur Raumstation Saljut 6. An Bord befinden sich Kommandant Leonid Popow und Dumitru Prunariu.
- 2005: Dem französischen Piloten Didier Delsalle gelingt mit einem Eurocopter AS 350 die erste Landung eines Hubschraubers auf dem Mount Everest für die Dauer von mindestens zwei Minuten. Nach der Aktion kritisiert weltweit eine Reihe von Personen den Rekordflug.

### Kultur
- 1890: Die Typographische Gesellschaft München (tgm) wird im Rokokosaal des Hackerbräuhauses in München gegründet. Die tgm fördert Qualität und Bildung in der Kommunikationsbranche mit einem breiten Angebot an Fortbildungen.
- 1923: Die Oper The Perfect Fool von Gustav Holst wird von der British National Opera Company in London erstmals zur Gänze uraufgeführt. Einzelne Teile des Werkes sind schon früher erstmals aufgeführt worden.

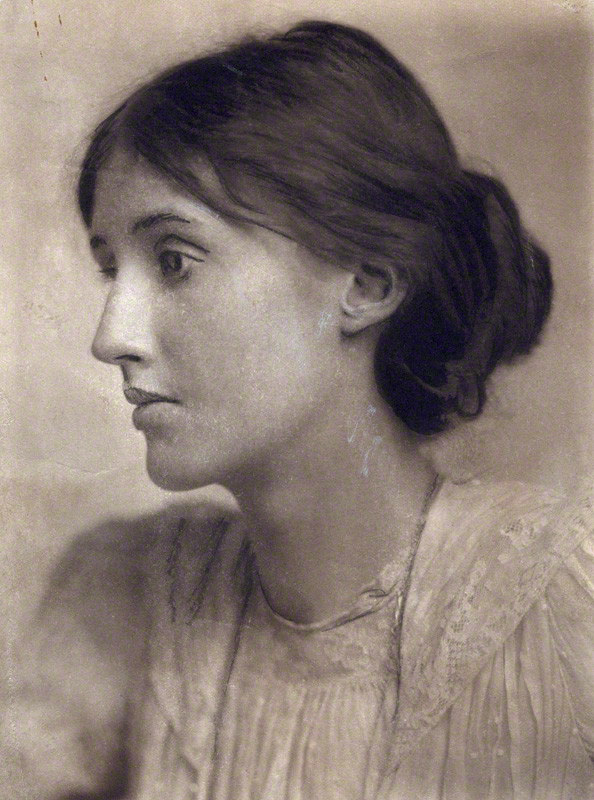
1925: Virginia Woolf

- 1925: Die britische Schriftstellerin Virginia Woolf veröffentlicht ihren vierten Roman Mrs. Dalloway in ihrem eigenen Verlag, der Hogarth Press.
- 1950: Die Oper Don Juan und Faust von Hermann Reutter hat ihre Uraufführung an der Staatsoper in Stuttgart.
- 1961: Der Hessische Rundfunk zeigt im Abendprogramm der ARD die erste Folge der Serie Es darf gelacht werden. Moderator Werner Schwier präsentiert darin auf heitere Weise Kurzfilme aus der Stummfilmzeit.

### Gesellschaft
- 1939: Die Peruanerin Lina Medina wird in einem Krankenhaus in Lima von ihrem Sohn Gérardo entbunden. Die Mutter ist offiziell fünf Jahre, sieben Monate und 21 Tage alt und damit die jüngste Gebärende in der Medizingeschichte.
- 1962: Der spanische Thronanwärter Juan Carlos und Prinzessin Sophia von Griechenland gehen in Athen die Ehe ein.
- 2004: Frederik, Kronprinz von Dänemark, heiratet in der Frauenkirche von Kopenhagen die Australierin Mary Donaldson.

### Religion
- 0964: Papst Johannes XII. kommt ums Leben. Nach einer Überlieferung wird er vom Ehemann einer Geliebten erschlagen.

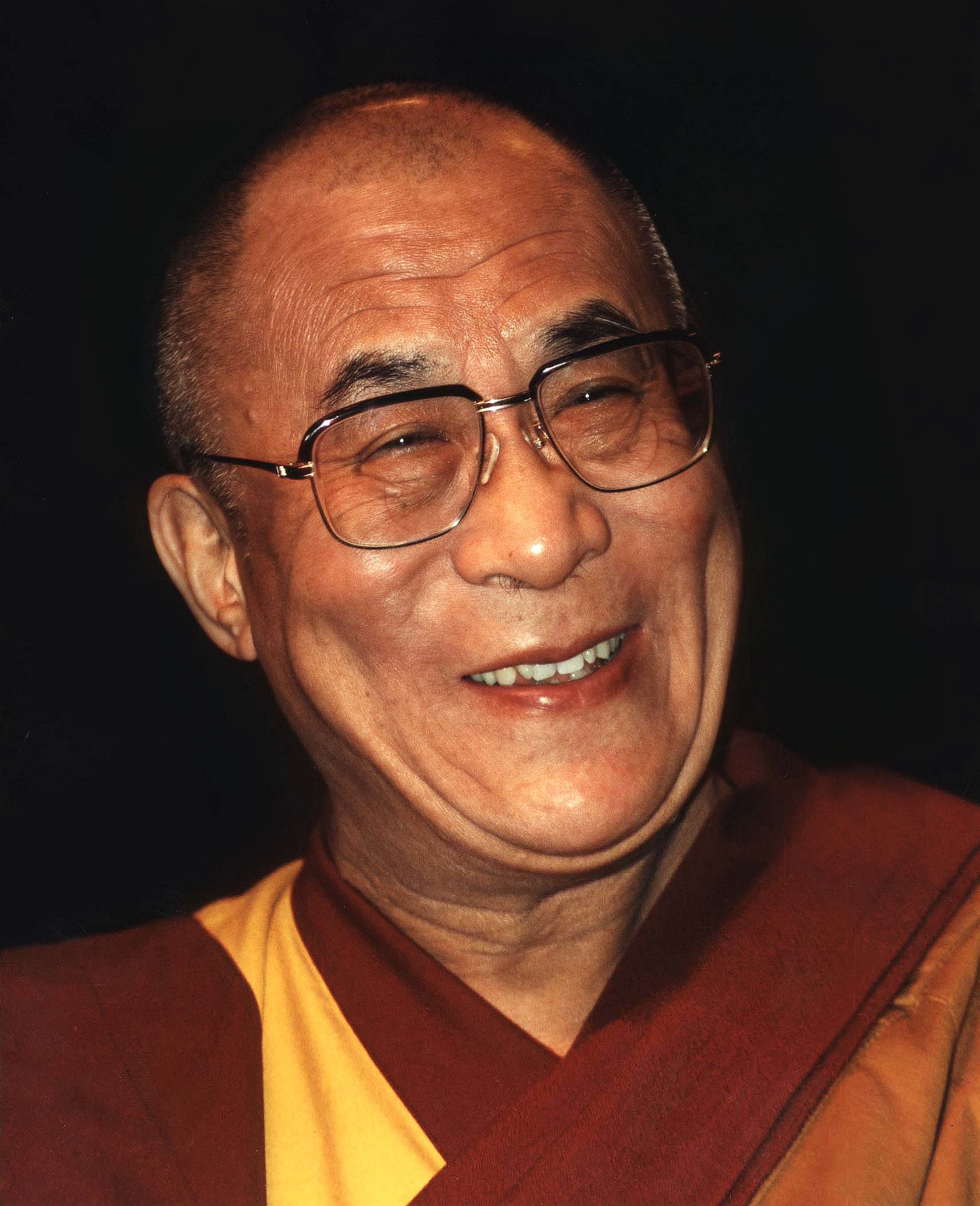
1995: Tenzin Gyatso

- 1995: Tenzin Gyatso, 14. Dalai Lama, erkennt den sechsjährigen Gendün Chökyi Nyima als 11. Penchen Lama des Tibetischen Buddhismus an.
- 2004: Der maronitische Mönch und Priester Nimatullah al-Hardini wird in Rom von Papst Johannes Paul II. heiliggesprochen.

### Katastrophen
- 1886: Ein verheerender Wirbelsturm wütet über der Stadt Crossen an der Oder, dem heutigen Krosno Odrzańskie.

Kleinere Unglücksfälle sind in den Unterartikeln von Katastrophe und in der Liste von Katastrophen aufgeführt.

### Natur und Umwelt
- 1692: In der Londoner Wochenzeitung Sammlung für den Fortschritt von Landwirtschaft und Handel erscheint der erste Wetterbericht, bei dem es sich jedoch nicht um eine Vorhersage, sondern um einen Lagebericht handelt.

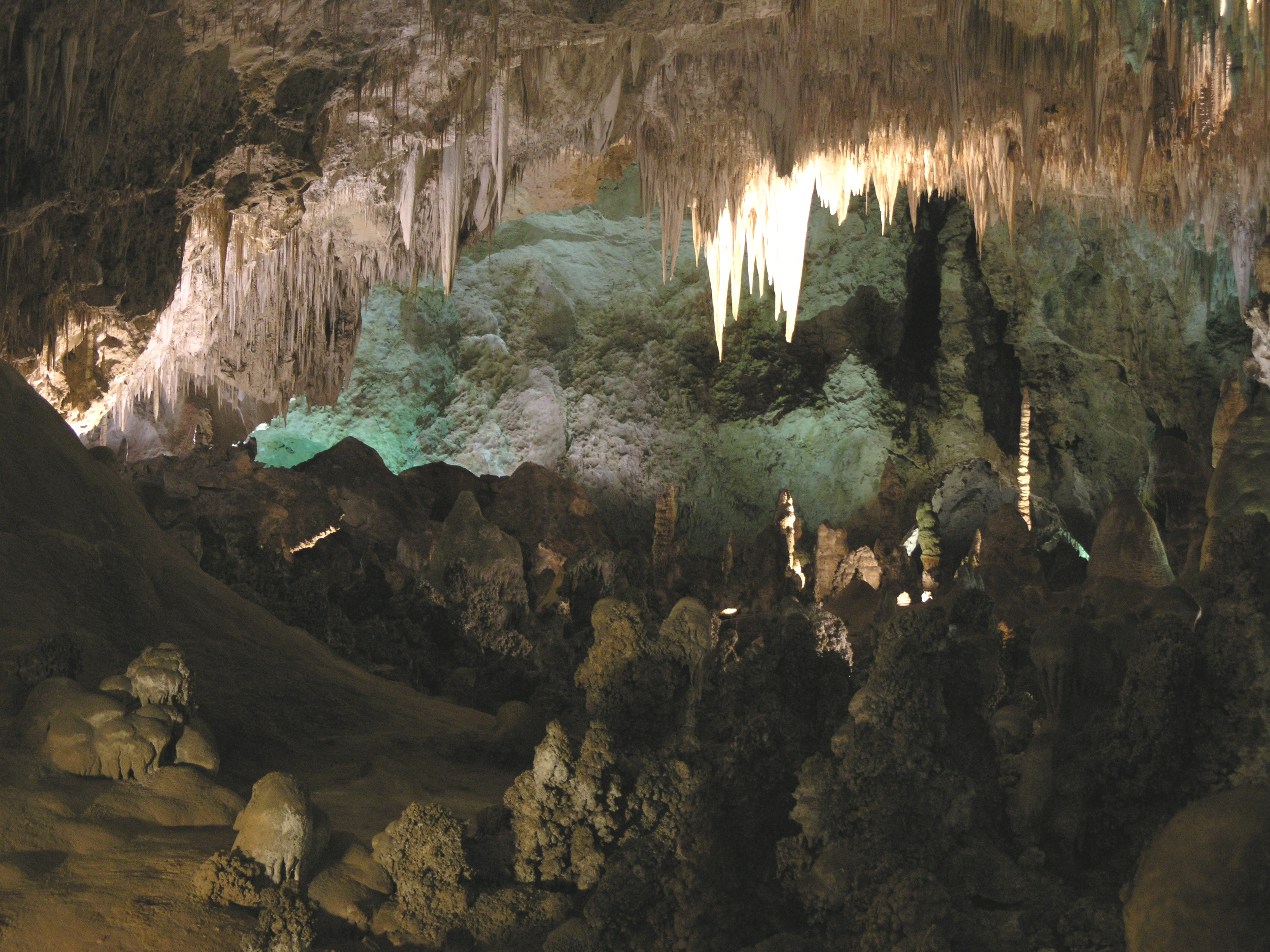
1930: Carlsbad-Caverns

- 1930: Der Carlsbad-Caverns-Nationalpark in New Mexico entsteht unter dieser Bezeichnung, denn das bisherige National Monument wird aufgewertet zum National Park.

### Sport
- 1754: The Royal and Ancient Golf Club of St Andrews wird gegründet.
- 1900: In Paris beginnen im Rahmen der Weltausstellung Exposition Universelle et Internationale die II. Olympischen Spiele der Neuzeit. Die Wettbewerbe verteilen sich über fünf Monate und dauern bis zum 28. Oktober.
- 1950: Die ungarische Fußballnationalmannschaft verliert im Wiener Praterstadion mit 3:5 gegen die Auswahl Österreichs, die letzte Niederlage der Goldenen Elf um Ferenc Puskás bis zum WM-Finale im Berner Wankdorfstadion am 4. Juli 1954.
- 1999: Der siebente Cricket World Cup beginnt in England, Irland, den Niederlanden, Schottland und Wales.

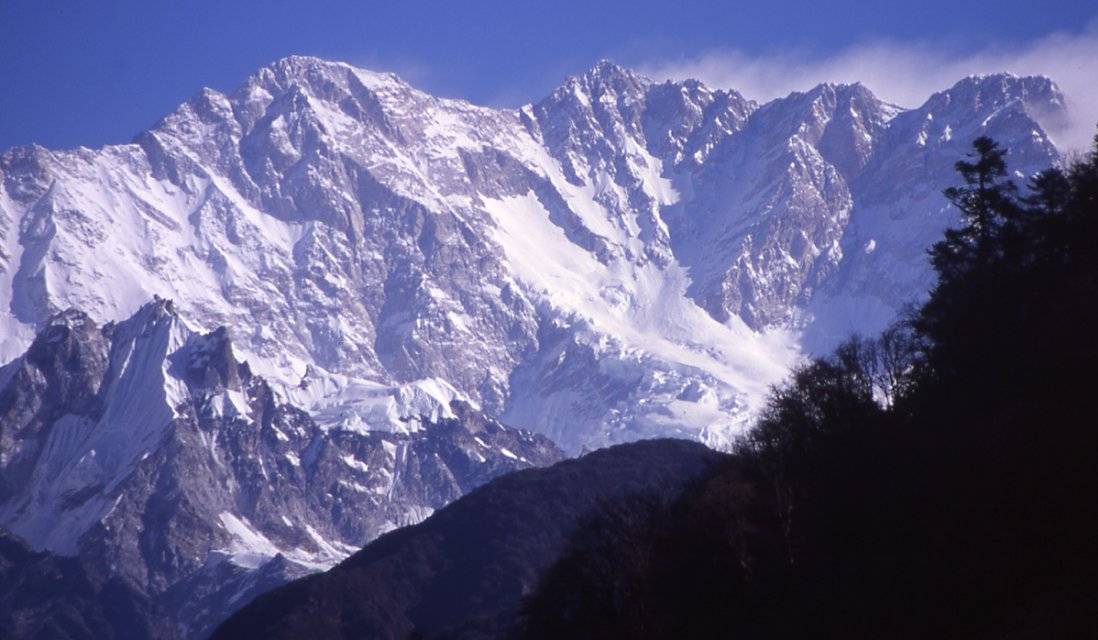
2006: Kangchendzönga

- 2006: Der Österreicherin Gerlinde Kaltenbrunner gelingt die Besteigung des Kangchendzönga. Sie ist damit die erste Frau, die neun der 14 Achttausender bestiegen hat.

Einträge von Leichtathletik-Weltrekorden befinden sich unter der jeweiligen Disziplin unter Leichtathletik.

## Geboren

### Vor dem 18. Jahrhundert
- 1316: Karl IV., römischer Kaiser aus dem Haus Luxemburg
- 1414: Franz I., Herzog der Bretagne
- 1481: Ruprecht von der Pfalz, deutscher Adeliger aus dem Haus Wittelsbach
- 1540: Paolo Paruta, venezianischer Historiker und Diplomat
- 1540: Bartholomäus Scultetus, Görlitzer Bürgermeister und Mathematiker

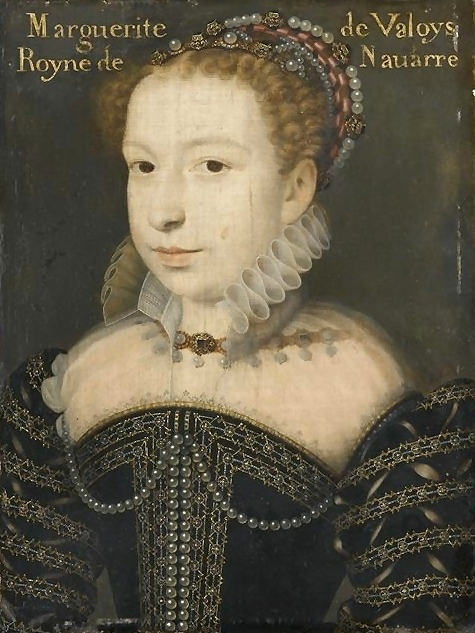
Margarete von Valois (* 1553)

- 1553: Margarete von Valois, Königin von Frankreich und Navarra sowie Herzogin von Valois
- 1598: Wilhelm von Curti, englischer Diplomat
- 1606: Agnes, Prinzessin von Hessen-Kassel und Fürstin von Anhalt-Dessau
- 1643: Giacomo Amato, italienischer Architekt
- 1644: David Clodius, deutscher Orientalist und evangelischer Theologe
- 1644: George Konrad Crusius, niederländischer Rechtswissenschaftler
- 1644: Marquard Sebastian Schenk von Stauffenberg, Fürstbischof von Bamberg
- 1652: Johann Philipp Förtsch, deutscher Komponist
- 1666: Viktor Amadeus II., Herzog von Savoyen, König von Sizilien und Sardinien
- 1682: Bernhard Walther Marperger, deutscher lutherischer Theologe
- 1694: Engelbert von Syrgenstein, Fürstabt von Kempten
- 1699: Hans Joachim von Zieten, preußischer Reitergeneral
- 1700: Mary Delany, englische Schriftstellerin

### 18. Jahrhundert
- 1707: António Teixeira, portugiesischer Komponist und Cembalist

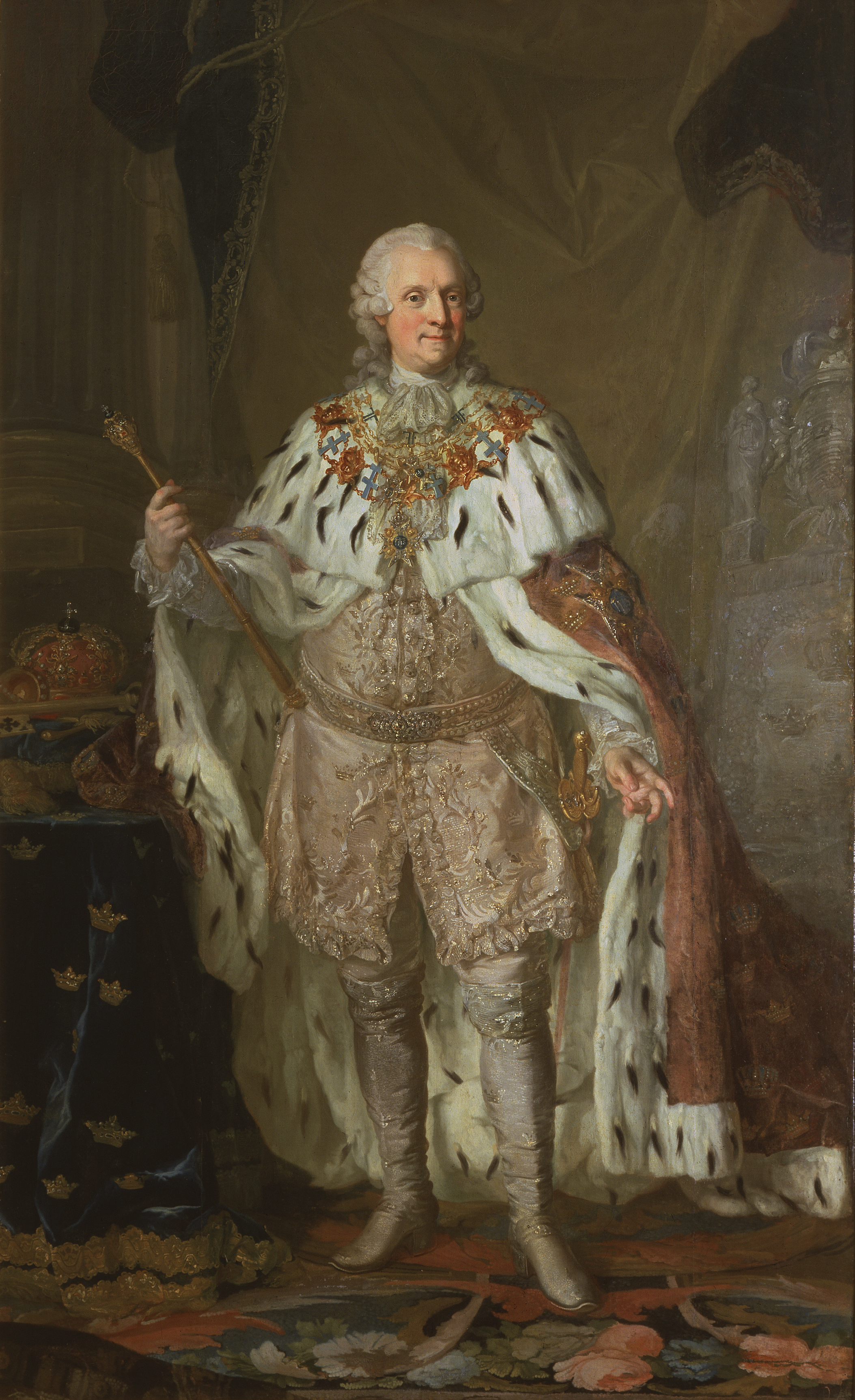
Adolf Friedrich (* 1710)

- 1710: Adolf Friedrich, König von Schweden
- 1720: Mathias Obermayr, deutscher Stuckateur und Bildhauer
- 1720: Agnes Sophie Reuß zu Ebersdorf, Gutsbesitzerin in der Ober- und Niederlausitz
- 1725: Friedrich Anton von Heynitz, deutscher Physiker
- 1727: Thomas Gainsborough, britischer Maler
- 1732: Samuel Livermore, US-amerikanischer Politiker
- 1737: George Macartney, britischer Staatsmann, Kolonialbeamter und Diplomat
- 1739: Paine Wingate, US-amerikanischer Politiker
- 1740: Johann Georg Battonn, deutscher Historiker und katholischer Priester
- 1741: Christian Schkuhr, deutscher Botaniker
- 1750: Johann Gerhard Helmcke, deutsche Bäckermeister, Bewahrer der Herrenhäuser Allee in Hannover
- 1750: William Windham, britischer Politiker
- 1752: Juliane Benda, deutsche Sängerin und Komponistin
- 1752: Timothy Dwight IV., US-amerikanischer Theologe, Gelehrter, Politiker und Dichter
- 1752: Albrecht Daniel Thaer, deutscher Polywissenschaftler und Begründer der Agrarwissenschaft
- 1755: Johann Nicolaus Rohlwes, deutscher Tierarzt
- 1759: Alois I., regierender Fürst von Liechtenstein
- 1760: Victor Keller, deutscher Benediktiner
- 1770: Christian Haldenwang, deutscher Kupferstecher
- 1770: Jacob Bernhard Limburger, deutscher Kaufmann, Musikorganisator und Sänger; Gründer der Leipziger Singakademie
- 1771: Robert Owen, britischer Sozialreformer
- 1771: Thomas Wedgwood, britischer Pionier der Fototechnik
- 1778: Honoré V., Fürst von Monaco
- 1779: Johann Adam Heusner, Odenwälder Räuber
- 1780: Gian Menico Cetti, Schweizer Übersetzer
- 1780: Jules de Polignac, französischer Adliger und Diplomat, Premierminister von Frankreich
- 1781: Friedrich von Raumer, deutscher Verwaltungsjurist, Historiker und Politiker, Mitglied der Frankfurter Nationalversammlung
- 1785: Hans Adolph Goeden, deutscher Mediziner und Schriftsteller
- 1790: Nikolai Andrejewitsch Zertelew, russisch-ukrainischer Ethnograph, Dichter, Publizist und Pädagoge
- 1794: Friedrich Ludwig Abel, deutscher Geiger, Pianist, Musikpädagoge und Komponist
- 1800: August Gathy, belgischer Musikschriftsteller und Übersetzer

### 19. Jahrhundert

#### 1801–1850
- 1805: Johann Peter Emilius Hartmann, dänischer Komponist
- 1807: Johann Poppel, deutscher Architekturzeichner und Landschaftsmaler
- 1808: Johann Anton Casparis der Ältere, Schweizer Jurist und Politiker
- 1808: Eduard Schott, deutscher Metallurge und Kunstgießer, Entdecker des Kristallisationsverfahrens
- 1812: Emilie Mayer, deutsche Komponistin
- 1813: Charles Beyer, britischer Eisenbahnpionier
- 1817: Alexander Kaufmann, deutscher Schriftsteller
- 1821: Friedrich Ferdinand Leopold von Österreich, österreichischer Erzherzog
- 1828: Adalbert von Waltenhofen, österreichischer Physiker und Elektrotechniker
- 1830: Hermann Freese, deutscher Maler
- 1830: Albert Meyer-Brunner, Schweizer Zollbeamter

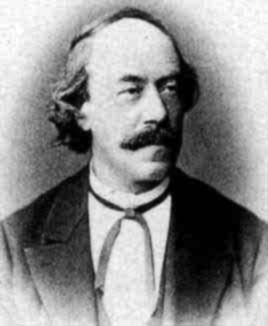
Rudolf Lipschitz (* 1832)

- 1832: Rudolf Lipschitz, deutscher Mathematiker
- 1834: Luise Ahlborn, deutsche Schriftstellerin
- 1835: Georg Christian von Lobkowitz, böhmischer Adeliger und Politiker
- 1836: Wilhelm Steinitz, österreichischer Schachspieler aus Böhmen
- 1837: George Shoobridge Carr, britischer Mathematiker
- 1840: Dominique Ducharme, kanadischer Pianist, Organist und Musikpädagoge
- 1847: Heinrich Stoll, deutscher Unternehmer
- 1848: Wilhelm Merton, Gründer der Metallgesellschaft in Frankfurt am Main
- 1850: Alva Adams, US-amerikanischer Politiker

#### 1851–1900
- 1852: Alton B. Parker, US-amerikanischer Richter und Rechtsanwalt, US-Präsidentschaftskandidat
- 1855: Adolf Arenson, deutscher Komponist, Theosoph und Anthroposoph
- 1855: Eduard von Keyserling, deutscher Schriftsteller und Dramatiker des Impressionismus
- 1856: Georg Asmussen, deutscher Ingenieur, Schriftsteller und Guttempler
- 1863: Vilém Mrštík, tschechischer Schriftsteller, Dramaturg, Übersetzer und Literaturkritiker

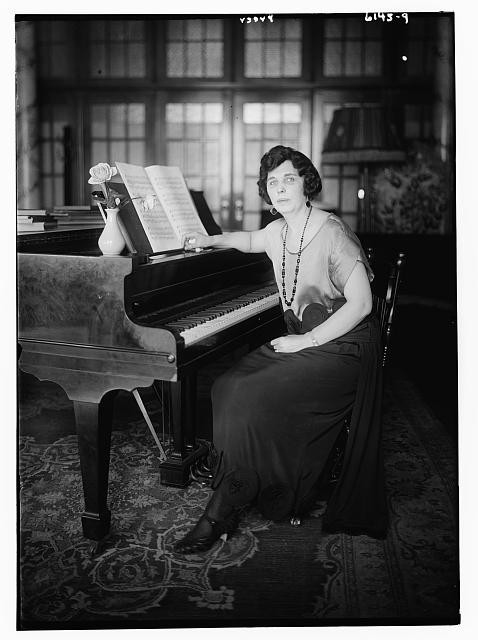
Eleanor Everest Freer (* 1864)

- 1864: Eleanor Everest Freer, US-amerikanische Komponistin und Philanthropin

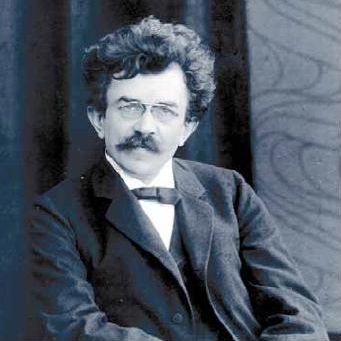
Max Herrmann (* 1865)

- 1865: Max Herrmann, deutscher Theaterwissenschaftler
- 1866: Edgar Jaffé, deutscher Politiker
- 1867: Kurt Eisner, deutscher Politiker und Schriftsteller
- 1867: Adam Stefan Sapieha, Erzbischof von Krakau und Kardinal
- 1868: Magnus Hirschfeld, deutscher Nervenarzt und Sexualforscher
- 1869: Concha Espina, spanische Schriftstellerin
- 1869: Friedrich Karl Kleine, deutscher Mikrobiologe und Pharmakologe
- 1871: Lion Wohlgemuth, deutscher Unternehmer, Feuerwehrmann, Mäzen und NS-Opfer
- 1872: Marcel Renault, französischer Automobilkonstrukteur und -rennfahrer
- 1874: Polaire, Ballett-Tänzerin, Sängerin und Schauspielerin
- 1876: Wilhelm Polligkeit, Nestor der deutschen Fürsorge und Wohlfahrtspflege
- 1877: Else Alken, Frankfurter Politikerin (Zentrum) die im Holocaust ermordet wurde
- 1879: Adolf Attenhofer, schweizerischer Schriftsteller und Indologe
- 1880: Elsbeth Ebertin, deutsche Astrologin und Graphologin
- 1880: Georg Vitzthum von Eckstädt, deutscher Kunsthistoriker
- 1880: Wilhelm List, deutscher Generalfeldmarschall
- 1882: Hans Oesterlink, deutscher Bankier
- 1883: Karl Barwick, deutscher Altphilologe
- 1884: Hinrich Abel, deutscher Politiker
- 1884: Claude Dornier, deutscher Flugzeugkonstrukteur
- 1885: Hermann Aichinger, österreichischer Architekt

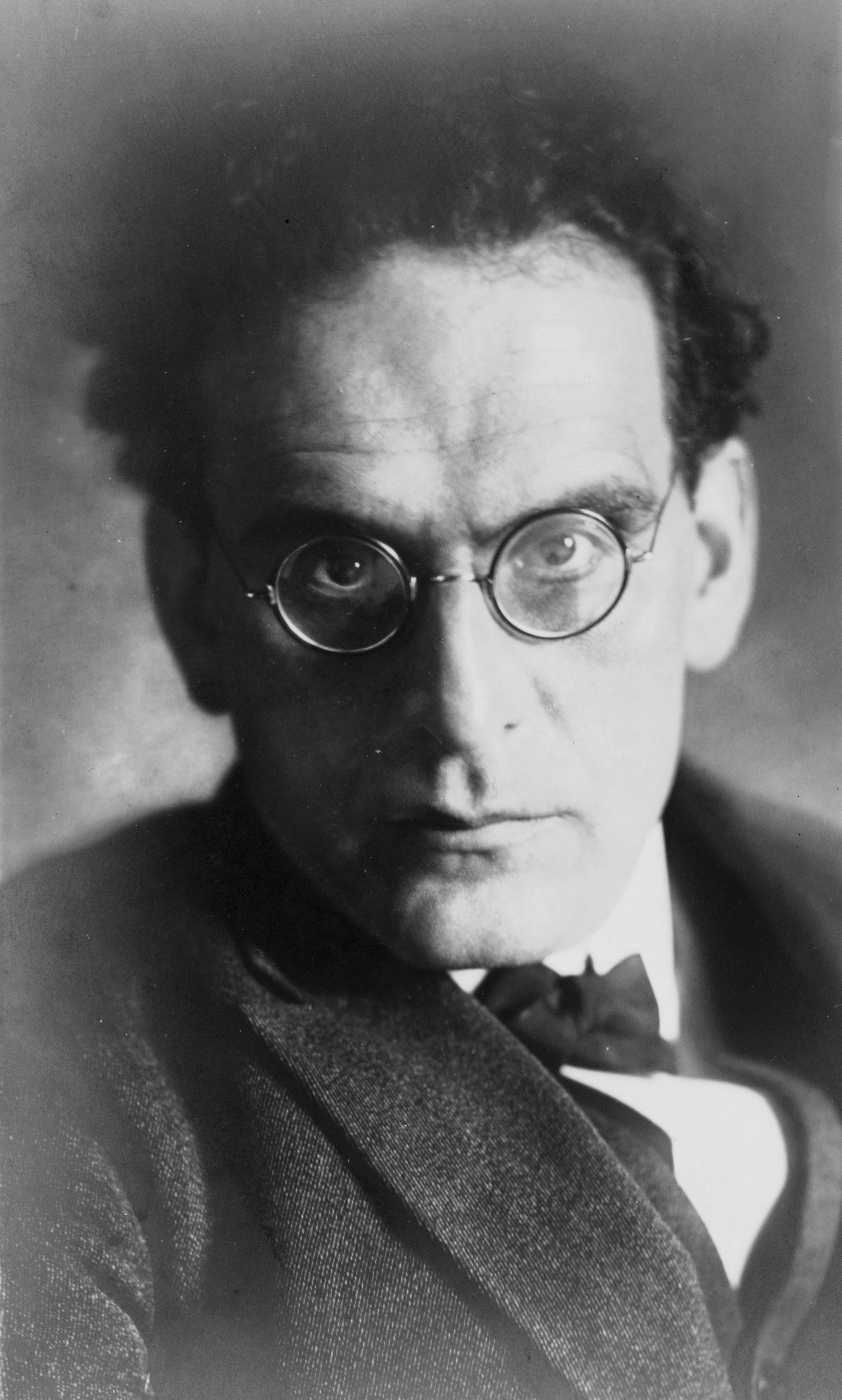
Otto Klemperer (* 1885)

- 1885: Otto Klemperer, deutscher Dirigent und Komponist
- 1885: Nikolai Wassiljewitsch Krylenko, bolschewistischer Revolutionär und Politiker in Russland
- 1886: Ernst Späth, österreichischer Chemiker
- 1889: Louis Douglas, US-amerikanischer Tänzer
- 1890: Johannes Reinwaldt, dänischer Radrennfahrer
- 1890: Rosa Young, US-amerikanische Pädagogin
- 1891: Egon Kornauth, österreichischer Komponist
- 1892: Hans Kollwitz, deutscher Arzt
- 1892: Felix Petyrek, österreichischer Komponist und Pianist
- 1893: Hilde Lion, deutsche Sozialpädagogin
- 1893: Iwan Wyschnegradsky, russisch-französischer Komponist
- 1895: Otto Bräutigam, deutscher Jurist und Diplomat
- 1895: Maurice Lehmann, französischer Theater- und Filmregisseur, Theaterleiter, Produzent und Schauspieler
- 1896: Quentin Maclean, englisch-kanadischer Organist, Komponist und Musikpädagoge
- 1897: Sidney Bechet, kreolischer Sopransaxofonist und Klarinettist
- 1897: Ed Ricketts, US-amerikanischer Meeresbiologe und Philosoph
- 1899: Charlotte Auerbach, deutsch-englische Biologin, Genetikerin und Hochschullehrerin
- 1899: Pierre Auger, französischer Physiker
- 1899: Earle Combs, US-amerikanischer Baseballspieler
- 1900: Hal Borland, US-amerikanischer Schriftsteller
- 1900: Leo Smit, niederländischer Komponist und Pianist
- 1900ː Helena Syrkusowa, polnische Architektin, Stadtplanerin und Hochschullehrerin
- 1900: Edgar Wind, deutscher Kunsthistoriker

### 20. Jahrhundert

#### 1901–1925
- 1901: Robert Ritter, nationalsozialistischer Rassentheoretiker
- 1902: Lūcija Garūta, lettische Komponistin, Pianistin und Dichterin
- 1902: Allen Irvine McHose, US-amerikanischer Musikwissenschaftler, -pädagoge und Organist
- 1902: Friedrich Schmiedl, österreichischer Raketenpionier
- 1903: Jules George, belgischer Ruder und Fußballfunktionär
- 1903: Franz Seume, deutscher Politiker, MdB
- 1904: Hans Albert Einstein, Schweizer Bauingenieur und Professor

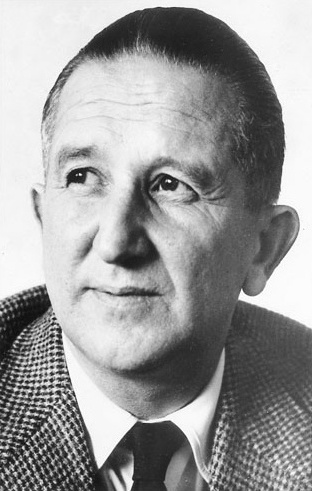
Marcel Junod (* 1904)

- 1904: Marcel Junod, Schweizer Arzt
- 1905: Jean Daniélou, französischer Jesuit und Kardinal
- 1905: Herbert Morrison, US-amerikanischer Rundfunkreporter
- 1905: Nikolai Alexandrowitsch Tichonow, sowjetischer Politiker
- 1906: Ernst Baumann, deutscher Fotograf
- 1907: Robert Blot, französischer Geiger, Dirigent und Musikpädagoge
- 1907: Hans von der Groeben, deutscher Politiker, Wissenschaftler und Publizist
- 1907: Muhammed Ayub Khan, pakistanischer Offizier und Politiker
- 1907: Karl Schirdewan, Politiker der DDR
- 1907: Vicente Enrique y Tarancón, Erzbischof von Madrid und Kardinal
- 1908: James B. Clark, US-amerikanischer Filmeditor sowie Film- und Fernsehregisseur
- 1908: Harry Gmür, Schweizer Literat, Journalist und Kommunist
- 1908: Amy Jagger, britische Turnerin
- 1908: Hans Peter Klinke, deutscher Ingenieur
- 1909: Wilhelm Hahn, deutscher Politiker, Kultusminister von Baden-Württemberg
- 1909: Maria Krasna, deutsche Schauspielerin
- 1910: Wilhelm Kos, österreichischer Jurist und Politiker
- 1910: Opilio Rossi, vatikanischer Diplomat und Kurienkardinal der römisch-katholischen Kirche

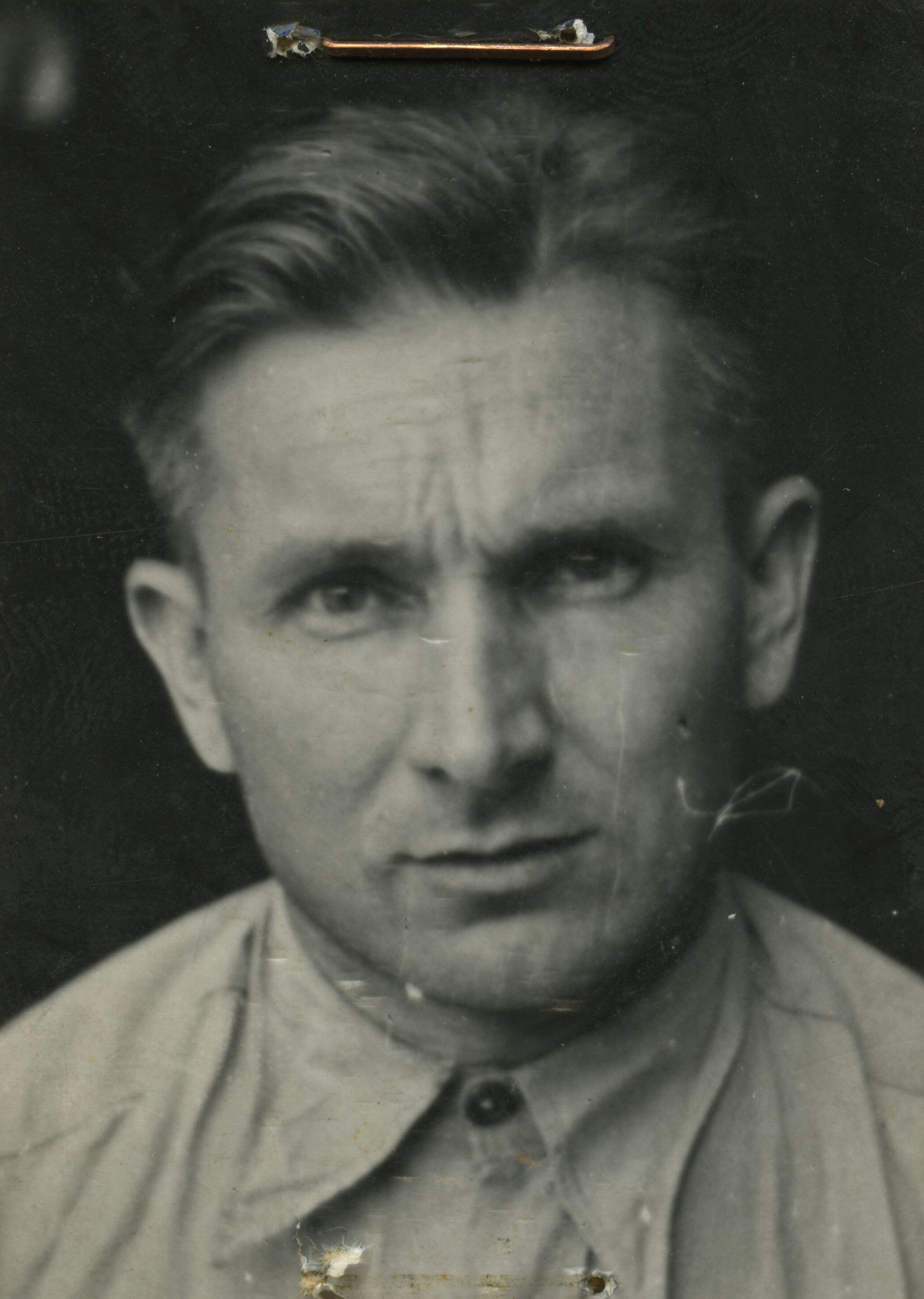
Karl Friedrich Titho (* 1911)

- 1911: Karl Friedrich Titho, deutscher SS-Angehöriger und Lagerkommandant
- 1911: Hans Vogt, deutscher Komponist
- 1912: Géza Hegedüs, ungarischer Historiker, Schriftsteller und Universitätslehrer
- 1912: Fernand Pouillon, französischer Architekt, Städteplaner und Schriftsteller
- 1912: Wolfgang Schleif, deutscher Filmregisseur, Drehbuchautor und Filmeditor
- 1912: Leo Zeff, US-amerikanischer Psychologe und Psychotherapeut
- 1913: Paul Arndt, deutscher Kommunist und Widerstandskämpfer
- 1913: Herbert Aust, deutscher SS-Sturmbannführer
- 1913: Erika Richter, deutsche Tischtennisspielerin
- 1914: Kurt Aepli, Schweizer Silberschmied, Schmuck- und Gerätegestalter sowie Berufspädagoge
- 1914: Lily Garáfulic, chilenische Bildhauerin
- 1914: Élisabeth Lutz, französische Mathematikerin
- 1915: Susanne Miller, deutsche Historikerin
- 1916: Hermann Böhm, deutscher Motorradrennfahrer
- 1916: Lance Dossor, australischer Pianist und Professor
- 1916: Skip Martin, US-amerikanischer Saxophonist, Klarinettist, Arrangeur und Komponist
- 1916: Del Moore, US-amerikanischer Schauspieler und Komiker
- 1917: Lou Harrison, US-amerikanischer Komponist
- 1917: Norman Luboff, US-amerikanischer Komponist und Chorleiter
- 1918: Marie Smith Jones, letzte Sprecherin der Eyak-Sprache
- 1919: Werner Steinbach, deutscher Maschinenbauingenieur und Hochschullehrer
- 1920: Constanze Manziarly, österreichische Diätassistentin und -köchin
- 1920: Helmut Schmidt, deutscher Sportfunktionär
- 1921: Hafiz Sabri Koçi, albanischer Theologe
- 1921: Arve Opsahl, norwegischer Film- und Theaterschauspieler
- 1922: Agha Hasan Abedi, pakistanischer Bankier
- 1922: Arnold Peters, kanadischer Politiker (CCF, NDP)
- 1922: Franjo Tuđman, kroatischer Staatspräsident
- 1923: Adnan Patschatschi, irakischer Politiker

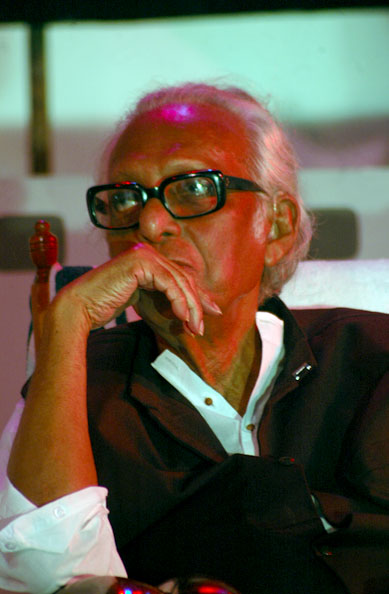
Mrinal Sen (* 1923)

- 1923: Mrinal Sen, indischer Filmregisseur
- 1924: Joly Braga Santos, portugiesischer Komponist und Dirigent
- 1924: Helen Popova Alderson, russische Mathematikerin und Übersetzerin
- 1924: Kenneth V. Jones, britischer Musiker, Musiklehrer und Komponist
- 1924: Coco Schumann, deutscher Jazzmusiker und Gitarrist
- 1925: Tristram Cary, britisch-australischer Komponist
- 1925: Tatjana Iwanow, deutsche Schauspielerin und Sängerin
- 1925: Oona O’Neill, Ehefrau Charlie Chaplins
- 1925: Ulfert Onken, deutscher Chemiker
- 1925: Boris Parsadanjan, estnischer Komponist
- 1925: Heinrich Popitz, deutscher Soziologe
- 1925: Ninian Sanderson, britischer Automobilrennfahrer

#### 1926–1950
- 1926: Čestmír Gregor, tschechischer Komponist und Musikwissenschaftler
- 1926: Eric Morecambe, britischer Komiker
- 1927: Herbert W. Franke, deutscher Science-Fiction-Autor
- 1927: Walter E. Richartz, deutscher Chemiker und Schriftsteller
- 1928: Graziano Arrighetti, italienischer Gräzist und Papyrologe
- 1928: Ernst Cincera, Schweizer Politiker

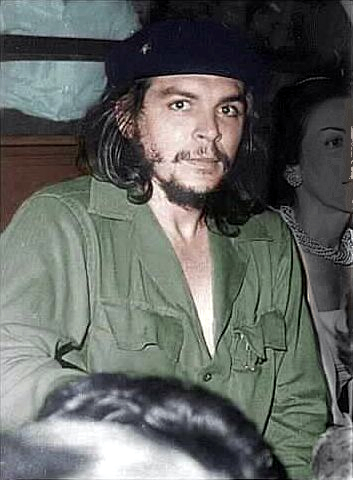
Che Guevara (* 1928)

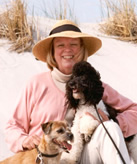
Karen Pryor (* 1932)

- 1928: Che Guevara, kubanischer Revolutionär und Guerillaführer, marxistischer Politiker und Autor
- 1928: Will Jones, US-amerikanischer R&B- und Doo-Wop-Sänger
- 1928: Frederik H. Kreuger, niederländischer Hochspannungswissenschaftler und Erfinder
- 1929: Wladimir Sergejewitsch Antoschin, sowjetischer Schachgroßmeister
- 1929: Henry McGee, britischer Schauspieler
- 1930: Władysław Słowiński, polnischer Komponist und Dirigent
- 1931: Alvin Lucier, US-amerikanischer Komponist und Klangkünstler
- 1932: Richard Estes, US-amerikanischer Maler
- 1932ː Karen Pryor, US-amerikanische Biologin, Zoologin, Verhaltensforscherin
- 1933: Michael Chevalier, deutscher Schauspieler und Synchronsprecher
- 1933: László Kovács, ungarisch-US-amerikanischer Kameramann
- 1934: Abraham Ashkenasi, US-amerikanischer Politikwissenschaftler
- 1934: Aurelio Milani, italienischer Fußballspieler
- 1934: Siân Phillips, britische Schauspielerin
- 1934: Evelyn Sanders deutsche Schriftstellerin
- 1934: Dieter Stern, deutscher Schachspieler
- 1935: Max Kaase, deutscher Politologe

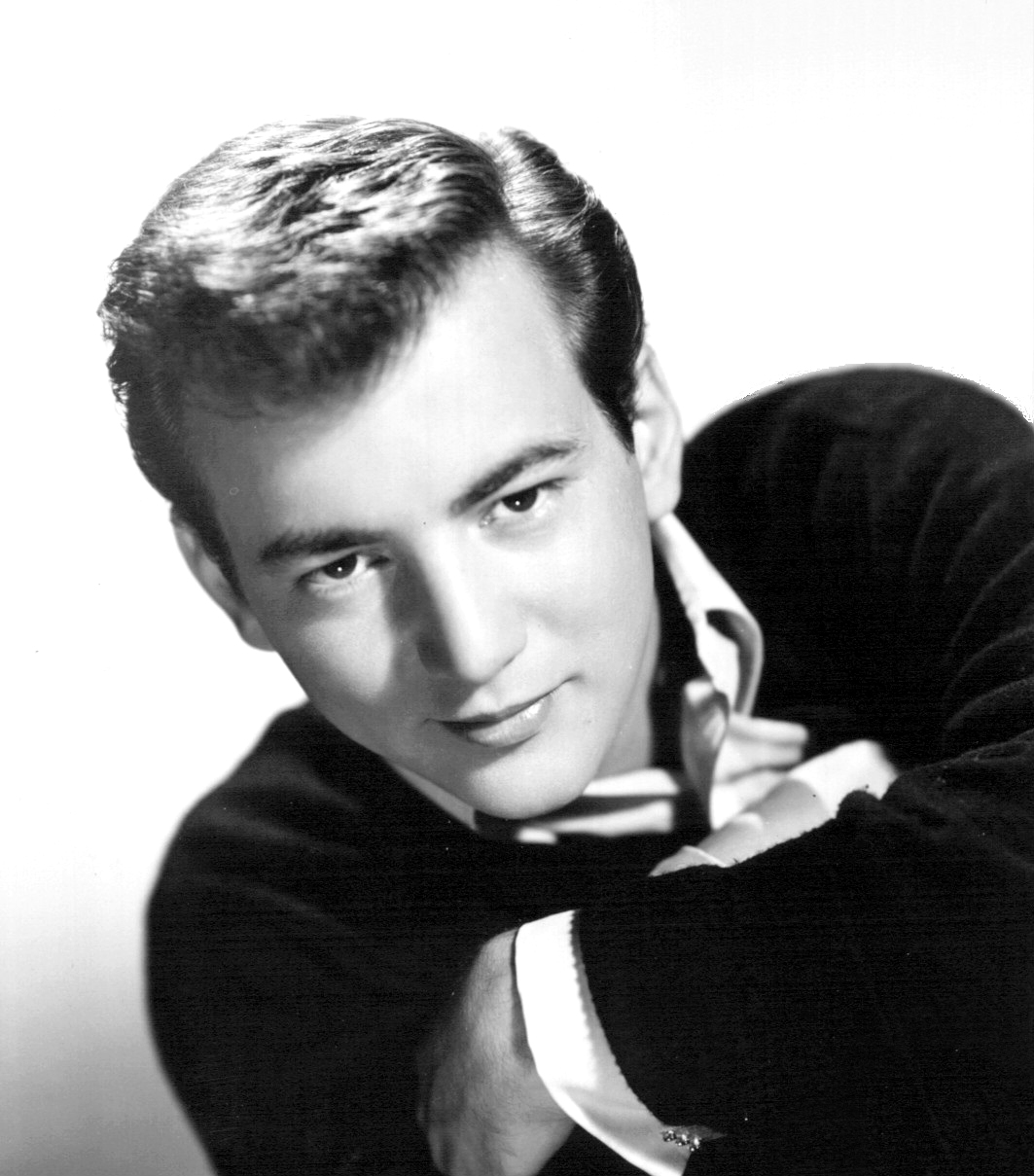
Bobby Darin (* 1936)

- 1936: Bobby Darin, US-amerikanischer Popmusiker
- 1936: Viktor Fortin, österreichischer Komponist und Musikpädagoge
- 1936: Robert Klymasz, kanadischer Ethnologe und Volksliedforscher
- 1936: Götz Dieter Plage, deutscher Naturfilmer
- 1936: Waheeda Rehman, indische Filmschauspielerin
- 1936: Billy Sprowls, mexikanischer Automobilrennfahrer
- 1937: Heribert Hellenbroich, Präsident des BND
- 1937: Burkhard Jähnke, deutscher Vizepräsident des Bundesgerichtshofs
- 1938: Manfred Paul, deutscher Evangelist, Seelsorger, Leiter zweier Missionswerke und Autor
- 1938: Clive Rowlands, walisischer Rugbyspieler und -trainer
- 1939: Veruschka Gräfin von Lehndorff, deutsches Fotomodell und Schauspielerin
- 1939: Rupert Neudeck, deutscher Cap-Anamur-Gründer
- 1940ː Peggy Moffitt, US-amerikanisches Model
- 1941: Eric P. Caspar, Schweizer Schauspieler und Theaterregisseur
- 1941: Habib Galhia, tunesischer Boxer
- 1941: Ada den Haan, niederländische Schwimmerin
- 1942: Prentis Hancock, britischer Schauspieler
- 1942: Dieter Pützhofen, deutscher Politiker
- 1942: Jörg-Otto Spiller, deutscher Politiker, MdB
- 1942: Rüdiger Vogler, deutscher Schauspieler
- 1943: Jack Bruce, britischer Rockmusiker

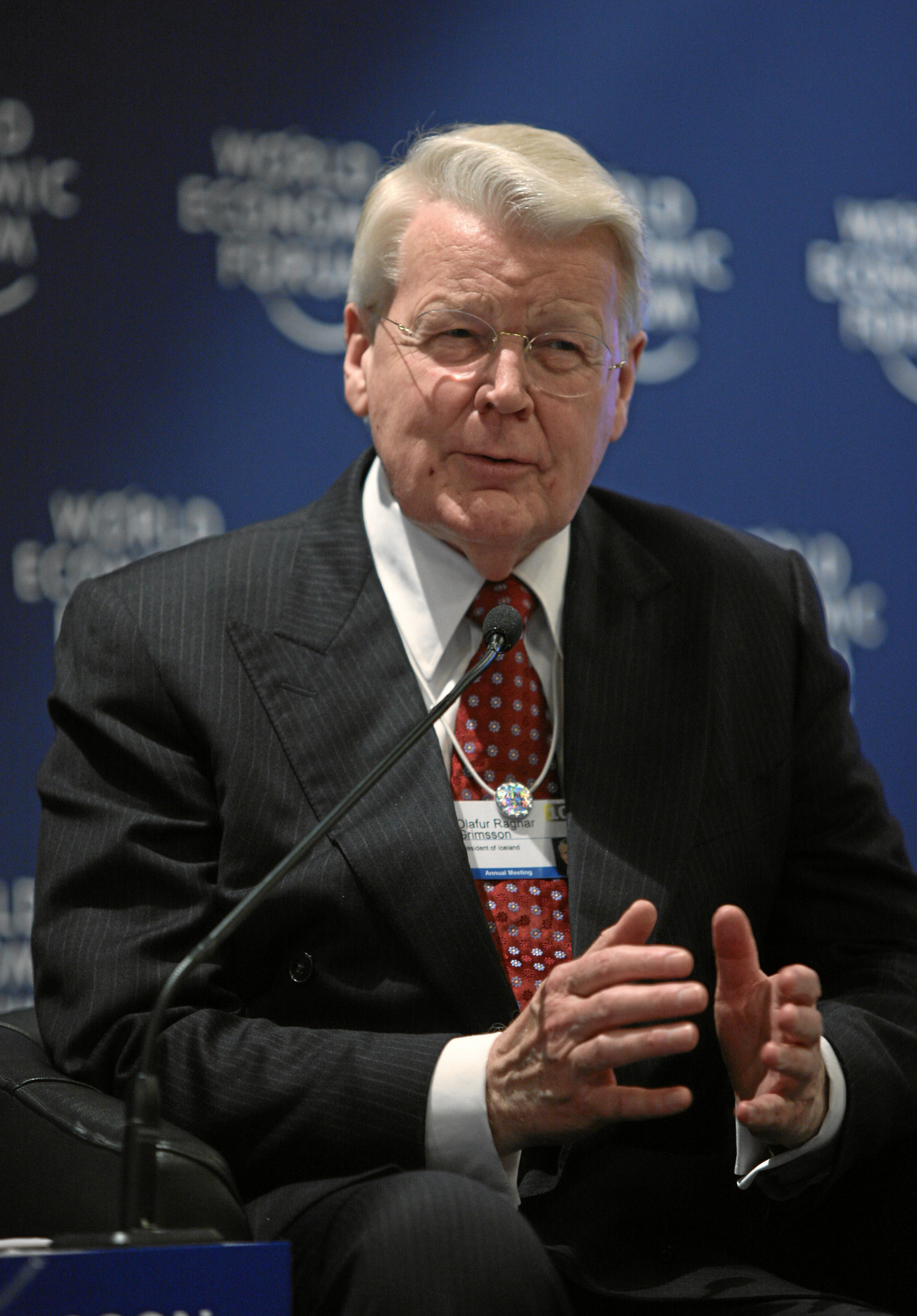
Ólafur Ragnar Grímsson (* 1943)

- 1943: Ólafur Ragnar Grímsson, isländischer Staatspräsident
- 1943: Tania León, kubanische Komponistin, Dirigentin und Musikpädagogin
- 1944: Francesca Annis, britische Schauspielerin
- 1944: George Lucas, US-amerikanischer Filmregisseur und -produzent
- 1944: Michel Turler, Schweizer Eishockeyspieler
- 1945: Wladislaw Ardsinba, abchasischer Historiker und Präsident
- 1945: Zsuzsanna Kézi, ungarische Handballtorhüterin
- 1945: Jochanan Wallach, israelischer Fußballspieler
- 1946: Elmar Brok, deutscher Politiker
- 1947: Gonzalo Rodríguez Gacha, kolumbianischer Drogenbaron; Mitglied des Medellín-Kartells
- 1947: Martin Böttger, deutscher Bürgerrechtler und Politiker
- 1947: Hans Orsolics, österreichischer Box-Europameister
- 1947: Karin Struck, deutsche Schriftstellerin
- 1947: Anne Wiazemsky, französische Schauspielerin und Schriftstellerin
- 1949: Sverre Årnes, norwegischer Schriftsteller, Comicautor und Drehbuchautor
- 1949: Klaus-Peter Thaler, deutscher Radrennfahrer
- 1950: Veljko Barbieri, kroatischer Autor
- 1950: Claudia Loerding, deutsche Schauspielerin

#### 1951–1975
- 1951: Gaby Dietzen, deutsche Journalistin und Fernsehmoderatorin
- 1951: Jürgen Werth, deutscher Buchautor und Liedermacher
- 1952: Bolat Atabajew, kasachischer Theaterregisseur und Menschenrechtskämpfer
- 1952: David Byrne, britischer Musiker
- 1952: Reinhold Lubomski, deutscher Eishockeyspieler

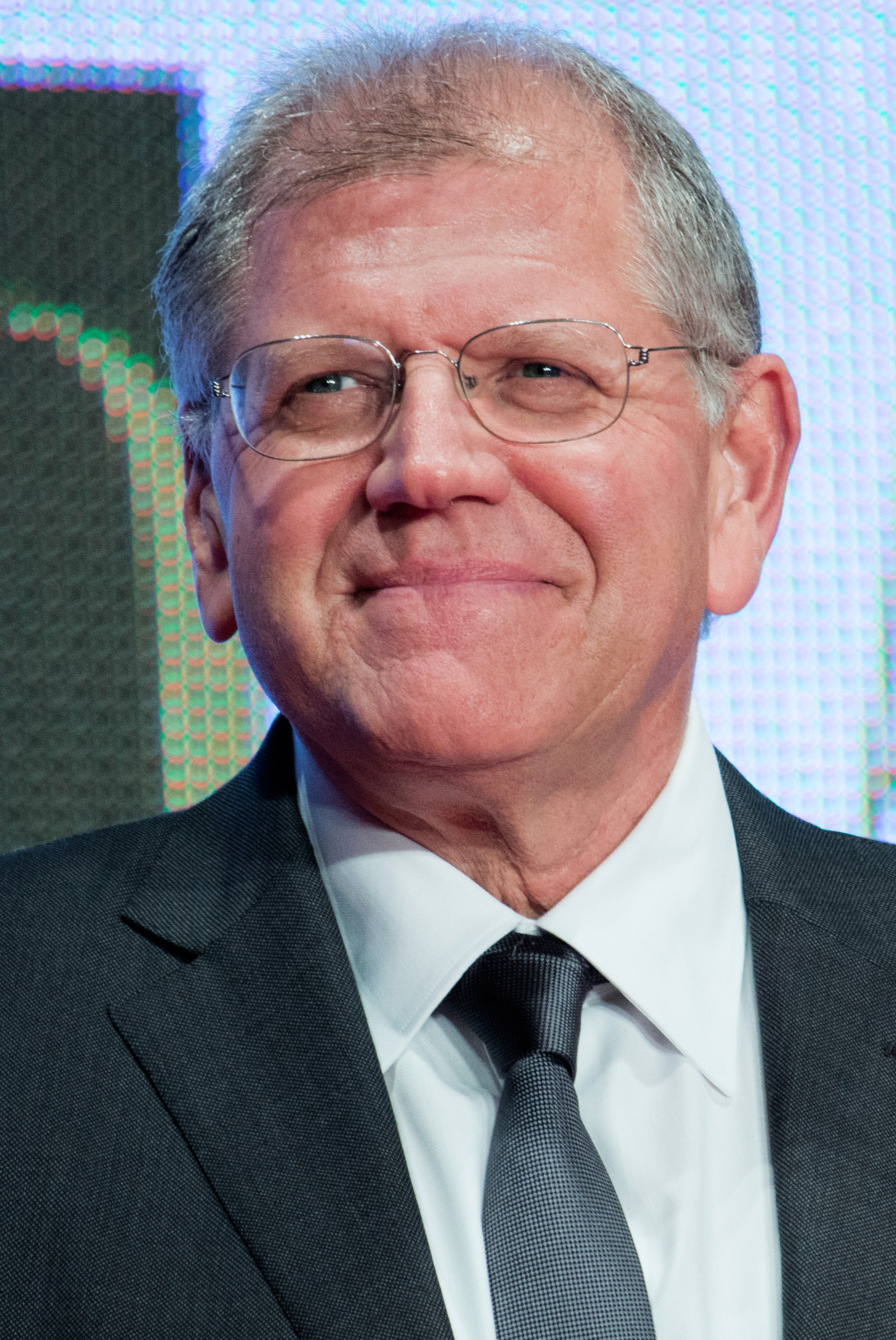
Robert Zemeckis (* 1952)

- 1952: Robert Zemeckis, US-amerikanischer Regisseur und Filmproduzent
- 1953: Virgílio dos Anjos, osttimoresischer Guerilliero
- 1953: Gerhard Haase-Hindenberg, deutscher Schauspieler und Buchautor
- 1953: Norodom Sihamoni, König von Kambodscha
- 1954: Peter Cestonaro, deutscher Fußballspieler
- 1954: Karl-Markus Gauß, österreichischer Schriftsteller, Kritiker und Herausgeber
- 1954: Detlef Matthiessen, deutscher Politiker, MdL
- 1954: Klaus Schlie, deutscher Politiker, MdL, Landesminister
- 1954: Bodo Wehmeier, deutscher Fußballspieler
- 1955: Arturo Aiello, italienischer Geistlicher, Bischof von Teano-Calvi
- 1955: Hannes Britschgi, Schweizer Journalist, Fernsehmoderator und Publizist
- 1955: Amke Dietert-Scheuer, deutsche Politikerin, MdB
- 1955: Alasdair Fraser, schottischer Fiddlespieler
- 1955: Ulrike Höfken, deutsche Politikerin, MdB

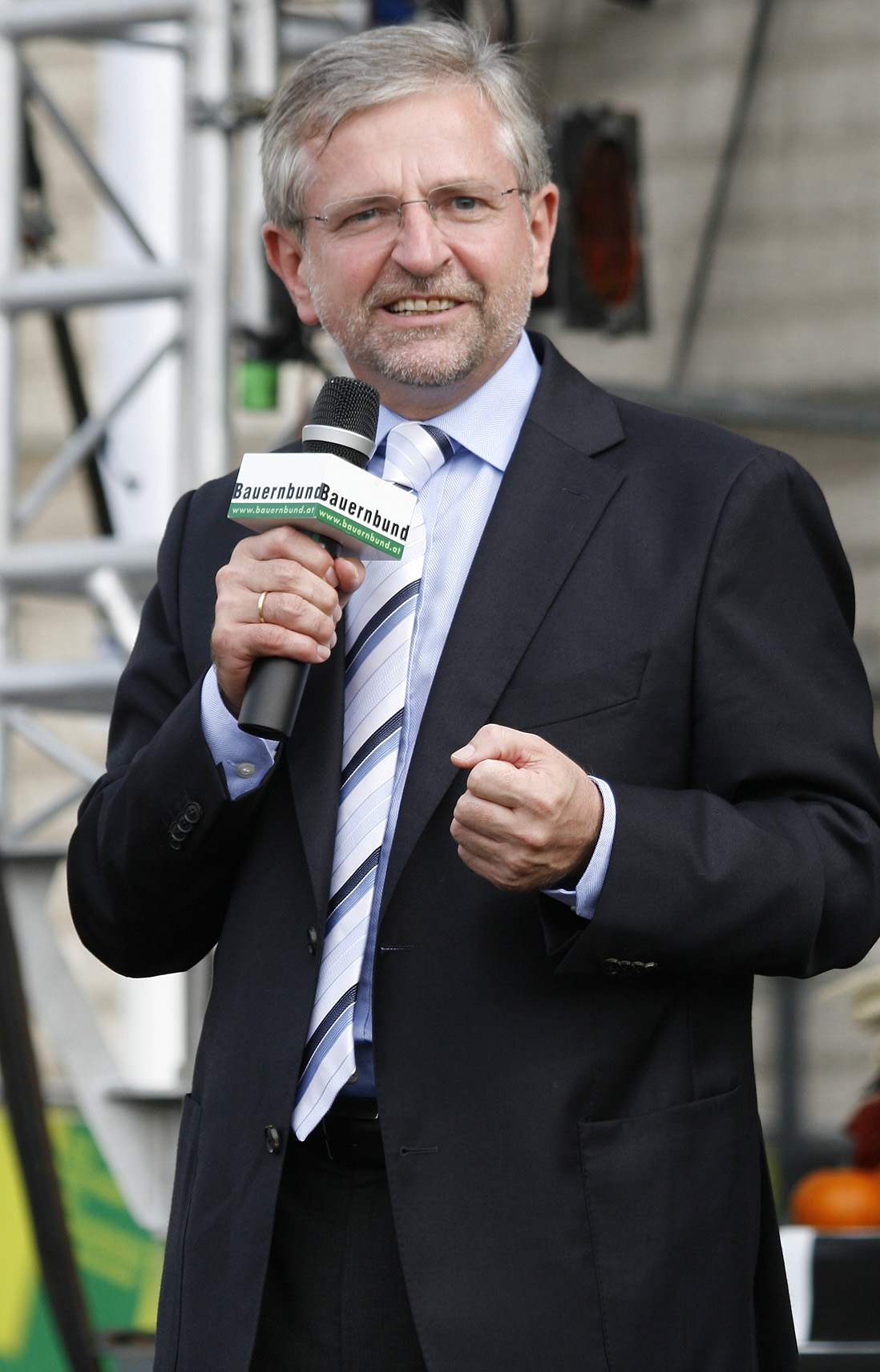
Wilhelm Molterer (* 1955)

- 1955: Wilhelm Molterer, österreichischer Politiker, Nationalrat, Bundesminister, Bundesparteiobmann der ÖVP
- 1955: Jens Sparschuh, deutscher Schriftsteller
- 1957: Gaby Hauptmann, deutsche Schriftstellerin
- 1957: Oliver Simon, deutscher Sänger
- 1957: Leon White, US-amerikanischer Wrestler
- 1958: Joachim Armbrust, deutscher Sozialpädagoge und Autor
- 1958: Andrzej Grubba, polnischer Tischtennisspieler
- 1959: Patrick Bruel, französischer Sänger und Schauspieler
- 1959: James Iahuat, vanuatuischer Boxer
- 1959: Stéphane Mertens, belgischer Motorradrennfahrer
- 1960: Anne Clark, britische Sängerin und Songwriterin
- 1960: Simonetta Sommaruga, Schweizer Politikerin
- 1960: Steve Williams, US-amerikanischer Wrestler
- 1960: Mohamed Zaoui, algerischer Boxer

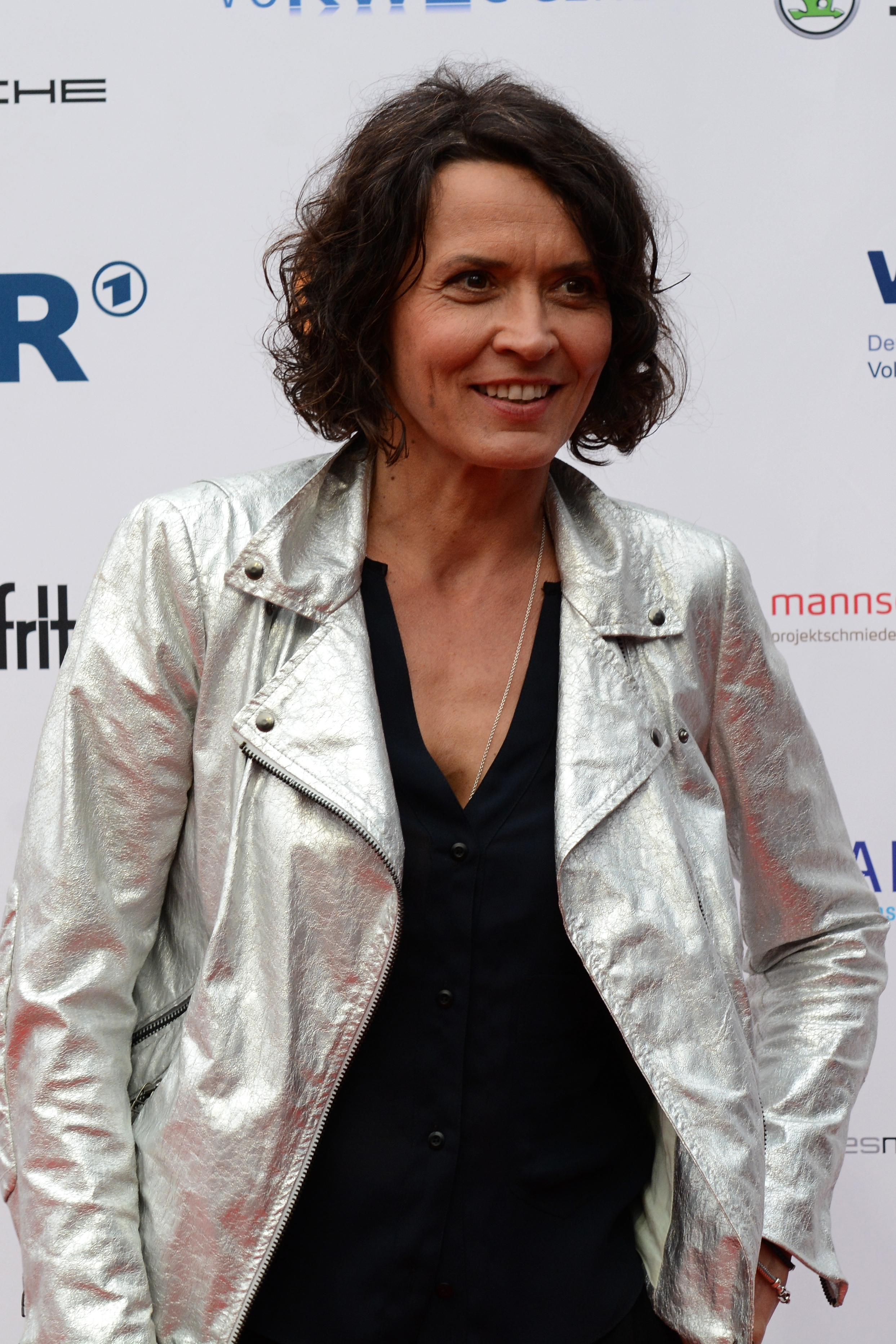
Ulrike Folkerts (* 1961)

- 1961: Ulrike Folkerts, deutsche Schauspielerin
- 1961: Rigobert Gruber, deutscher Fußballspieler
- 1961: Martin Kušej, österreichischer Theaterregisseur, Opernregisseur und Intendant
- 1961: Jean Leloup, frankokanadischer Musiker
- 1961: Urban Priol, deutscher Kabarettist, Schriftsteller und Moderator
- 1961: Tim Roth, britischer Schauspieler
- 1962: Ferran Adrià, spanischer Koch und Gastronom
- 1962: Ian Astbury, britischer Rocksänger
- 1962: Thomas Bubendorfer, österreichischer Extrembergsteiger und Autor
- 1963: José Asconeguy, uruguayischer Straßenradrennfahrer
- 1963: Pia Beckmann, deutsche Kommunalpolitikerin, Oberbürgermeisterin von Würzburg
- 1963: Marta Cartabia, italienische Verfassungsrechtlerin, Richterin und Gerichtspräsidentin
- 1963: Jochen Fraatz, deutscher Handballspieler
- 1964: Peter Bamler, deutscher Schauspieler
- 1964: David Chotjewitz, deutscher Schriftsteller und Theaterregisseur
- 1964: Andreas Dietrich, Schweizer Journalist
- 1964: Rainer Emig, deutscher Anglist
- 1964: Néstor Gorosito, argentinischer Fußballspieler und -trainer
- 1964: Barbara Gysi, Schweizer Politikerin
- 1964: Andrea Händler, österreichische Schauspielerin und Kabarettistin

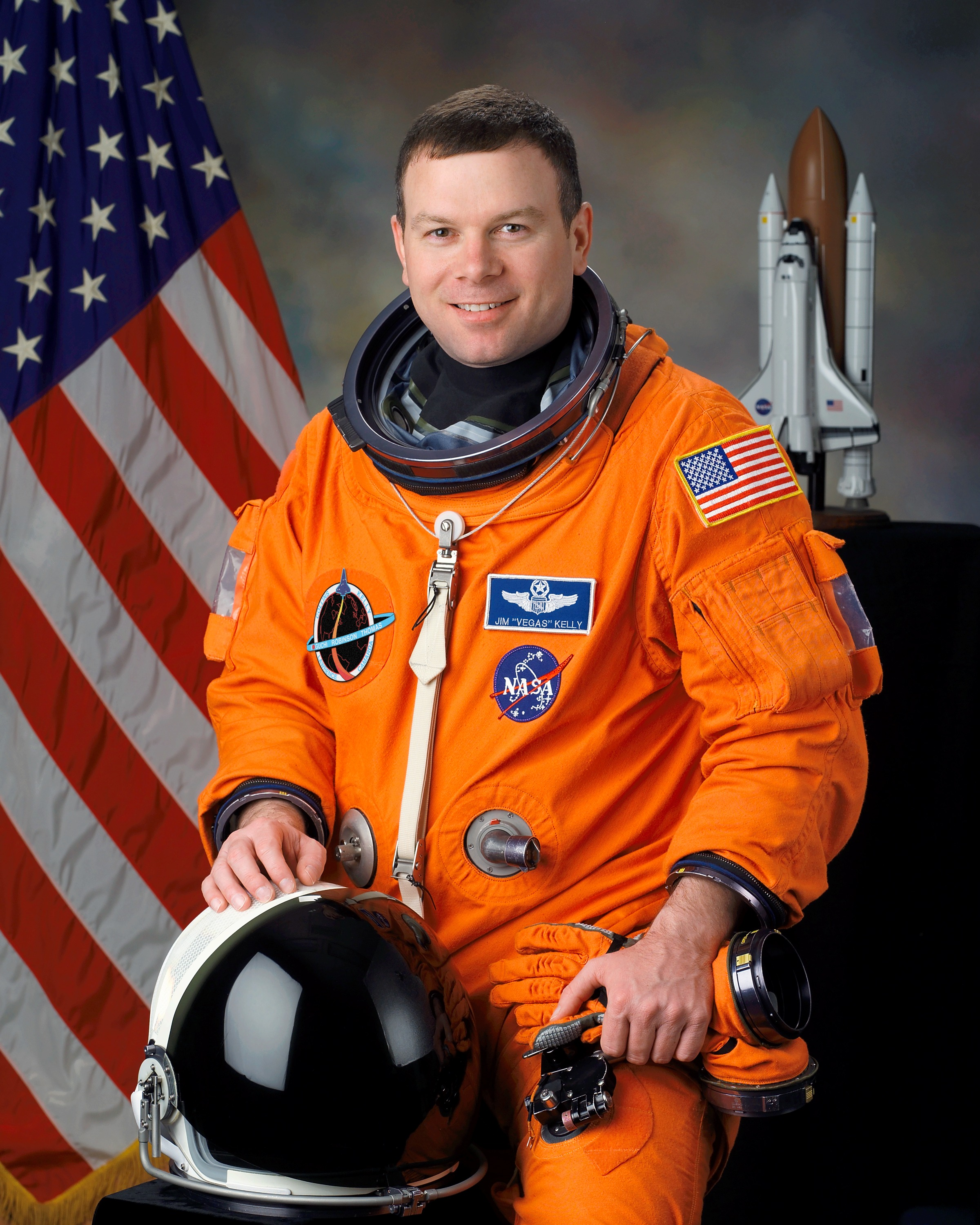
James McNeal Kelly (* 1964)

- 1964: James McNeal Kelly, US-amerikanischer Astronaut
- 1964: Uwe Kischel, deutscher Rechtswissenschaftler und Lehrstuhlinhaber
- 1964: Esther von Krosigk, deutsche Journalistin, Schriftstellerin und Herausgeberin
- 1964: Daniela Lager, Schweizer Moderatorin und Journalistin
- 1964: Eric Peterson, US-amerikanischer Gitarrist
- 1964: Rossen Plewneliew, bulgarischer Unternehmer und Politiker
- 1964: Oliver Reinhard, deutscher Schauspieler und Synchronsprecher
- 1964: Jörg Schneider, deutscher Politiker, MdB
- 1965: Eoin Colfer, irischer Schriftsteller
- 1965: Bernd Fabritius, deutscher Politiker und Verbandsfunktionär
- 1965: Christophe Marguet, französischer Jazzschlagzeuger
- 1966: Amy Austin, US-amerikanisch-argentinische Ökologin

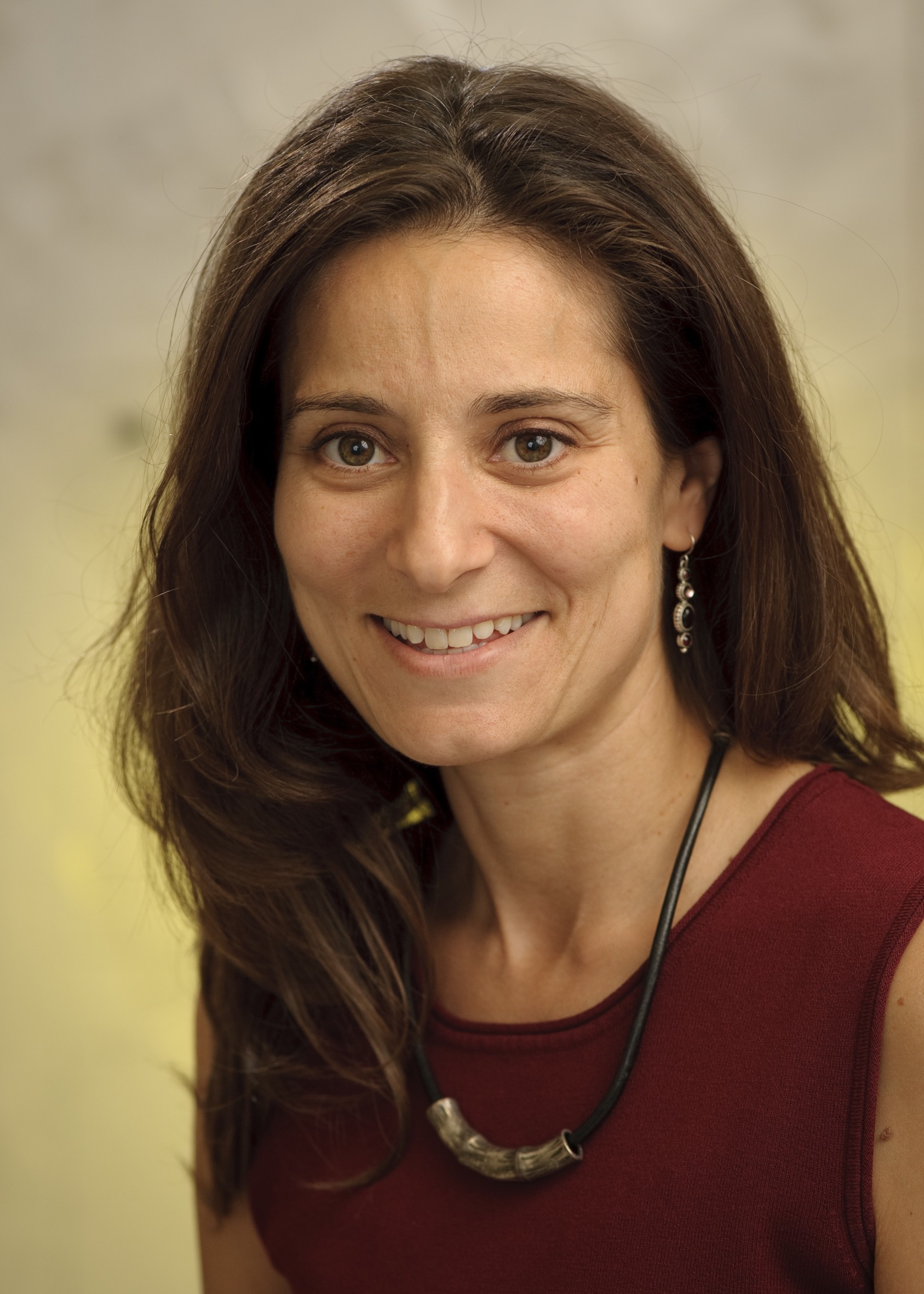
Natalie Batalha (* 1966)

- 1966: Natalie Batalha, US-amerikanische Astrophysikerin
- 1966: Marianne Denicourt, französische Schauspielerin
- 1966: Angela Elis, deutsche Fernsehmoderatorin, Journalistin und Buchautorin
- 1966: Fab Morvan, französischer Sänger
- 1966: Mike Inez, US-amerikanischer Musiker
- 1966: Marie-Helene Östlund, schwedische Skilangläuferin
- 1966: Raphael Saadiq, US-amerikanischer Musiker, Sänger und Komponist
- 1966: Irina Serova, österreichische Badmintonspielerin
- 1967: Judith Hofmann, Schweizer Schauspielerin
- 1967: Jenny Schily, deutsche Schauspielerin
- 1967: Tillmann Uhrmacher, deutscher Musikproduzent
- 1968: Peter Ahola, finnischer Eishockeyspieler
- 1969: Irinel Anghel, rumänische Komponistin

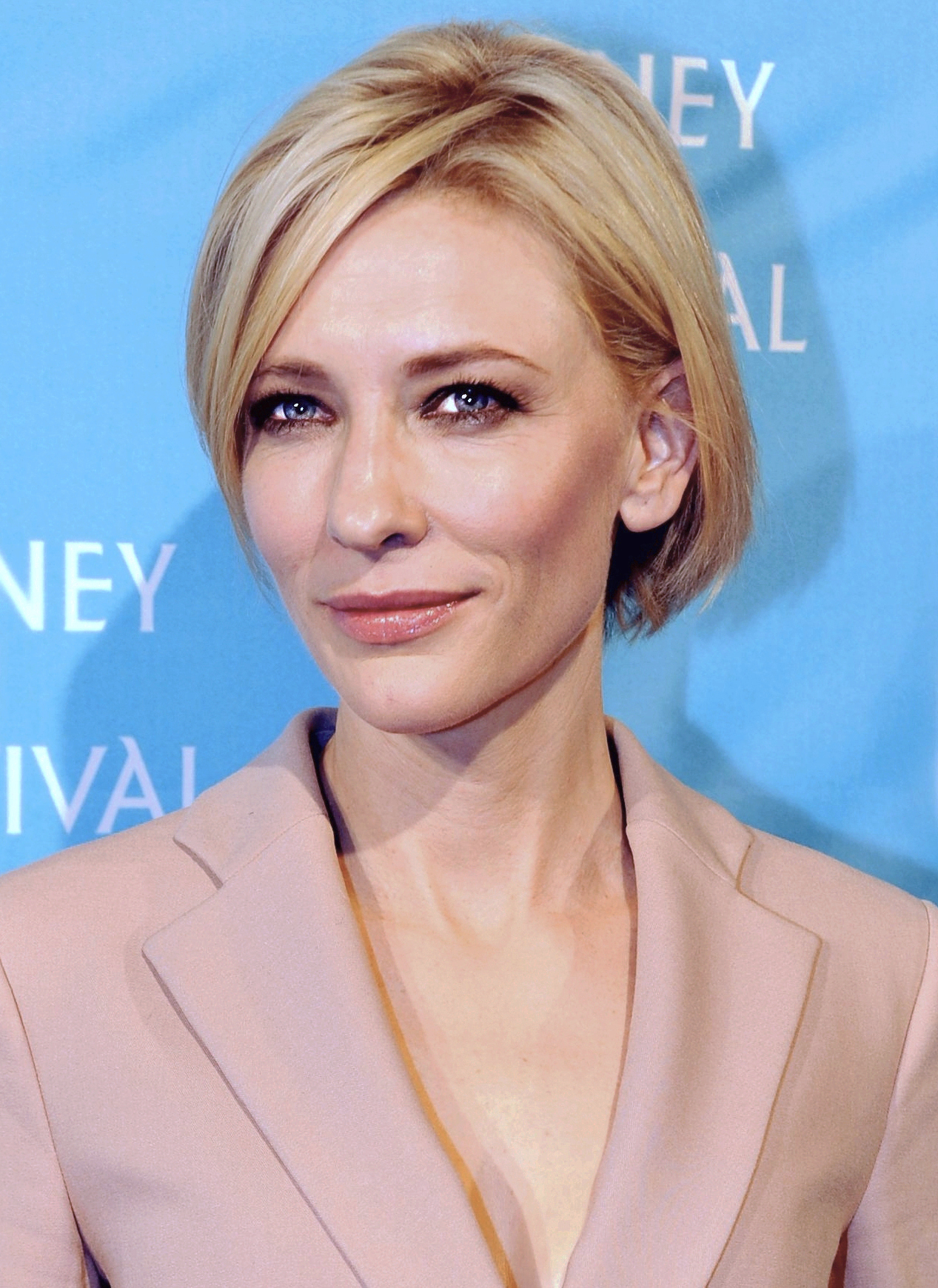
Cate Blanchett (* 1969)

- 1969: Cate Blanchett, australische Filmschauspielerin
- 1969: Stephen DeCesare, US-amerikanischer Komponist und Sänger
- 1969: Stéphan Grégoire, französischer Automobilrennfahrer und Unternehmer
- 1969: Volker Piesczek, österreichischer Fernsehmoderator
- 1969: Sabine Schmitz, deutsche Automobilrennfahrerin und Fernsehmoderatorin
- 1969: Danny Wood, US-amerikanischer Sänger, Songschreiber und Musikproduzent
- 1970: Faruk Hujdurović, bosnischer Fußballspieler
- 1971: Sofia Coppola, US-amerikanische Filmregisseurin
- 1971: Birgit Denk, österreichische Sängerin, Texterin und TV-Moderatorin
- 1971: Katja Heijnen, deutsche Hörfunkjournalistin und -moderatorin
- 1971: Alberto Rodríguez Librero, spanischer Filmregisseur
- 1971: Walter Sommé, deutscher General
- 1972: Ike Moriz, deutsch-südafrikanischer Sänger und Komponist
- 1973: Sandro Aguilar, portugiesischer Filmproduzent und -regisseur
- 1973: Guendalina Buffon, italienische Volleyballspielerin
- 1973: Anais Granofsky, kanadische Schauspielerin, Regisseurin, Drehbuchautorin und Filmproduzentin
- 1973: Jonny Kane, britischer Automobilrennfahrer
- 1973: Shanice, US-amerikanische R&B-Sängerin
- 1974: Keram Malicki-Sánchez, kanadischer Filmschauspieler
- 1974: Florian Odendahl, deutscher Schauspieler
- 1974: Matteo Tosatto, italienischer Radrennfahrer und Radsportfunktionär
- 1975: Nicki Sørensen, dänischer Radrennfahrer

#### 1976–2000
- 1976: Martine McCutcheon, britische Sängerin und Schauspielerin
- 1976: Benjamin Quabeck, deutscher Filmregisseur
- 1976: Attila Tököli, ungarischer Fußballprofi
- 1977: Claude Crétier, französischer Skirennläufer

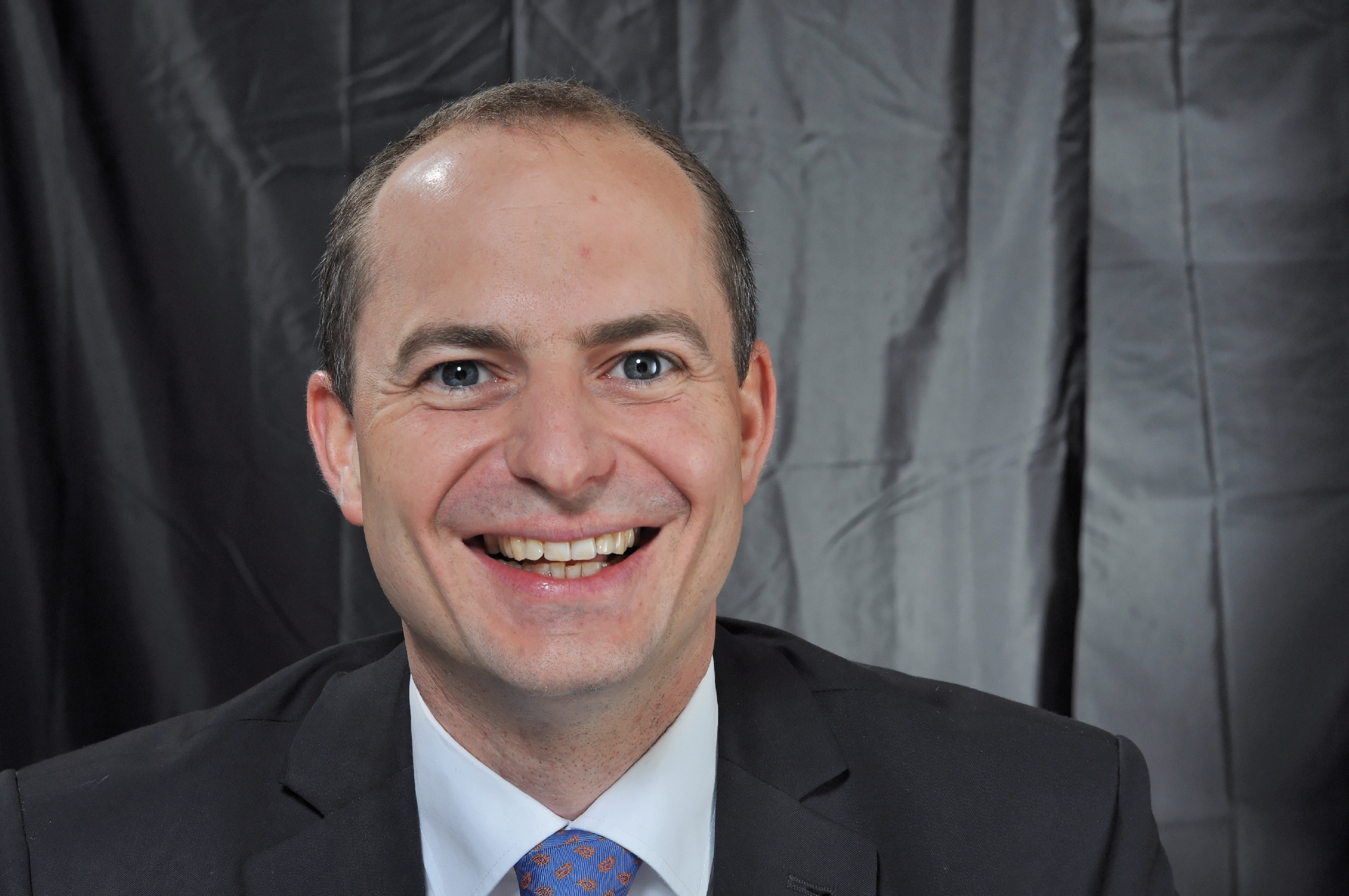
Matthias Pröfrock (* 1977)

- 1977: Matthias Pröfrock, deutscher Jurist und Politiker, MdL
- 1977: Pusha T, US-amerikanischer Rapper
- 1978: André Macanga, angolanischer Fußballspieler
- 1978: Gustavo Varela, uruguayischer Fußballspieler
- 1978: Magdalena Brzeska, deutsche Turnerin
- 1979: Robert Arrhenius, schwedischer Handballspieler und -trainer
- 1979: Oliver Jonas, deutscher Eishockeytorwart
- 1979: Stefanie von Poser, deutsche Schauspielerin
- 1979: Bleona Qereti, albanische Popsängerin
- 1979: Carlos Tenorio, ecuadorianischer Fußballspieler
- 1980: Morten Ask, norwegischer Eishockeyspieler
- 1980: Zdeněk Grygera, tschechischer Fußballspieler
- 1980: Eugene Martineau, niederländischer Zehnkämpfer
- 1981: Antti Aarnio, finnischer Eishockeyspieler
- 1981: Simon Eckert, deutscher Schauspieler
- 1981: Júlia Sebestyén, ungarische Eiskunstläuferin
- 1981: Björn Andrae, deutscher Volleyballspieler
- 1982: Paata Chmaladse, georgischer Billardspieler

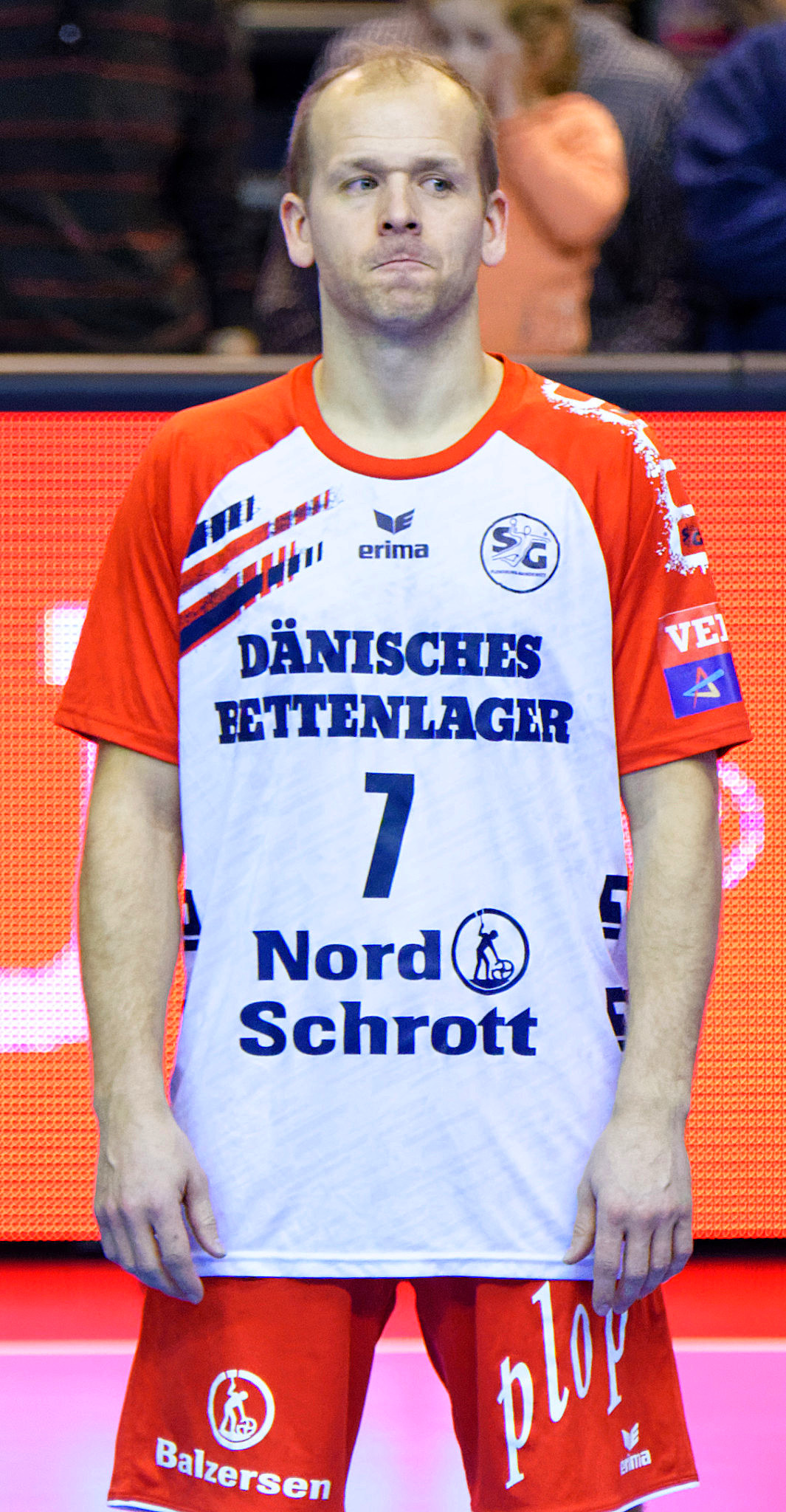
Anders Eggert (* 1982)

- 1982: Anders Eggert, dänischer Handballspieler und -trainer
- 1982: Ignacio María González, uruguayischer Fußballspieler
- 1982: Pia Malo, deutsche Schlagersängerin
- 1982: Ania Rösler, deutsche Handballspielerin
- 1982: Beardyman, britischer Multivocalist, Musiker, Webvideoproduzent und Komödiant
- 1983: Amir Akrout, tunesischer Fußballspieler
- 1983: Anahí, mexikanische Schauspielerin und Sängerin
- 1983: Amber Tamblyn, US-amerikanische Schauspielerin
- 1983: Tomisław Tajner, polnischer Skispringer
- 1984: Vanessa Behrendt, deutsche Politikerin
- 1984: Olly Murs, britischer Pop-Sänger
- 1984: Patrick Ochs, deutscher Fußballspieler
- 1984: Michael Rensing, deutscher Fußballspieler
- 1984: Nigel Reo-Coker, englischer Fußballspieler
- 1984: Glen Vella, maltesischer Sänger
- 1984: Hassan Yebda, französisch-algerischer Fußballspieler

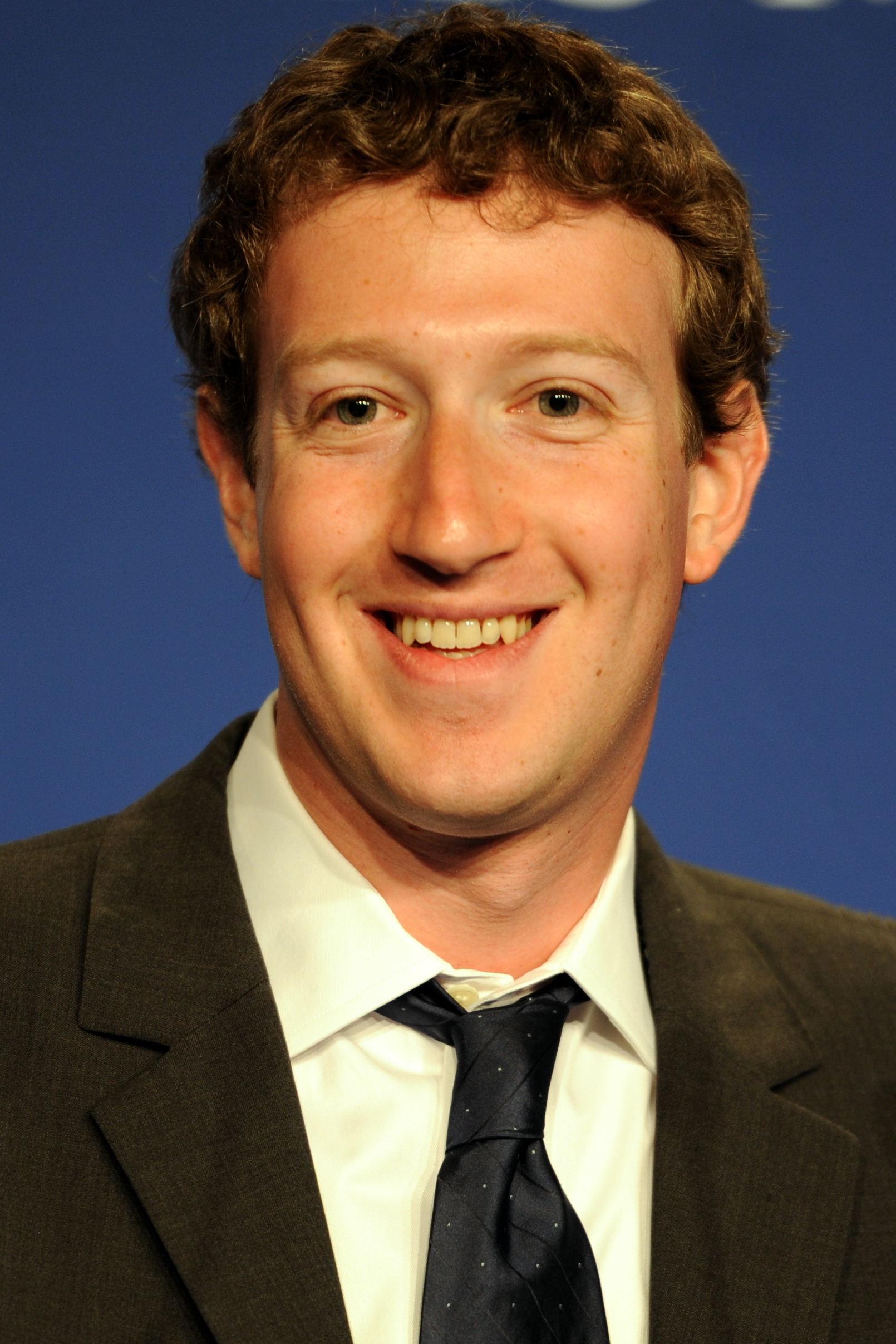
Mark Zuckerberg (* 1984)

- 1984: Mark Zuckerberg, US-amerikanischer Unternehmer, Gründer und Vorstandsvorsitzender von Facebook
- 1985: Carlos Eduardo Assmann, deutsch-brasilianischer Fußballspieler
- 1985: Anne Ulbricht, deutsche Handballspielerin
- 1986: Rodolfo González, venezolanischer Automobilrennfahrer
- 1986: Simon Magakwe, südafrikanischer Leichtathlet
- 1986: Marco Motta, italienischer Fußballspieler
- 1987: Joseph Attieh, libanesischer Sänger
- 1987: Adrián Daniel Calello, argentinischer Fußballspieler
- 1987: François Steyn, südafrikanischer Rugbyspieler
- 1987: Ari Freyr Skúlason, isländischer Fußballspieler
- 1988: Niccolò Canepa, italienischer Motorradrennfahrer
- 1988: Georg Günther, deutscher Politiker
- 1988: Martin Murawski, deutscher Handballspieler
- 1989: Arthur Pauli, österreichischer Skispringer
- 1989: Julia Šimić, deutsche Fußballspielerin
- 1989: Jon Leuer, US-amerikanischer Basketballspieler
- 1991: Garry Fischmann, deutscher Schauspieler und Musicaldarsteller
- 1991: Stella Hinrichs, deutsche Schauspielerin

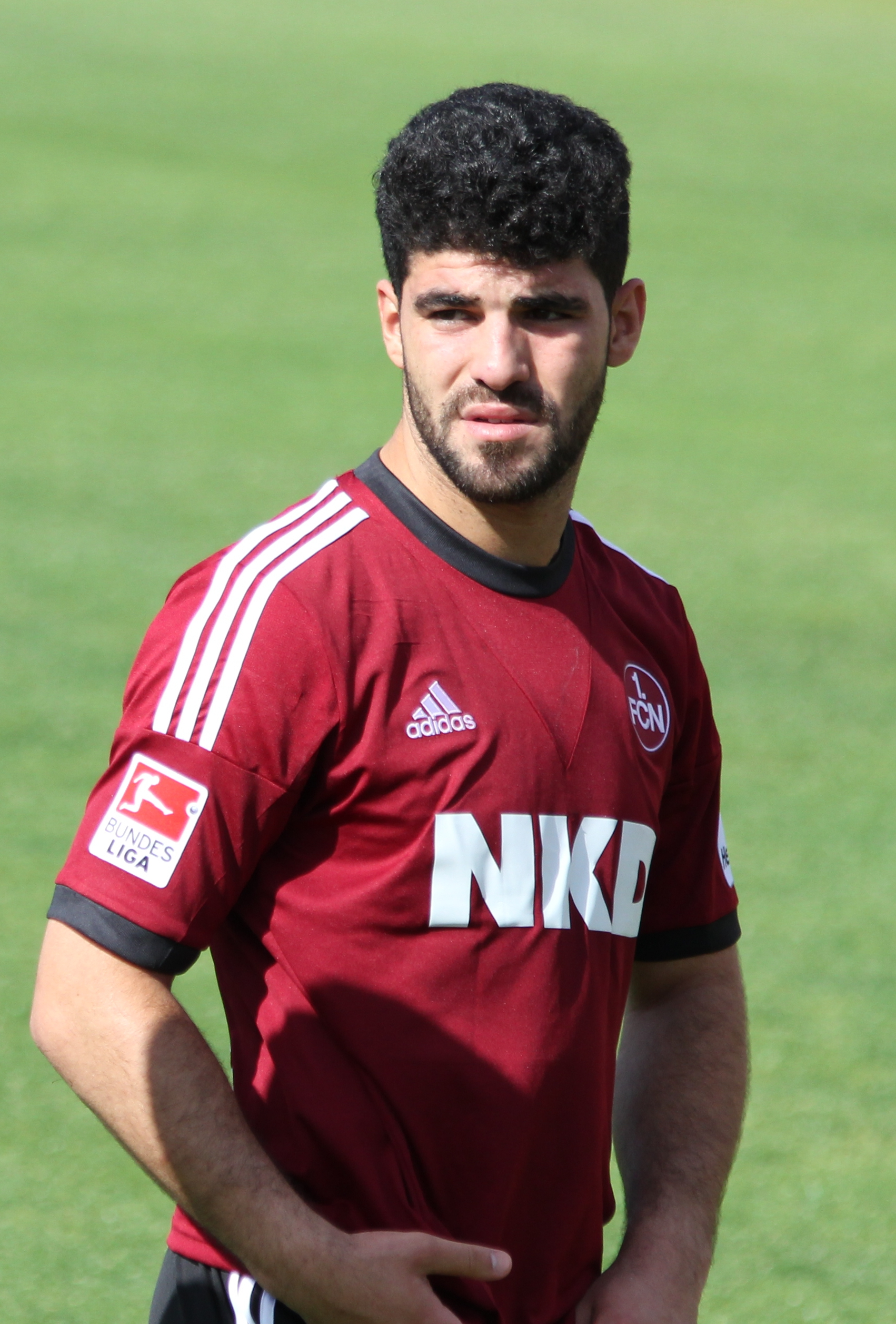
Muhammed Ildiz (* 1991)

- 1991: Muhammed Ildiz, österreichischer Fußballspieler
- 1991: Inès Jaurena, französische Fußballspielerin
- 1992: Nicolás Arbiza, uruguayischer Fußballspieler
- 1992: Mario Farnbacher, deutscher Automobilrennfahrer
- 1993: Miranda Cosgrove, US-amerikanische Schauspielerin und Sängerin
- 1993: Kristina Mladenovic, französische Tennisspielerin
- 1994: Sebastian Schönberger, österreichischer Radrennfahrer
- 1995: Nicat Abasov, aserbaidschanischer Schachmeister
- 1996: McKaley Miller, US-amerikanische Schauspielerin
- 1996: Martin Garrix, niederländischer DJ
- 1997: Luka Andres, deutscher Synchronsprecher und Schauspieler
- 1997: Kristijan Jakić, kroatischer Fußballspieler
- 1997: Stefan Posch, österreichischer Fußballspieler
- 1997: Matteo Sobrero, italienischer Radrennfahrer
- 2000: Ilan Van Wilder, belgischer Radrennfahrer

## Gestorben

### Vor dem 16. Jahrhundert
- 0491: Aprunculus, Bischof von Langres
- 0649: Theodor I., Papst
- 0871: Iso von St. Gallen, Thurgauer Benediktiner (* um 830)
- 0873: Adalwin, Erzbischof von Salzburg und Abt des Klosters Sankt Peter
- 0964: Johannes XII., Papst
- 0993: Dodo, Bischof von Münster
- 1156: Arnold von Wied, Erzbischof von Köln
- 1219: William Marshal, 1. Earl of Pembroke, englischer Ritter normannischer Abstammung
- 1277: Nikolaus I., Herr zu Werle
- 1281: Wladislaus I., Herzog von Oppeln-Ratibor
- 1293: Agnes von Görz und Tirol, Markgräfin von Maißen und Landgräfin von Thüringen
- 1313: Bolko I., Herzog von Oppeln
- 1324: Gottfried von Waldeck, Bischof von Minden
- 1333: Kuno II. von Falkenstein-Münzenberg, deutscher Adeliger
- 1384: Simon von Solms, Domherr in Münster
- 1391: Ludwig de Foro, Titularbischof von Phocaea sowie Weihbischof in den Bistümern Verden, Minden, Münster und Schwerin
- 1405: Eckard von Dersch, Bischof von Worms
- 1458: Juan de Segovia, spanischer Theologe und Vertreter des Konziliarismus
- 1462: Jeanne de Marle, Gräfin von Marle und Soissons
- 1475: Shinkei, japanischer Dichter
- 1491: Filippo Strozzi der Ältere, Florentiner Kaufmann
- 1493: Johann III., Herzog von Ratibor

### 16. bis 18. Jahrhundert
- 1507: Hernando de Talavera, spanischer Bischof und Politiker
- 1512: Peter Anton von Clapis, deutscher Humanist
- 1523: Nicolas Vaux, 1. Baron Vaux of Harrowden, englischer Peer und Politiker
- 1565: Florian Abel, deutscher Maler und Zeichner

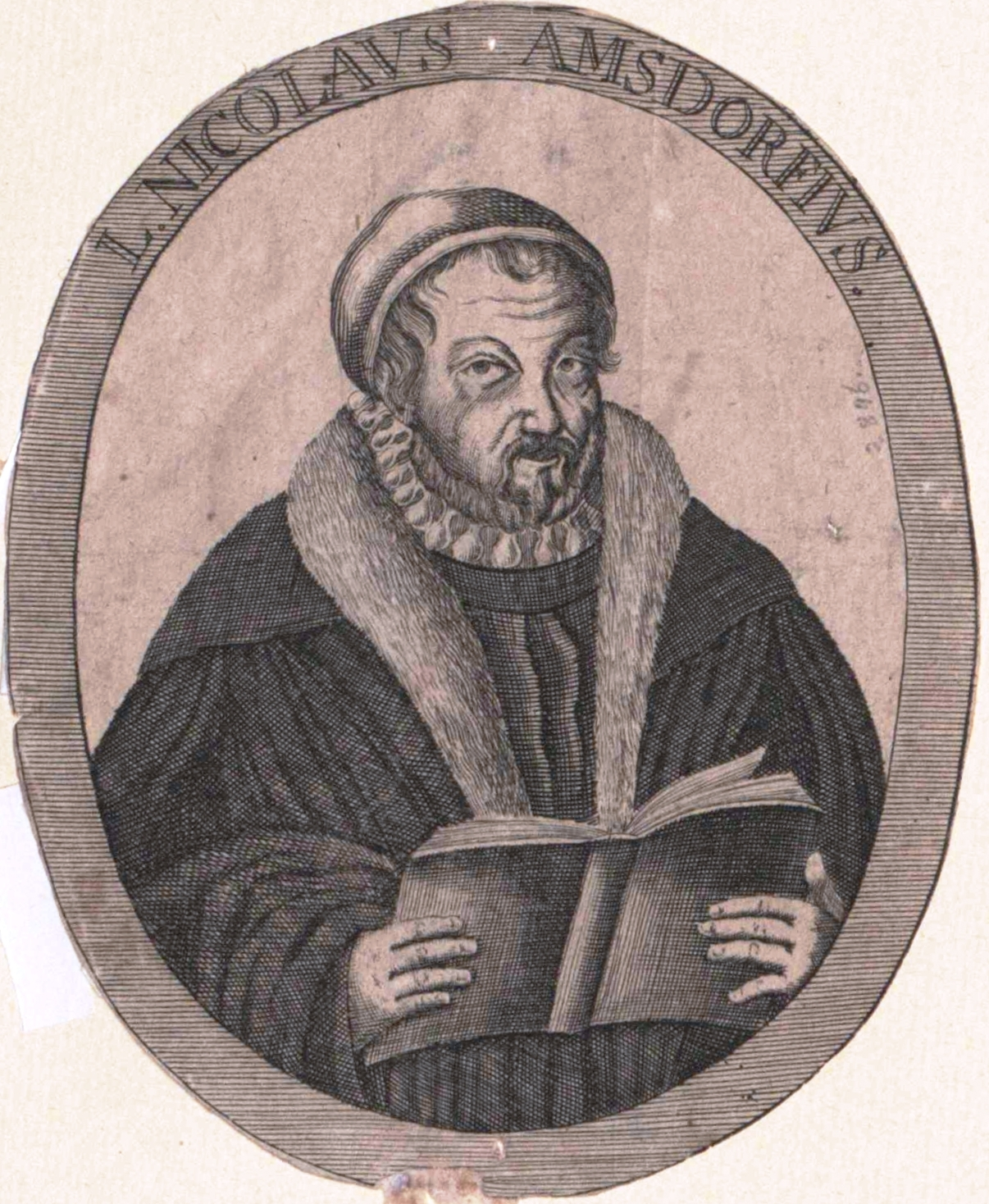
Nikolaus von Amsdorf († 1565)

- 1565: Nikolaus von Amsdorf, deutscher Reformator
- 1576: Tahmasp I., zweiter Schah der Safawidendynastie im Iran
- 1587: Kaspar Schlumpf, Schweizer Kaufmann und Bürgermeister
- 1589: William Cooke, englischer Politiker
- 1608: Karl III., Herzog von Lothringen
- 1609: Christoph Popel von Lobkowitz, böhmischer Politiker und Diplomat
- 1610: Heinrich IV., König von Frankreich
- 1623: Johann Albrecht von Solms-Braunfels, kurpfälzischer Großhofmeister
- 1626: Cristoforo Roncalli, gen. il Pomarancio, italienischer Maler
- 1629: Jean Gordon, schottische Adelige
- 1643: Ludwig XIII., König von Frankreich

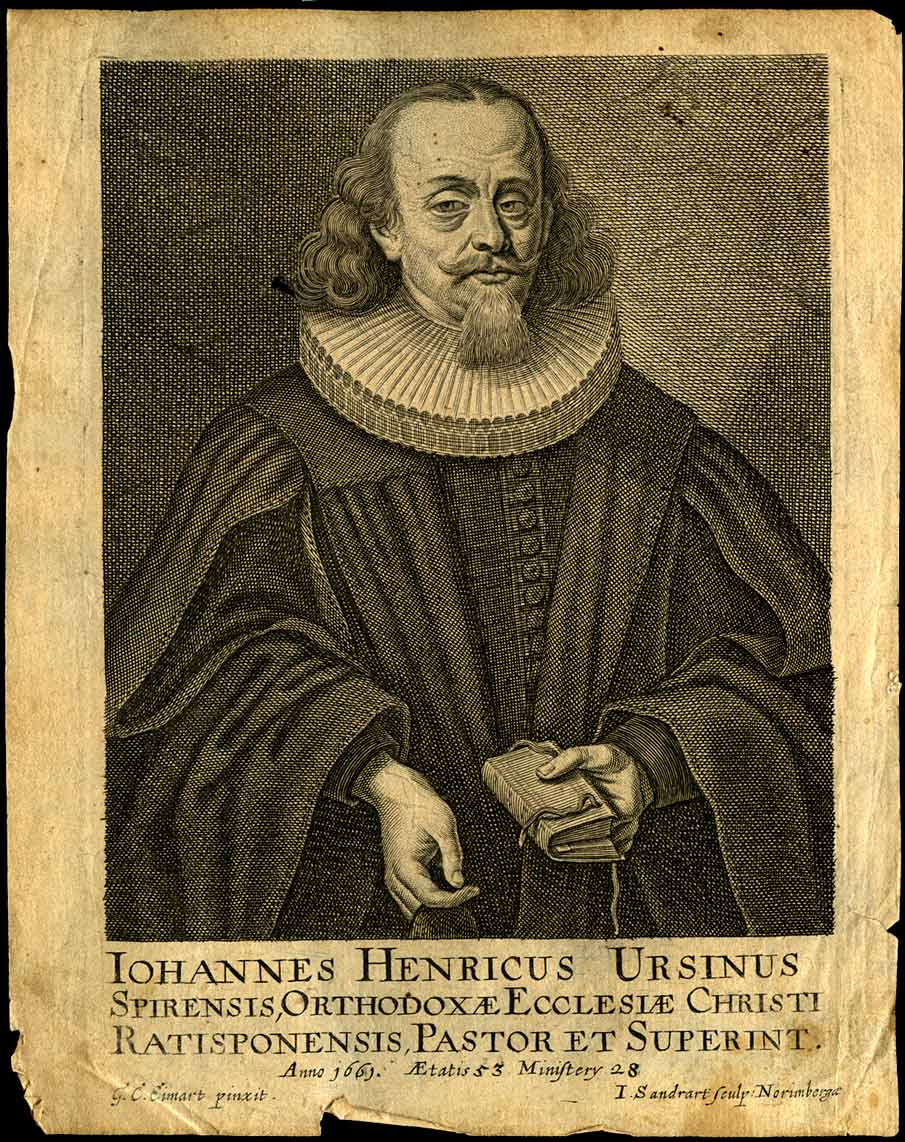
Johann Henrich Ursinus († 1667)

- 1667: Johann Henrich Ursinus, deutscher Theologe und humanistisch-theologischer Gelehrter und Autor
- 1688: Antoine Furetière, französischer Schriftsteller, Gelehrter und Lexikograf
- 1688: Carlo Grossi, italienischer Komponist, Organist und Sänger
- 1692: Ludovica Cristina von Savoyen, Prinzessin aus dem Haus Savoyen
- 1711: Beda Weller, Abt des Klosters Grafschaft
- 1730: Johann Christian Dauphin, deutscher Orgelbauer
- 1733: Kost Hordijenko, Ataman der Saporoger Kosaken
- 1734: Georg Ernst Stahl, deutscher Chemiker und Mediziner
- 1736: Louis Auguste I., Herzog von Maine, unehelicher Sohn Ludwigs XIV.
- 1736: Giovanni Battista Vivaldi, italienischer Violinist
- 1742: Friedrich Christian von Fürstenberg, Präsident des geheimen Rats des Hochstifts Paderborn und kurkölnischer Kabinetts- und Konferenzminister
- 1742: Dominique Varlet, römisch-katholischer Titularbischof von Askalon, Mitbegründer der Alt-Katholischen Kirche der Niederlande
- 1745: Franz Leopold von Sternberg, böhmischer Adliger und Staatsmann
- 1746: Franz Conrad Romanus, Bürgermeister von Leipzig und Gefangener auf der Festung Königstein
- 1751: Henry Theodore Reinhold, deutscher Opernsänger
- 1754: Johann Wolfgang von Flüe, Schweizer Offizier und Politiker
- 1754: Natale Ricci, italienischer Maler
- 1761: Thomas Simpson, englischer Mathematiker
- 1767: Philipp Heinrich Kisling, Hofmaler und Porträtist am Hof des Markgrafen von Baden-Durlach in Karlsruhe
- 1769: Joas I., Negus negest (Kaiser) von Äthiopien
- 1773: Ehrenreich Gerhard Coldewey, deutscher Gelehrter, Jurist und Poet
- 1780: Pierre-Montan Berton, französischer Komponist, Dirigent und Sänger
- 1783: Carl Friedrich von Bassewitz, Präsident des Geheimen Rates von Mecklenburg-Schwerin
- 1783: Balthasar Freiwiß, deutscher Orgelbauer
- 1798: David Ruhnken, niederländischer Gelehrter
- 1798: Carl Gottlieb Svarez, preußischer Jurist und Justizreformer

### 19. Jahrhundert
- 1801: Johann Ernst Altenburg, deutscher Komponist, Organist und Trompeter
- 1812: Duncan Ban MacIntyre, schottisch-gälischer Dichter
- 1820: Paul Struck, deutscher Komponist
- 1821: Auguste Pidou, Schweizer Politiker
- 1833: Johann Wilhelm Cornelius von Königslöw, deutscher Organist und Komponist
- 1835: Johann Protasius von Anstett, russischer Diplomat
- 1840: Carl Ludwig Engel, deutsch-finnischer Architekt und Maler
- 1840: Karl Wilhelm August Porsche, deutscher Jurist und Kommunalpolitiker

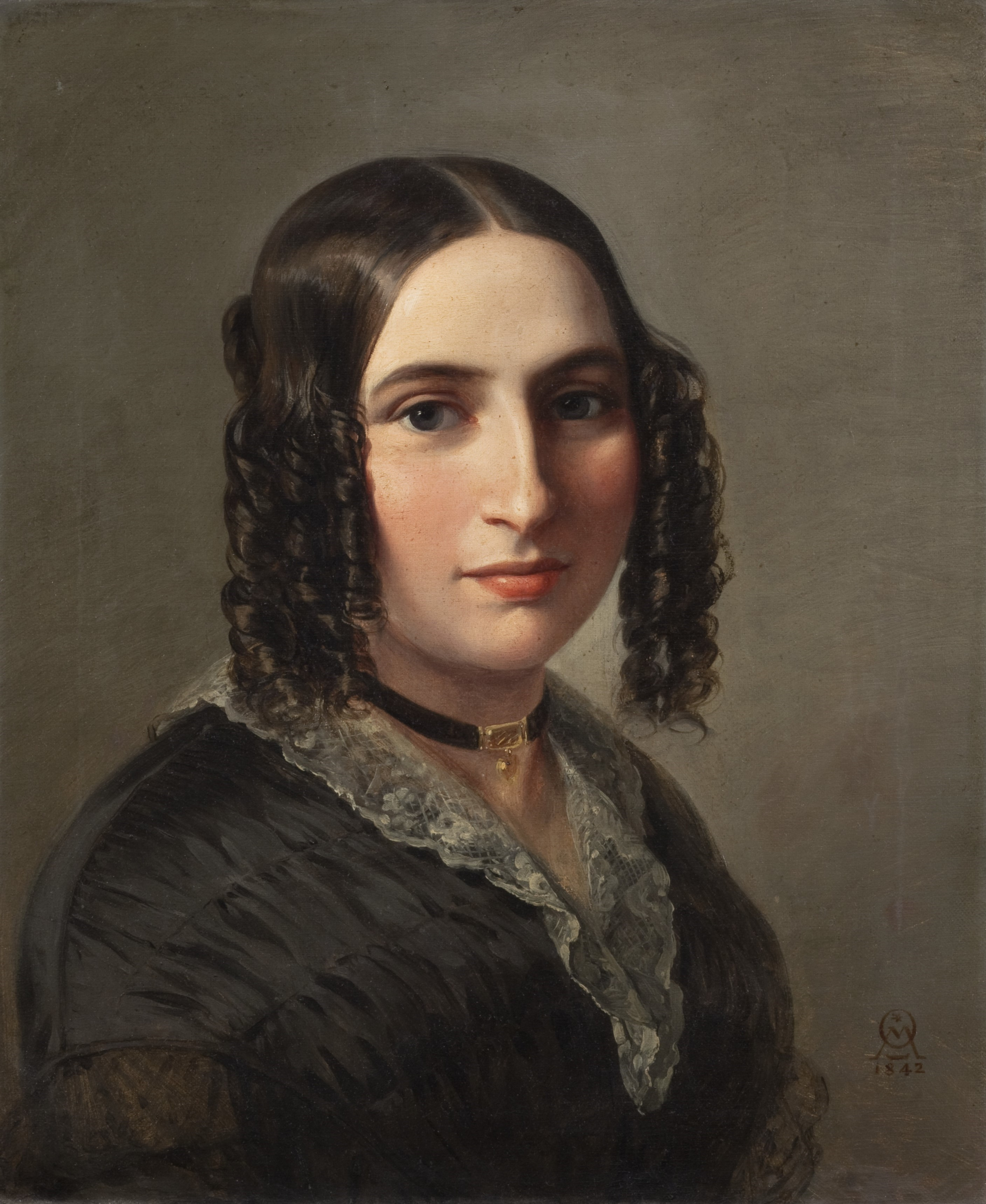
Fanny Hensel († 1847)

- 1840: Karl vom Stein zum Altenstein, deutscher Politiker, Kulturminister in Preußen
- 1845: Philipp Jakob Siebenpfeiffer, politischer Publizist und eine Schlüsselfigur beim Hambacher Fest
- 1847: Fanny Hensel geb. Mendelssohn, deutsche Komponistin
- 1854: Friederike von Reden, deutsche Pietistin, genannt Mutter des Hirschberger Tales, Gattin von Friedrich Wilhelm von Reden
- 1855: Georg Karl Wisner von Morgenstern, kroatischer Komponist, Dirigent und Musikpädagoge
- 1857: Jacob Niclas Ahlström, schwedischer Kapellmeister und Komponist
- 1860: Ludwig Bechstein, deutscher Schriftsteller, Bibliothekar und Archivar
- 1860: Karl Heinrich Ferdinand Schütze, deutscher Unternehmer, Politiker und Abgeordneter
- 1863: Virgil Fleischmann, österreichischer katholischer Geistlicher, Kirchenmusiker und Komponist
- 1864: Hermannus Bouman, niederländischer reformierter Theologe und Orientalist
- 1869: Victor Langlois, französischer Orientalist
- 1871: Agénor Étienne de Gasparin, französischer Publizist und Politiker
- 1875: Auguste Kladzig, deutsche Theaterschauspielerin, Sängerin und Schriftstellerin
- 1878: Ōkubo Toshimichi, japanischer Innenminister der Meiji-Zeit

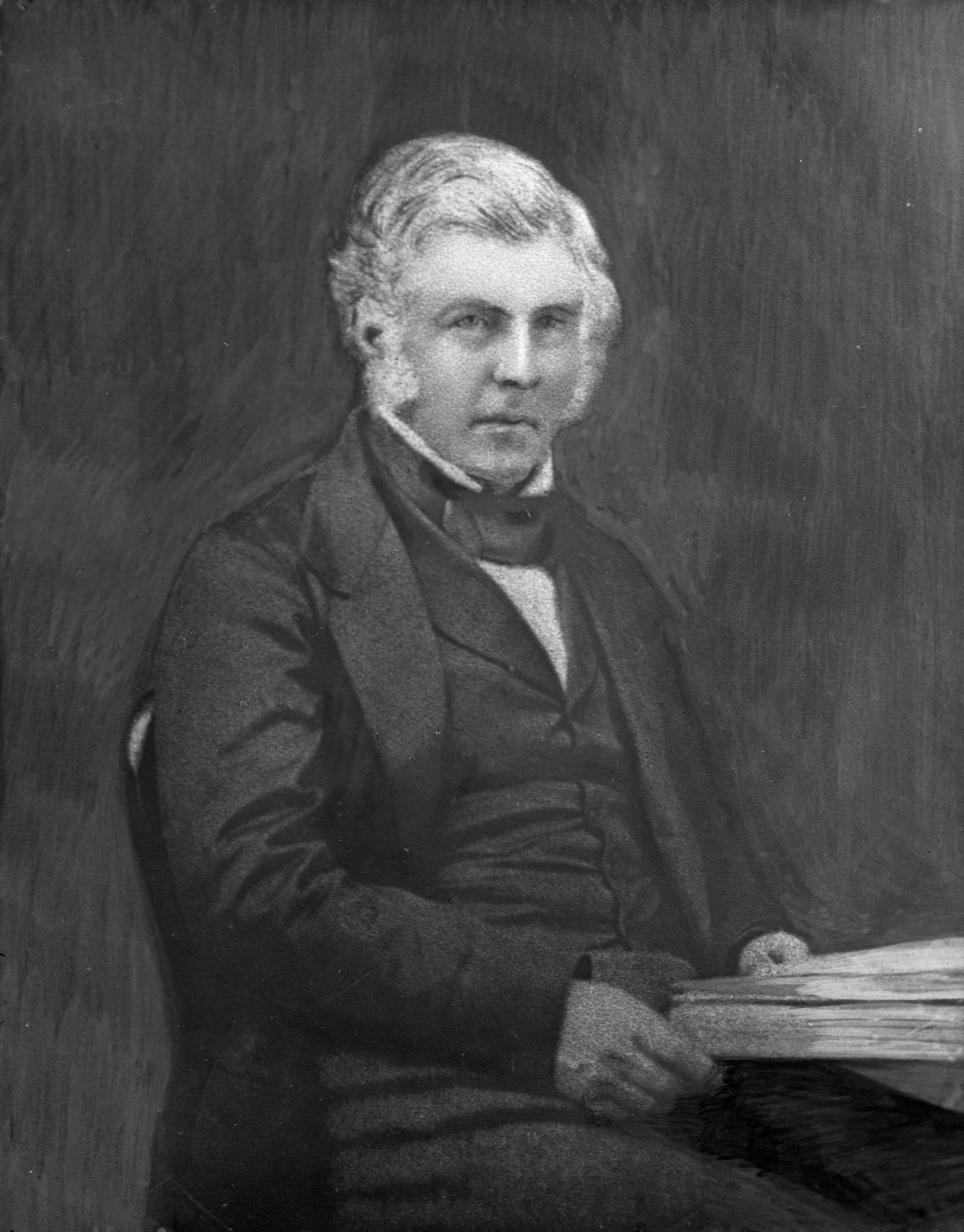
Henry Sewell († 1879)

- 1879: Henry Sewell, erster Premierminister von Neuseeland
- 1881: Alexander von Arentschildt, hannoverscher und preußischer Generalleutnant
- 1883: Wilhelm von Borries, Politiker des Königreichs Hannover
- 1890: August von Kleist, preußischer Generalmajor
- 1892: John S. Barbour, jr., US-amerikanischer Politiker
- 1893: Ernst Eduard Kummer, deutscher Mathematiker
- 1893: Jack Rice, US-amerikanischer Schauspieler
- 1896: Emil Lommer, deutscher Generalarzt
- 1897: Richard Coke, Gouverneur von Texas
- 1899: Lars Fredrik Nilson, schwedischer Chemiker
- 1900: Sergei Sergejewitsch Korsakow, russischer Nervenarzt
- 1900: Gustave Pictet, Schweizer Jurist und Politiker

### 20. Jahrhundert

#### 1901–1950
- 1904: Richard Hol, niederländischer Komponist, Dirigent, Musiklehrer und Musikschriftsteller

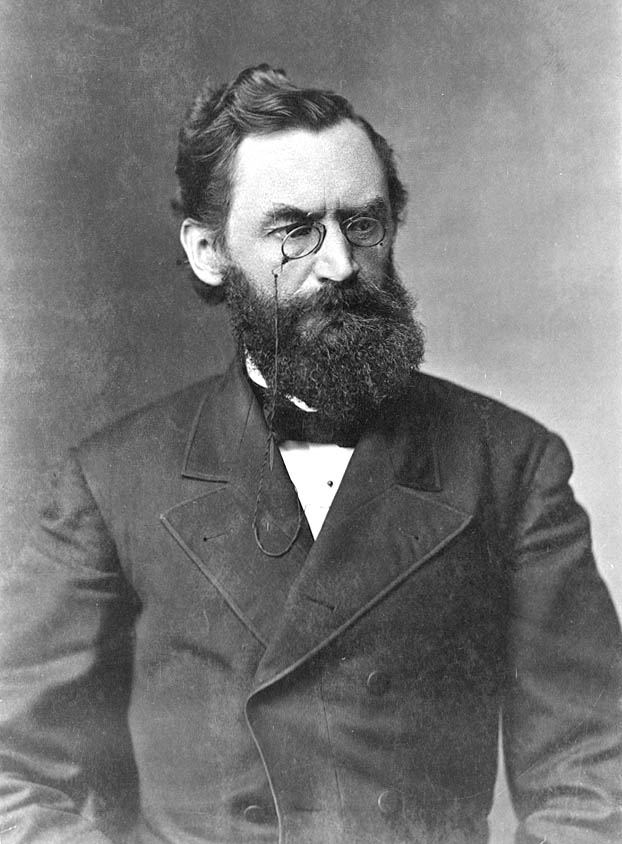
Carl Schurz († 1906)

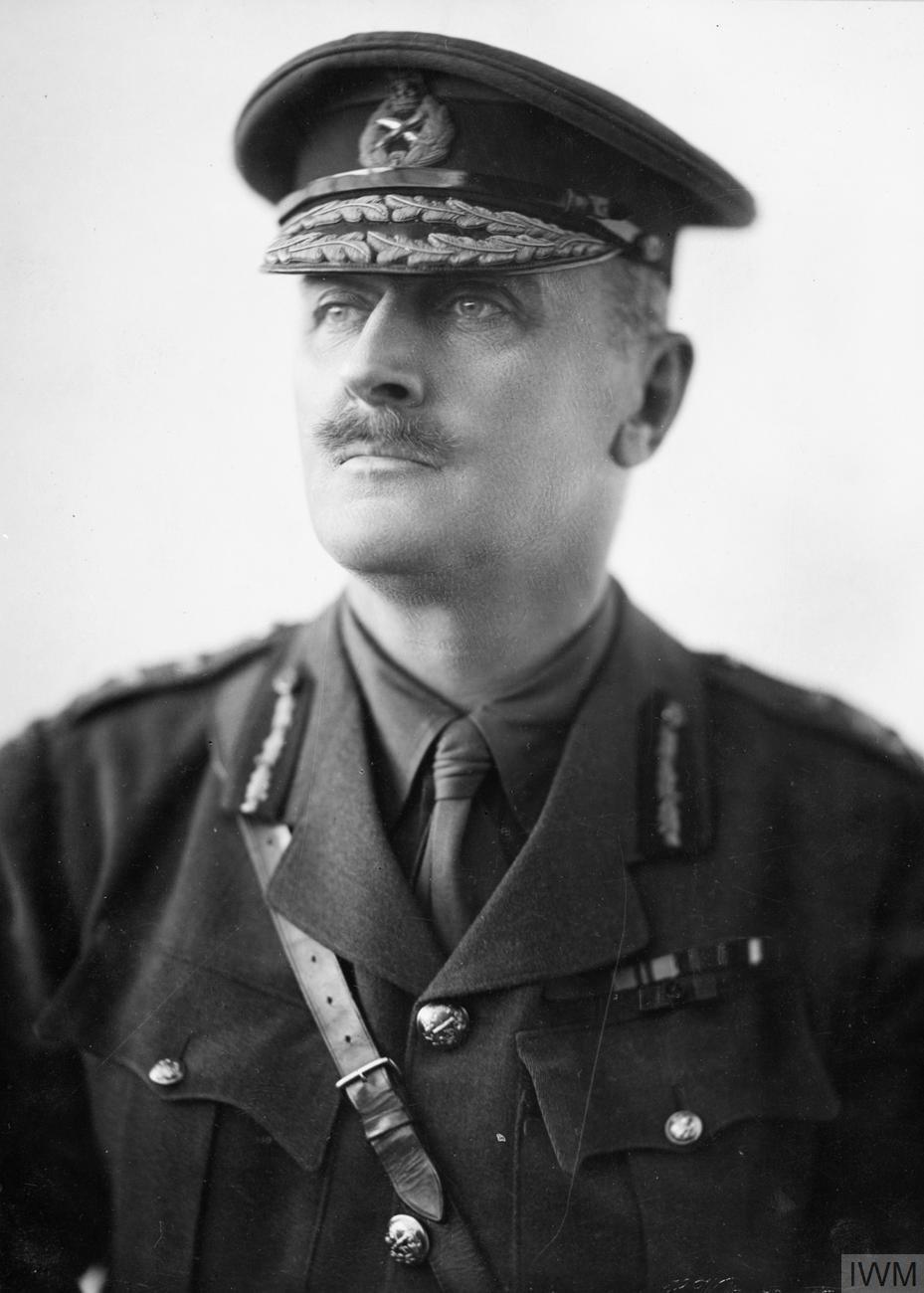
Edmund Allenby († 1936)

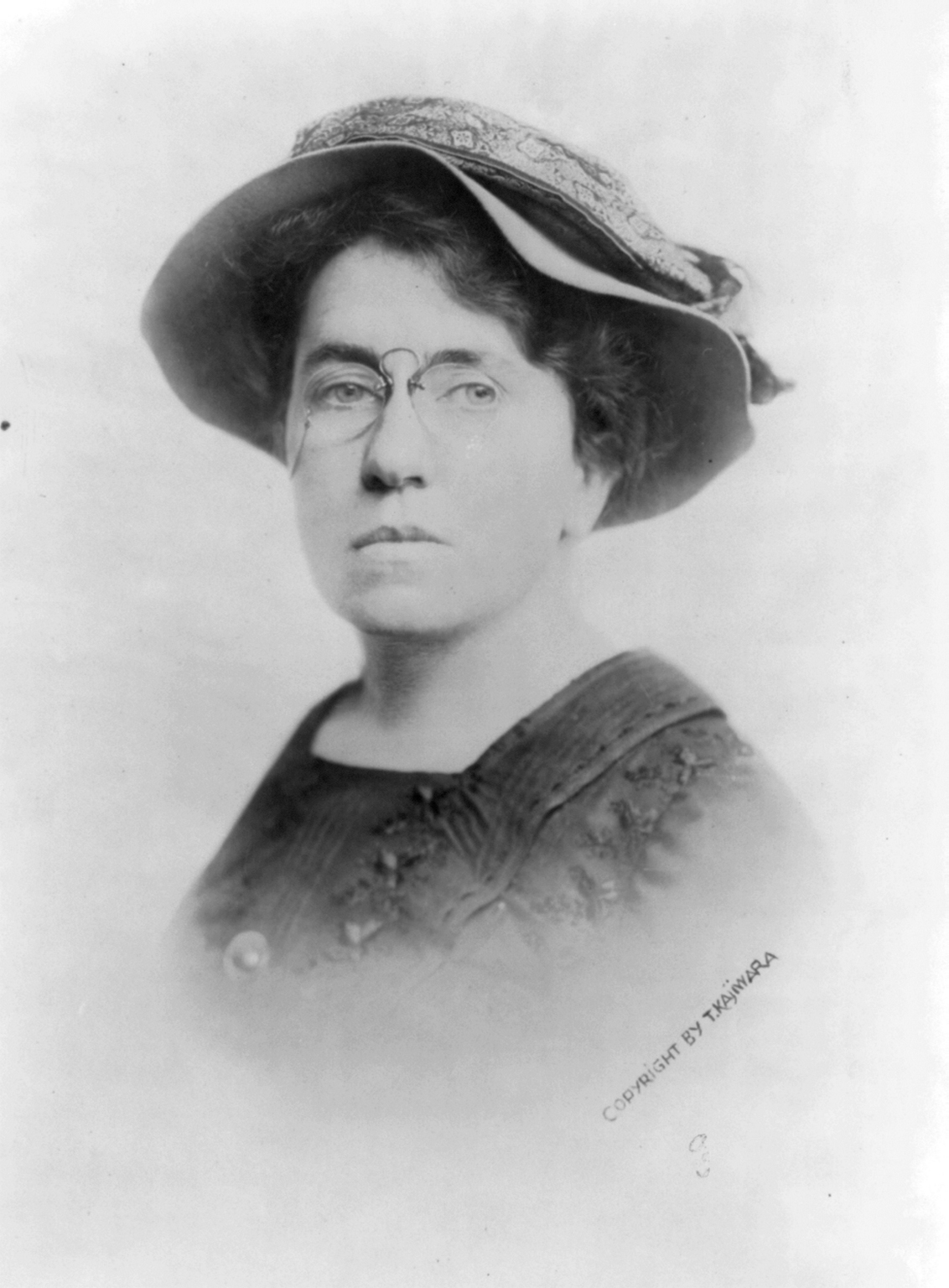
Emma Goldman († 1940)

- 1906: Carl Schurz, deutscher Politiker und Revolutionär, US-amerikanischer General, Historiker und Staatsmann
- 1911: Guido Hermann Schäf, deutscher Orgelbauer
- 1912: Friedrich VIII., König von Dänemark
- 1912: August Strindberg, schwedischer Schriftsteller und Dramatiker
- 1914: András L. Áchim, ungarischer Politiker
- 1917: Joseph Choate, US-amerikanischer Jurist und Diplomat
- 1917: Anders Montan, schwedischer Lithograf, Genre- und Interieurmaler
- 1918: James Gordon Bennett junior, US-amerikanischer Zeitungsverleger
- 1918: Joaquim Pimenta de Castro, portugiesischer General, Putschist und Regierungschef
- 1919: William Hepburn Armstrong, US-amerikanischer Politiker
- 1919: Henry John Heinz, US-amerikanischer Geschäftsmann
- 1928: Max Auzinger, deutscher Zauberkünstler und Schauspieler
- 1930: John P. Buchanan, US-amerikanischer Politiker
- 1931: Viktor Dyk, tschechischer Dichter, Prosaist, Dramatiker, Politiker und Rechtsanwalt
- 1935: Magnus Hirschfeld, deutscher Nervenarzt und Sexualforscher
- 1936: Edmund Allenby, 1. Viscount Allenby, britischer Feldmarschall und Hochkommissar von Ägypten
- 1937: John Burke, US-amerikanischer Politiker
- 1937: Hilmar Mückenberger, vogtländisch-erzgebirgischer Volksmusiker und Komponist
- 1937: Earl Snakehips Tucker, US-amerikanischer Tänzer und Entertainer
- 1939: Isabelle Bean, englisch-australische Krankenschwester, Frauenrechtlerin, Feministin und Theosophin
- 1940: Emma Goldman, US-amerikanische Anarchistin und Friedensaktivistin
- 1941: Maurice Bavaud, Schweizer Attentäter auf Adolf Hitler
- 1942: Frank Churchill, US-amerikanischer Filmmusik-Komponist
- 1943: Alfred Kowalsky, luxemburgischer Komponist
- 1943: Georg von Sachsen, sächsischer Kronprinz, katholischer Priester und Jesuit
- 1945: Wolfgang Lüth, U-Boot-Kommandant im Zweiten Weltkrieg
- 1945: Wilhelm Murr, nationalsozialistischer Politiker

#### 1951–2000
- 1951: Ernst Roth, deutscher Politiker
- 1954: Sidney Abrahams, britischer Weitspringer und Sprinter

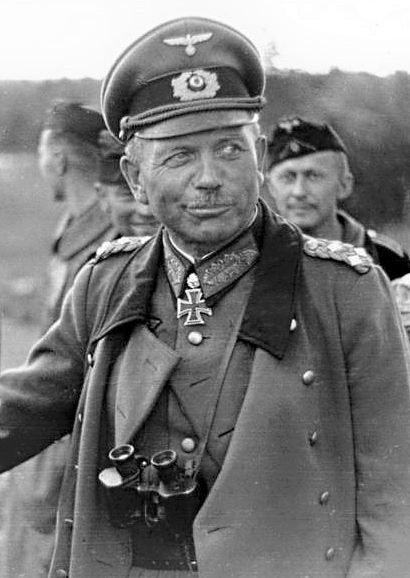
Heinz Guderian († 1954)

- 1954: Heinz Guderian, deutscher Heeresoffizier, General, Chef des Generalstabes, Mitentwickler moderner Kriegsführung mit Panzern
- 1955: Jānis Vītoliņš, lettischer Komponist
- 1957ː Thit Jensen, dänische Schriftstellerin, Frauenrechtlerin
- 1959: Sidney Bechet, kreolischer Sopransaxofonist und Klarinettist
- 1964: Heinz Werner, deutscher Psychologe
- 1965: Frances Perkins, US-amerikanische Politikerin
- 1966: Ludwig Meidner, deutscher Maler des Expressionismus, Dichter und Grafiker
- 1967: Renzo De Vecchi, italienischer Fußballspieler und -trainer
- 1970: Fritz Perls, deutscher Psychiater und Psychotherapeut, Mitbegründer der Gestalttherapie
- 1971: Heinz Kiekebusch, deutscher Politiker, MdL

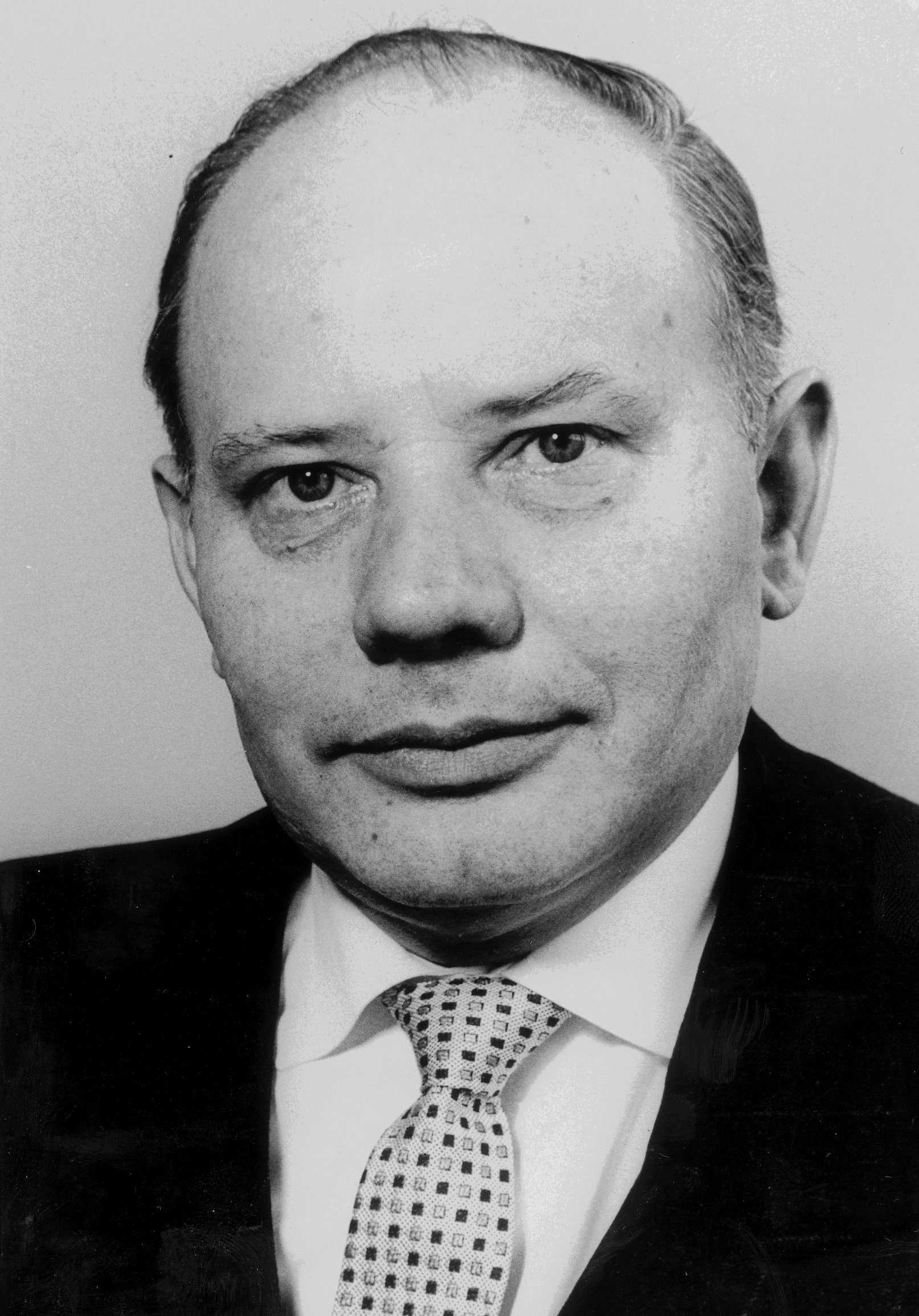
Theodor Blank († 1972)

- 1972: Theodor Blank, deutscher Politiker, MdL, MdB, mehrfacher Bundesminister, erster Bundesminister für Verteidigung
- 1973: Hans Haas, österreichischer Gewichtheber
- 1973: Cobb Rooney, US-amerikanischer American-Football-Spieler
- 1973: Elmer Snowden, US-amerikanischer Banjospieler, Bandleader und Musikunternehmer
- 1974: Hipólito Lázaro, spanischer Opernsänger (Tenor)
- 1974: Jacob Levy Moreno, österreichisch-US-amerikanischer Begründer des Psychodramas, der Soziometrie und der Gruppenpsychotherapie
- 1975: Ernst Fredrik Werner Alexanderson, schwedisch-US-amerikanischer Elektroingenieur
- 1976: Andrzej Osiecimski-Czapski, polnischer Ruderer und Eishockeyspieler
- 1976: Charlotte Schlesinger, deutsch-jüdische Komponistin und Musikpädagogin, NS-Vertriebene
- 1978: Henri Chapron, französischer Unternehmer und Automobilcouturier
- 1978: Silvia De Grasse, panamaische Sängerin
- 1980: Hugh Griffith, walisischer Schauspieler
- 1980: Wilhelm Weismann, deutscher Komponist und Musikwissenschaftler
- 1981: Miguel Andreolo, uruguayisch-italienischer Fußballspieler
- 1981: Karl-Axel Kullerstrand, schwedischer Hochspringer
- 1981: Juan Posadas, argentinischer trotzkistischer Ideologe und Ufologe
- 1982: Elizabeth Frances Cope, US-amerikanische Mathematikerin
- 1983: Fjodor Alexandrowitsch Abramow, sowjetischer Schriftsteller

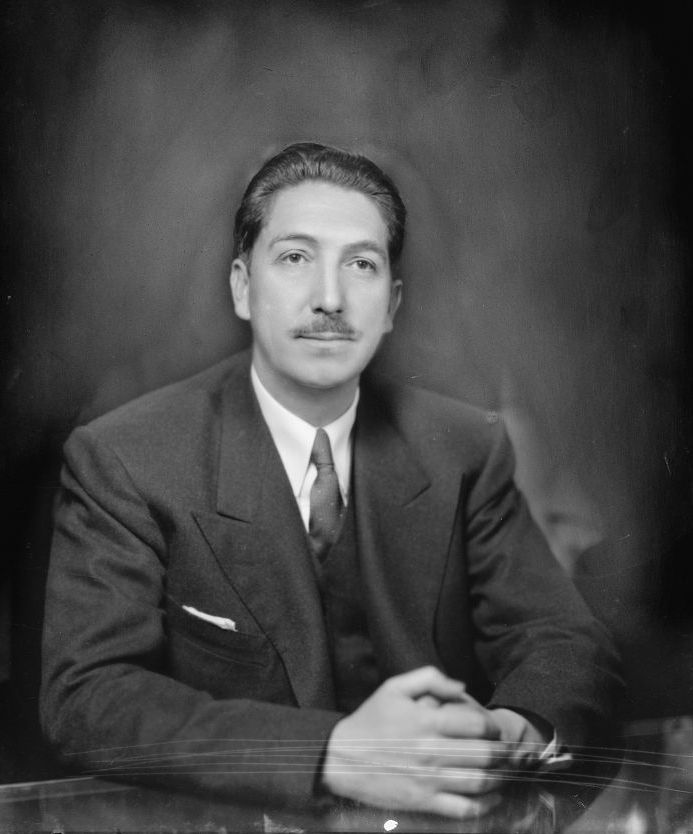
Miguel Alemán Valdés († 1983)

María Luisa Escobar († 1985)

- 1983: Miguel Alemán Valdés, Staatspräsident von Mexiko
- 1984: Charles Leonard Hamblin, australischer Philosoph, Logiker und Computerpionier
- 1984: Dick Weisgerber, US-amerikanischer American-Football-Spieler
- 1985: María Luisa Escobar, venezolanische Komponistin, Pianistin und Sängerin
- 1986: Cornelis Gijsbert Gerrit Jan van Steenis, niederländischer Botaniker
- 1987: Rita Hayworth, US-amerikanische Schauspielerin
- 1988: Carlo Castelbarco, italienischer Adeliger und Automobilrennfahrer
- 1988: Willem Drees, niederländischer Politiker
- 1991: Jiang Qing, chinesische Politikerin und Ehefrau Mao Zedongs
- 1993: Édouard Pignon, französischer Maler
- 1993: Hugo Wiener, österreichischer Komponist und Pianist
- 1994: Cihat Arman, türkischer Fußballtorhüter, -trainer und -funktionär
- 1994: Ramón de Garciasol, spanischer Schriftsteller
- 1995: Christian B. Anfinsen, US-amerikanischer Biochemiker und Nobelpreisträger
- 1996: Ludwig Preiß, deutscher Politiker
- 1996: Sugai Kumi, japanischer Maler und Grafiker
- 1997: Boris Parsadanjan, estnischer Komponist
- 1997: Frank Wagner, deutscher Buchhändler, Verleger und Autor

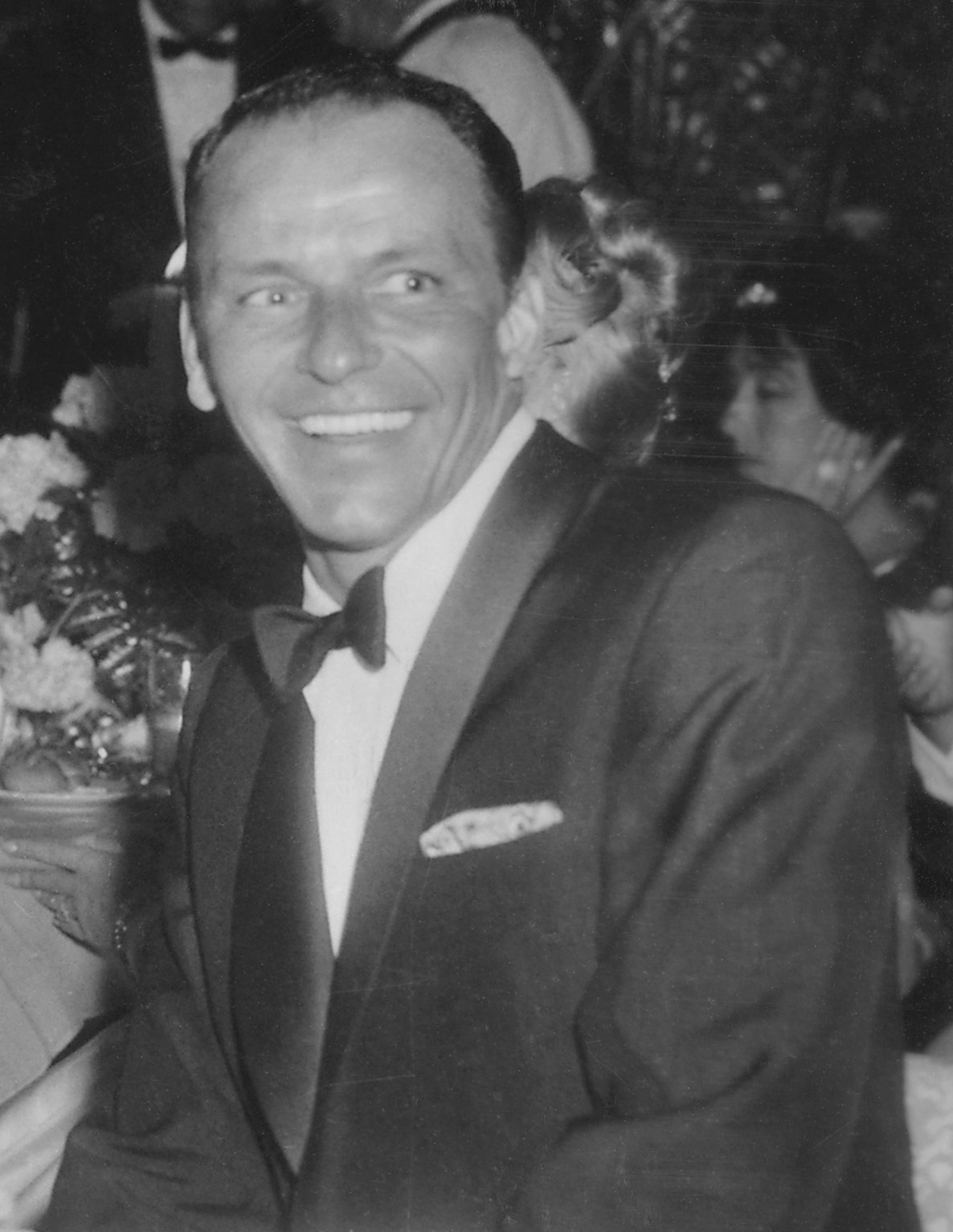
Frank Sinatra († 1998)

- 1998: Frank Sinatra, US-amerikanischer Sänger, Schauspieler und Entertainer (Beiname The Voice)
- 1998: Paul Leyhausen, deutscher Zoologe und Psychologe
- 1998: Kay Glasson Taylor, australische Schriftstellerin
- 1999: Manuel del Cabral, dominikanischer Schriftsteller
- 1999: Grete Weil, deutsche Schriftstellerin
- 2000: Keizō Obuchi, japanischer Premierminister

### 21. Jahrhundert
- 2001: Mortimer Morris-Goodall, britischer Automobilrennfahrer
- 2001: Ettore Puricelli, uruguayisch-italienischer Fußballspieler und -trainer
- 2002: José Lutzenberger, deutsch-brasilianischer Politiker und Umweltaktivist
- 2003: Dave DeBusschere, US-amerikanischer Basketballspieler
- 2003: Otto Edelmann, österreichischer Sänger
- 2003: Wendy Hiller, britische Schauspielerin
- 2004: Rudi Arndt, deutscher Politiker, Oberbürgermeister von Frankfurt a. M., MdL, Landesminister, MdEP

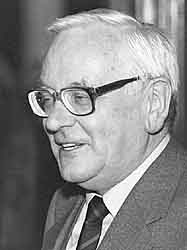
Günter Gaus († 2004)

- 2004: Günter Gaus, deutscher Diplomat und Journalist
- 2004: Jesús Gil, spanischer Politiker und Unternehmer
- 2004: Carl Gustaf Ströhm, deutscher Journalist
- 2006: Günther Nenning, österreichischer Journalist, Autor, politischer Aktivist und Religionswissenschaftler
- 2008: Elmar Ferber, deutscher Filmemacher, Autor und Verleger
- 2011: Birgitta Trotzig, schwedische Schriftstellerin
- 2011: Michael Peschke, deutscher Schriftsteller und Dramatiker
- 2011: Fuad Rifka, syrisch-libanesischer Professor der Philosophie, Lyriker
- 2012: Ernst Hinterberger, österreichischer Schriftsteller und Drehbuchautor
- 2012: Taruni Sachdeva, indische Schauspielerin
- 2012: Evelina Stampa Vogelbacher, Schweizer Politikerin und Frauenrechtlerin aus dem Kanton Bern
- 2013: Billie Sol Estes, US-amerikanischer Geschäftsmann
- 2013: Irenäus Wolfgang Totzke, deutscher Musikwissenschaftler und Mönch
- 2014: Gisela Kessler, deutsche Gewerkschafterin
- 2014: Martin Skowroneck, deutscher Musikinstrumentenbauer
- 2015: Roy Etzel, deutscher Trompeter und Bandleader
- 2015: Charles Grivel, Schweizer Romanist, Französist, Literaturwissenschaftler und Hochschullehrer

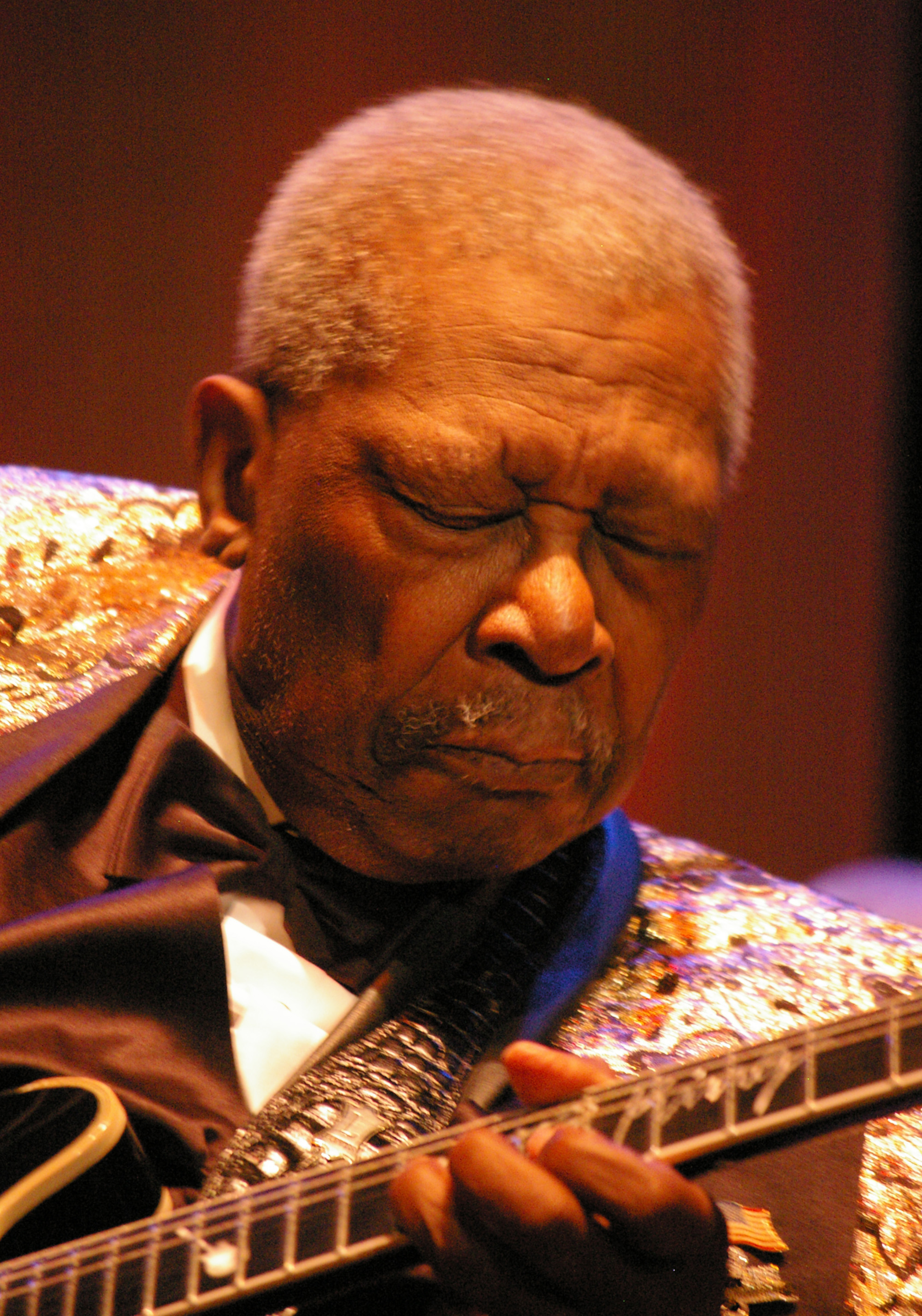
B. B. King († 2015)

- 2015: B. B. King, US-amerikanischer Blues-Gitarrist und -Sänger
- 2015: Boschidar Petkow, bulgarischer Komponist
- 2016: Engelbert Kraus, deutscher Fußballspieler
- 2016: Paul Smoker, US-amerikanischer Trompeter, Flügelhornist, Komponist und Bandleader
- 2016: André Wicky, Schweizer Automobilrennfahrer und Rennstallbesitzer
- 2016: Alvise Zorzi, italienischer Historiker und Journalist
- 2017: Powers Boothe, US-amerikanischer Schauspieler
- 2017: Joyce Sullivan, kanadische Sängerin
- 2018: Maria Körber, deutsche Schauspielerin
- 2018: Tom Wolfe, US-amerikanischer Schriftsteller, Journalist, Kunst- und Architekturkritiker sowie Illustrator
- 2019: Sven Lindqvist, schwedischer Schriftsteller und Literaturhistoriker
- 2019: Mike Möllensiep, deutscher Fußballspieler- und trainer
- 2020: Ralf Forster, deutscher Fußballspieler
- 2021: Sándor Balassa, ungarischer Komponist und Hochschullehrer
- 2021: Haziq Kamaruddin, malaysischer Bogenschütze
- 2021: Ester Mägi, estnische Komponistin
- 2022: Piero Carletto, italienischer Ruderer
- 2022: Arthur Shurlock, US-amerikanischer Turner
- 2022: Urvashi Vaid, US-amerikanische Autorin, Juristin und LGBT-Aktivistin
- 2023: Ingrid Haebler, österreichische Pianistin

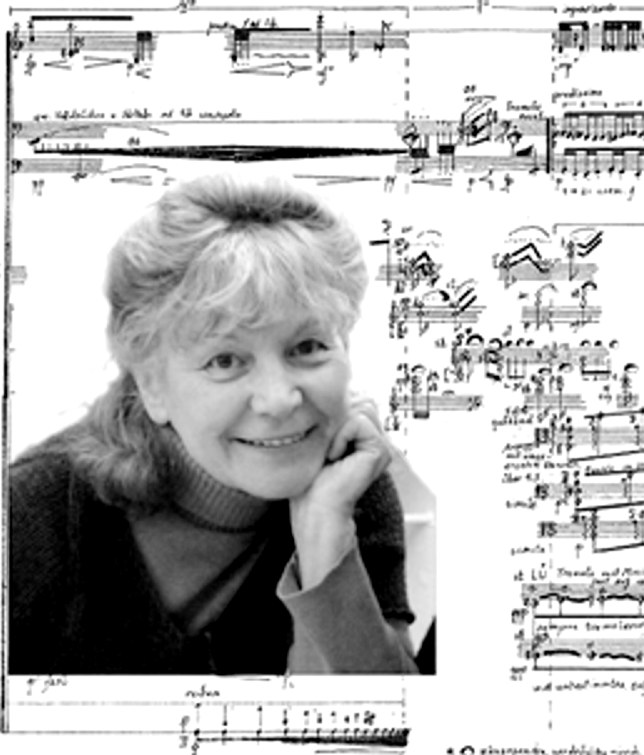
Viera Janárčeková († 2023)

- 2023: Viera Janárčeková, slowakische Komponistin
- 2024: Netiporn Sanesangkhom, thailändische Bürgerrechtlerin

## Feier- und Gedenktage
- Kirchliche Gedenktage
  - Nikolaus von Amsdorf, deutscher Theologe und Bischof von Naumburg (evangelisch)
  - Hl. Corona, römische Märtyrerin und Schutzpatronin (katholisch)
  - Hl. Apostel Matthias, Schriftgelehrter und Märtyrer (anglikanisch, katholisch (nicht im deutschen Sprachgebiet))
  - Hl. Victor von Damaskus, römischer Soldat und Märtyrer (katholisch)
  - Hl. Bonifatius von Tarsus, römischer Märtyrer, „Eisheiliger“ (katholisch)

- Namenstage
  - Bonifatius, Carsten, Christian

Weitere Einträge enthält die Liste von Gedenk- und Aktionstagen.